# Réseau express régional d'Île-de-France
Pour les articles homonymes, voir RER.
Le réseau express régional d'Île-de-France, couramment appelé « RER », est un réseau de transport en commun au gabarit ferroviaire desservant Paris et son agglomération, faisant partiellement partie du réseau régional dénommé Transilien. Constitué de cinq lignes, il comporte 249 points d'arrêt pour 602 km de voies (dont 76,5 km en souterrain, situées pour l'essentiel dans Paris intra-muros) et est fréquenté par 2,7 millions de voyageurs par jour (dont plus d'un million sur la ligne A du RER). Pour des raisons historiques, une partie du réseau est gérée par la RATP tandis que le reste fait partie du réseau SNCF.
L'essentiel de la partie centrale du réseau a été le fruit d'un effort massif d'ingénierie civile et de financement entre 1962 et 1977, date officielle de l'inauguration du réseau. Elle comprend des stations plus profondes et plus spacieuses que celles du métro.

## Histoire

### Origines du projet

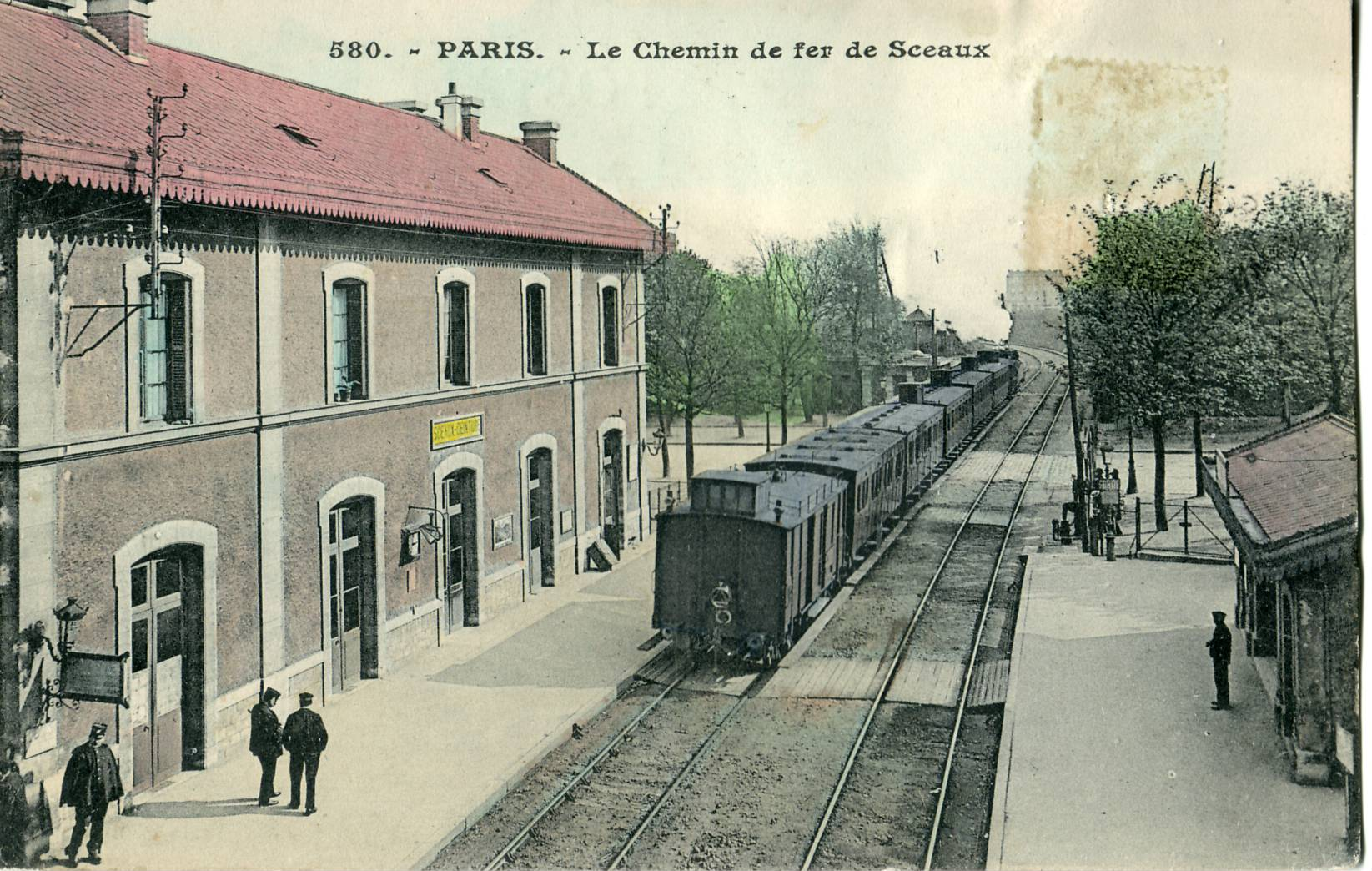
La ligne de Sceaux en carte postale.

Le RER d'Île-de-France est né d'une double problématique, affirmée dès les débuts du XXe siècle : relier entre elles les différentes gares parisiennes, et simplifier les échanges pendulaires Paris-banlieue en supprimant les ruptures de charge aux gares.
Les origines du RER peuvent être trouvées dans le plan de Ruhlmann-Langewin en 1936 de la CMP (Compagnie du chemin de fer métropolitain de Paris) pour un métro express régional à grand gabarit. Premier acte concret, la ligne de Sceaux est rétrocédée à la CMP par le PO (Compagnie du chemin de fer de Paris à Orléans) en 1938 après une importante modernisation (électrification, block automatique lumineux (BAL), quais hauts…) alors que le reste du réseau français à grand gabarit est nationalisé avec la création de la SNCF.
Ce plan est ressorti après-guerre par le successeur de la CMP, la RATP, durant les années 1950. En 1960, un comité interministériel lance la construction d'une ligne ferroviaire est-ouest à grand gabarit. Étant à l'origine de l'idée, c'est tout naturellement la RATP qui fut chargée d'exploiter la nouvelle ligne, pour laquelle, en vue de sa constitution, la SNCF lui céda deux lignes qu'elle exploitait : la ligne de Paris-Saint-Lazare à Saint-Germain-en-Laye à l'ouest et la ligne de Paris-Bastille à Marles-en-Brie (dite aussi « ligne de Vincennes ») à l'est.

### Schéma directeur de 1965

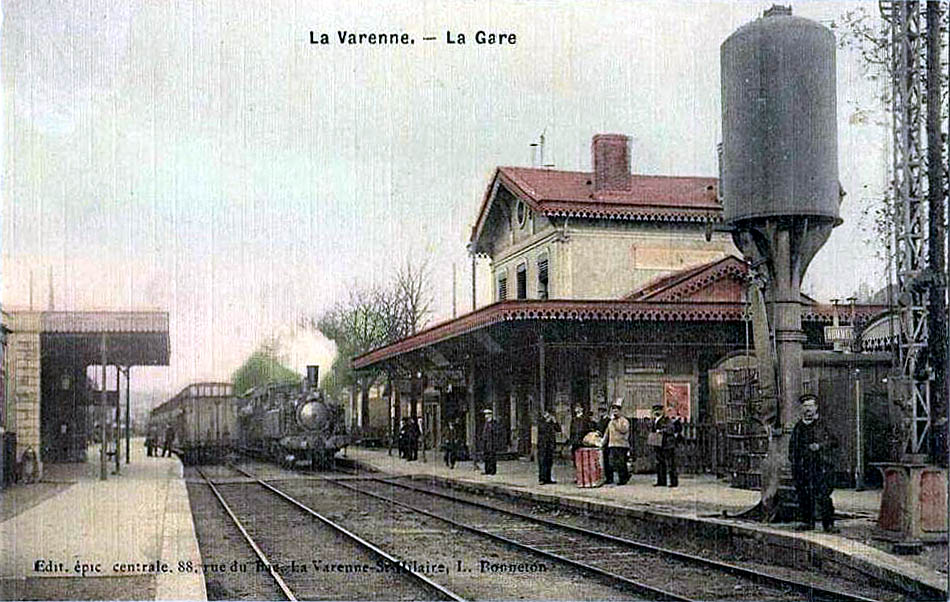
La ligne de Vincennes en carte postale.

Il faut attendre le schéma directeur d'aménagement et d'urbanisme de la région parisienne (SDAURP) de 1965, le premier du genre, pour qu'un véritable réseau régional soit imaginé.
Conçu sous l'autorité de Paul Delouvrier, ce schéma définit le réseau express régional comme un « moyen de transport à haute capacité, le métro régional doit nécessairement drainer les principaux centres d'emploi. Les lignes proposées convergent vers Paris et le traversent. Si ces lignes sont dessinées d'une extrémité à l'autre de la future agglomération, c'est moins pour permettre d'aussi longs déplacements, qui resteront peu nombreux, que pour supprimer les ruptures de charge : par exemple la transversale de Saint-Germain-en-Laye à Boissy-Saint-Léger jouera réellement le rôle de deux lignes (Saint-Germain-en-Laye – Vincennes, Boissy-Saint-Léger – La Défense) dont la section parisienne serait commune.
À l'extérieur de Paris, les lignes suivent les axes d'urbanisation prévus par le schéma directeur, traversant les nouveaux centres urbains ou y aboutissant. Les correspondances ménagées entre ces lignes pourront assurer les liaisons le long des deux directions principales de peuplement, de Pontoise à Mitry-Mory et de Trappes à Melun. »
Le SDAURP prévoit trois lignes principales, soit 260 kilomètres de lignes.

#### Ligne transversale Est-Ouest
« Cette ligne, en cours de construction, comporte deux antennes à chaque extrémité d'un tronc commun dans Paris. Ce tronc commun va de Nanterre à Vincennes, en passant par le nouveau centre de gare de la Défense, une station Auber située dans le triangle Opéra-Chaussée d'Antin-Havre Caumartin, le Châtelet et la gare de Lyon. De ses deux prolongements à l'amont de Paris, l'un reprend l'actuelle ligne de Paris-Bastille à Marles-en-Brie ; l'autre, sensiblement parallèle à la Marne sur la rive gauche, desservirait la zone à urbaniser en priorité de Fontenay-sous-Bois et le futur axe urbain de Bry-sur-Marne - Noisy-le-Grand à Meaux.

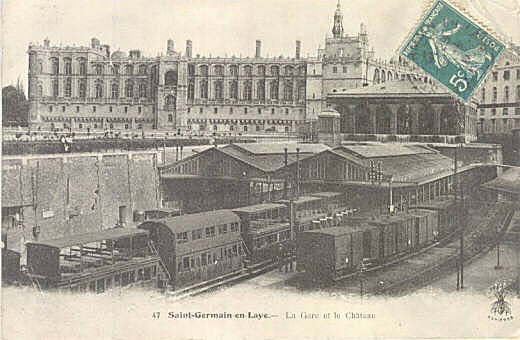
La ligne de Saint-Germain-en-Laye en carte postale.

À l'aval, une antenne reprend la ligne de Paris à Saint-Germain-en-Laye, depuis cette ville jusqu'à Nanterre. L'autre se dirige vers la ville de Montesson, où doivent être implantés des équipements régionaux importants. Elle donne correspondance à la ligne de Maisons-Laffitte. »

#### Lignes transversales Nord-Sud
« La première transversale, avec deux antennes au Nord, dessinerait un grand T. Sa partie verticale irait du centre de Stains - Saint-Denis à la zone urbaine d'Évry-Courcouronnes - Corbeil-Essonnes, en passant par Rungis. Dans Paris, elle donnerait accès aux gares du Nord et de l'Est, au secteur de la gare de Lyon et de la gare d'Austerlitz. À son extrémité inférieure, elle s'inclinerait vers le Sud-Est, franchirait la Seine à Corbeil-Essonnes et rejoindrait Melun.

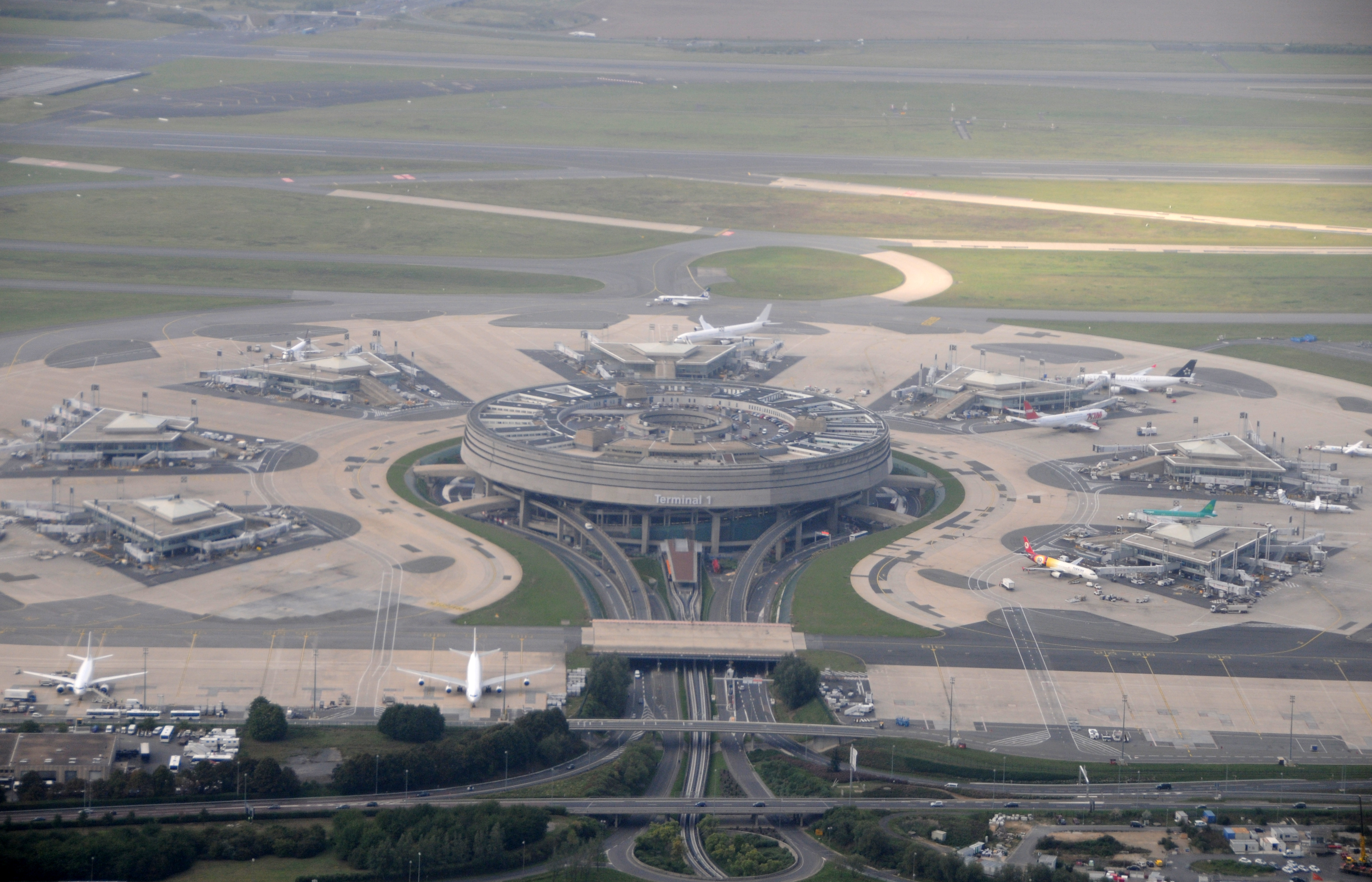
Vue aérienne de l'aérogare 1 de l'aéroport de Paris-Charles-de-Gaulle.

Sa partie sensiblement horizontale, au nord de Stains, serait constituée par une branche orientée vers le centre du Bourget et le nouvel aéroport de Paris-Nord et par une branche qui desservirait Villetaneuse (faculté des sciences), et la vallée de Montmorency en incorporant l'actuelle ligne de Valmondois.
La deuxième transversale partirait au nord des abords de la nouvelle préfecture du Val-d'Oise. Touchant la première transversale à Ermont, elle emprunterait ensuite le tracé de l'actuelle ligne de Gennevilliers et pénétrerait dans Paris non loin de la porte de Saint-Ouen. Passant par les gares Saint-Lazare, des Invalides et Montparnasse, elle sortirait de la capitale près de la porte de Vanves, desservirait jusqu'à Massy - Palaiseau une banlieue actuellement dépourvue de ligne ferroviaire, puis se dirigerait vers l'ouest sur le plateau de Saclay où elle drainerait la ville nouvelle qui y est prévue, jusqu'à Trappes.
En plus de ces transversales, la ligne dite "de Sceaux" serait prolongée dans Paris jusqu'à la ligne régionale Est-Ouest, avec laquelle elle serait en correspondance. »

#### Possibilités de liaisons tangentielles
« De Pontoise à Mitry-Mory, les relations tangentielles peuvent être assurées d'abord en organisant les correspondances : à Ermont, entre la deuxième ligne transversale Nord-Sud et la branche « Valmondois » de la première ; entre les branches Valmondois et Le Bourget de cette dernière transversale à leur point de jonction. Ultérieurement, si la croissance du trafic le justifiait, des trains pourraient circuler le long de cette ligne tangentielle sans changement, moyennant quelques aménagements des voies.
Au sud de Paris, les extrémités des deux transversales Nord-Sud relient : l'une Trappes à Massy - Palaiseau, l'autre Corbeil-Essonnes à Melun. Pour compléter la liaison de Trappes à Melun, le schéma directeur prévoit la création d'une ligne entre Massy - Palaiseau et Corbeil-Essonnes, empruntant des voies d'ailleurs existantes. »

### Automatisation
C'est à la suite de l'expérience réussie d'automatisation du péage du RER qu'en février 1971, la RATP annonce qu'il n'y aura plus de poinçonneur  dans le métro à partir de 1974 , . Cette expérience réussie d'automatisation du péage du RER avait utilisé 54 ordinateurs CII 10010 couplés avec des Philips P 9201. Le premier des deux avait été lancé en juillet 1967 par la CII sous le nom de CII 10010, avant d'être renommé Iris 10 un an et demi après. 
Il est alors précisé que dans un second temps l'automatisation de 1400 portillons automatiques du métro reposera, à son tour, sur un nombre plus restreint d'ordinateurs, de la génération suivante, soit 14 CII 10020 seulement. L'étape suivante sera des rames automatisées sans conducteurs, qui ne verront le jour à grande échelle qu'en 1983, véhicule automatique léger (VAL),  premier métro urbain intégralement automatique au monde. Il a ouvert en 1983 pour le nouveau métro de Lille, issu des recherches combinées de l'Université Lille-I, de l'IDN et du brevet d'automatismes d’un système sans conducteur déposé le 31 juillet 1971 par le professeur Robert Gabillard, qui s'est exporté à Toulouse, Rennes, Turin, Uijeongbu, Taipei ou dans les aéroports de Paris ou Chicago.

### Du métro régional au RER

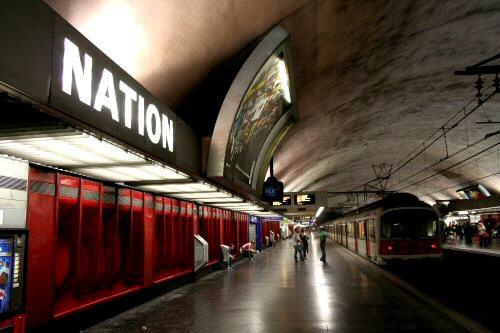
Une rame MS 61 non rénovée, en gare de Nation, en juin 2006.

La construction de la première ligne est-ouest a été lancée le 6 juillet 1961 par Robert Buron, ministre des Travaux publics et des Transports, au pont de Neuilly L'extension rapide du nouveau quartier d'affaires de La Défense rendit prioritaire la section occidentale du nouvel axe, réalisée station après station à travers Paris de 1969 à 1977. Ce n'est que le 12 décembre 1969 que la première nouvelle station sur la section orientale fut inaugurée à Nation, puis ouverte au public le surlendemain. 
Cette nouvelle gare entièrement souterraine devint provisoirement le terminus de l'ancienne ligne de Vincennes, limitée à Boissy-Saint-Léger. On appelle ce premier tronçon, le « Métro régional ».
L'axe de la ligne A avait été choisi primitivement pour décharger la ligne 1 du métro entre les stations Charles-de-Gaulle - Étoile et Nation, la plus saturée. 
Mais la nouvelle ligne de RER, plus rapide et desservant la banlieue, attira très vite autant de voyageurs au point d'atteindre elle-même la saturation. 
Le même phénomène se produira plus tard sur l’axe nord-sud entre Châtelet et Gare du Nord, avec la ligne B du RER, qui soulage la ligne 4 du métro, puis approche à son tour de la saturation.
Quelques semaines après la mise en service la gare RER de Nation fut ouverte de l’autre côté de Paris la section occidentale, longtemps attendue, entre Étoile et La Défense. Cette simple navette initiale fut d'abord prolongée vers l'est jusqu'à la nouvelle station Auber le 23 novembre 1971, puis vers l'ouest le 1er octobre 1972 jusqu'à Saint-Germain-en-Laye par sa connexion à Nanterre à l'ancienne ligne de Paris à Saint-Germain-en-Laye. 
Cette section devait initialement s'appeler « Métro express régional Défense – Étoile », soit un acronyme peu flatteur, qui ne sera découvert qu’assez tardivement, selon la rumeur, par un peintre travaillant sur le chantier, obligeant finalement à changer le nom,,,,.
Le 29 février 1972, le schéma d'exploitation du futur réseau de transport en commun est approuvé par le Syndicat des transports parisiens. Le métro régional est dorénavant conçu comme devant être constitué de trois lignes, la transversale est-ouest (future ligne RER A), une nouvelle transversale sur la rive gauche créée à partir de tronçons existants (future ligne RER C), le prolongement de la ligne de Sceaux et son interconnexion avec une ligne du réseau nord à déterminer (future ligne RER B), ainsi que la réalisation d'une nouvelle ligne supplémentaire interconnectée (future ligne RER D). L'opération de rénovation des Halles donne l'occasion inespérée de construire la nouvelle gare centrale du Châtelet à ciel ouvert, ce qui permet de réduire légèrement les coûts. En effet, lorsque débutent dans Paris les travaux de la transversale nord-sud (actuelle ligne RER B), l'idée d'envoyer des trains de banlieue de la SNCF en superposition des trains des lignes nord-sud et est-ouest du nouveau métro régional paraît judicieuse,.

### Naissance et extensions du RER

#### Naissance du RER

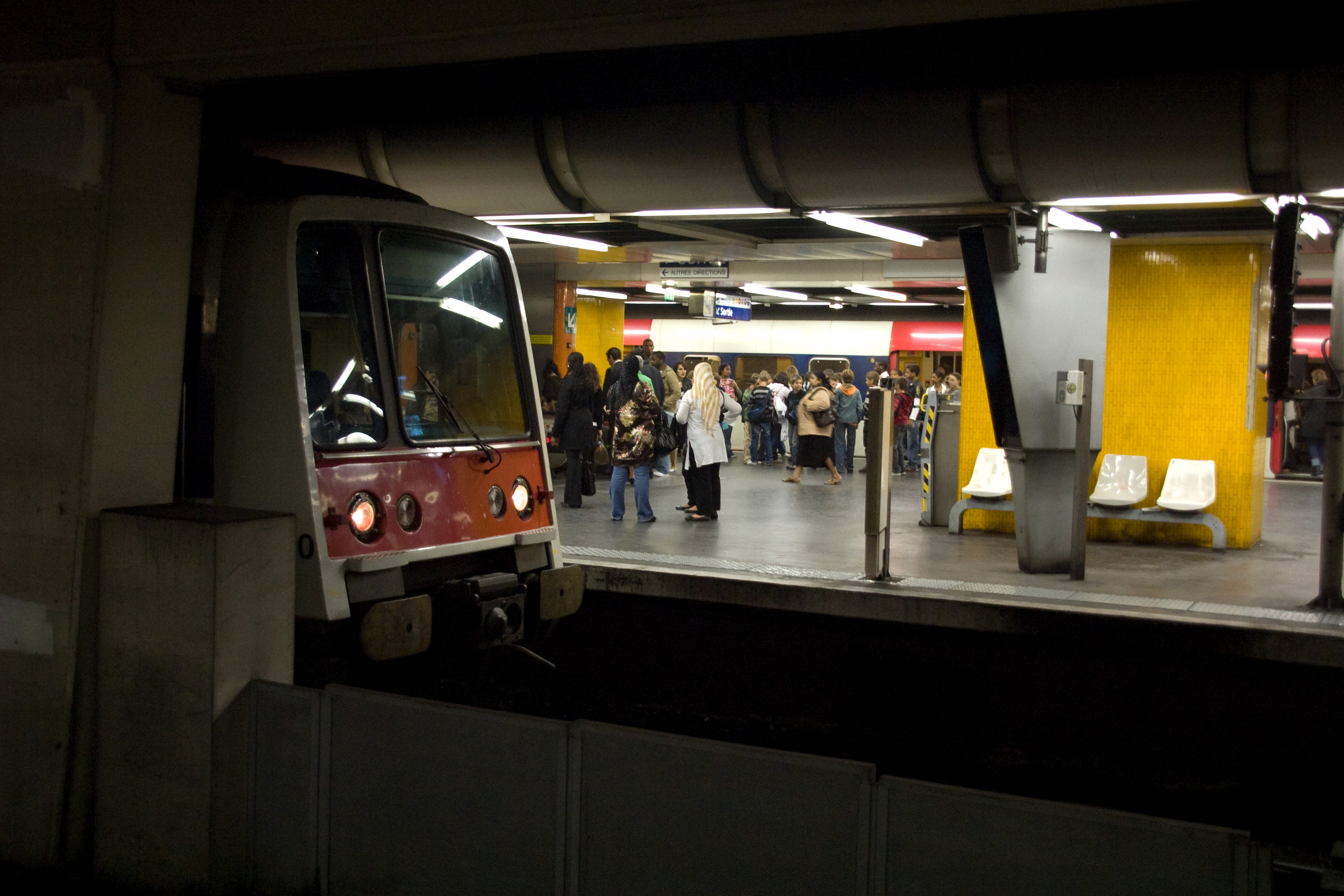
À Châtelet - Les Halles, avec en premier plan un train de la ligne B et au second, un train du RER A, en juin 2008.

Le 9 décembre 1977, la jonction entre les deux sections, occidentale et orientale du Métro régional, fut réalisée par l'ouverture de la station de correspondance Châtelet - Les Halles, jusqu'à laquelle fut prolongée la ligne de Sceaux à partir de Luxembourg, gare située sur la rive gauche, créant ainsi un embryon du métro régional projeté. Inaugurée par le président de la République Valéry Giscard d'Estaing, elle permit de lancer publiquement le nom du réseau ferroviaire : « Réseau Express Régional » (RER), en remplacement de « Métro régional » et le nom de baptême par lettres des lignes (A et B), déjà utilisé officieusement en interne par la RATP. Au cours de cette première phase, six stations entièrement souterraines et à grand gabarit furent créées.
Pour permettre la mise en service des premiers tronçons du réseau, l'État avait tout d'abord transféré l'exploitation de lignes SNCF à la RATP (ligne dite de Sceaux, ligne de Saint-Germain-en-Laye, ligne de Boissy-Saint-Léger). Seul, le tronçon central de la ligne A (La Défense – Vincennes), son extension entre Vincennes et Marne-la-Vallée et le tronçon central de la ligne B (Gare du Nord – Châtelet – Denfert-Rochereau) ont été construits par la RATP. Cela explique que les trains du RER circulent à gauche, comme sur la quasi-totalité du réseau SNCF, alors que les rames du métro de Paris roulent à droite.

#### Interconnexions et villes nouvelles
La période 1977 - 1983 a vu l'achèvement de plusieurs opérations de grande ampleur.

##### Extension du RER A dans Marne-la-Vallée

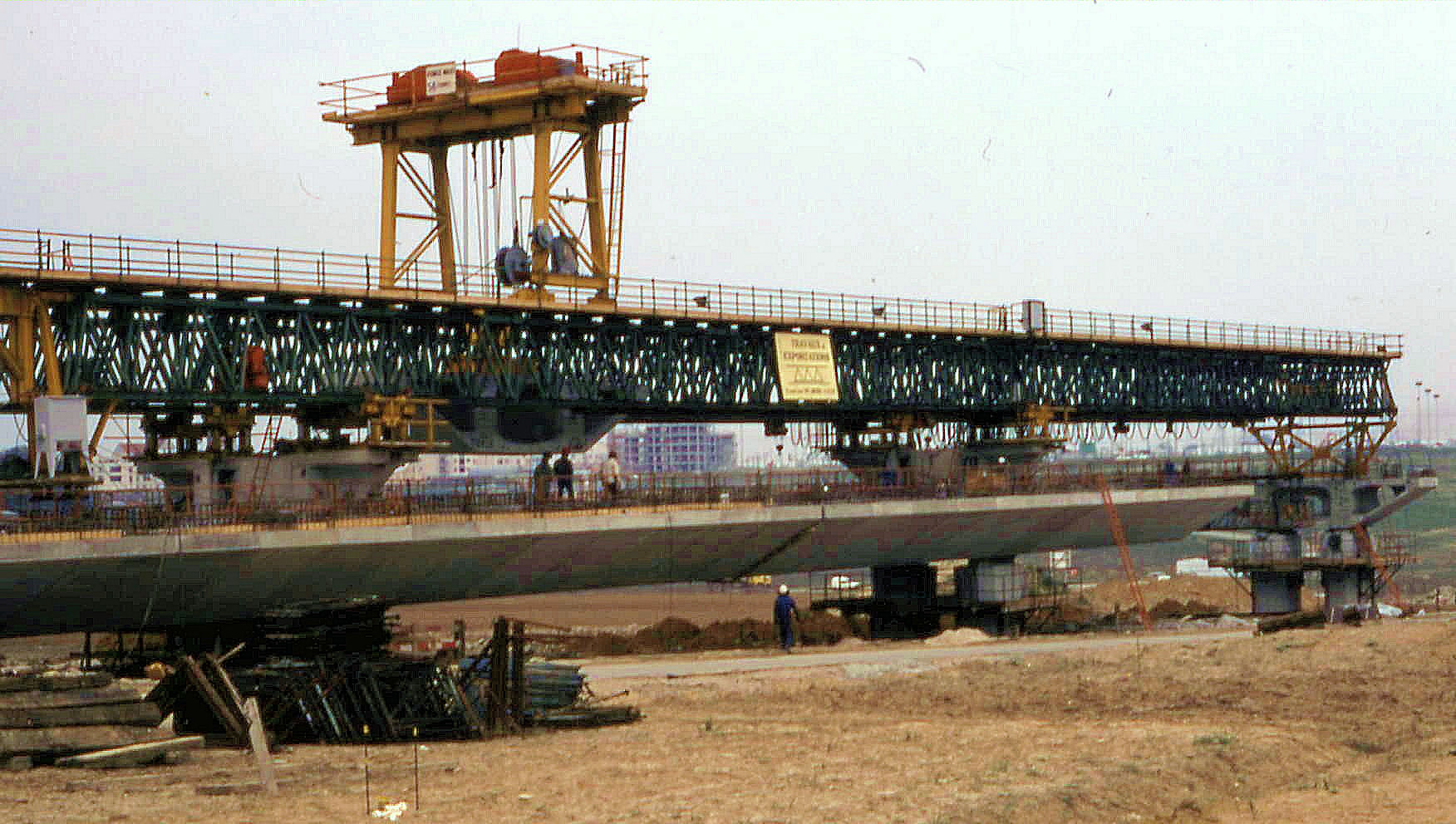
Construction du viaduc situé entre les futures gares de Lognes et de Torcy.

Le 9 décembre 1977, tout juste baptisée « RER A », la ligne est prolongée jusqu'à Noisy-le-Grand-Mont d'Est, sixième gare souterraine et à grand gabarit ouverte au public depuis 1969. Cette nouvelle branche quitte l'ancienne ligne de Vincennes à proximité de la gare de Fontenay-sous-Bois. Elle est longue de 8 553 mètres et dessert trois nouvelles gares intermédiaires. La première, Val de Fontenay, dessert la ZUP de Fontenay-sous-Bois et permet une correspondance avec la ligne de Paris-Est à Mulhouse-Ville, les deux autres desservent Neuilly-Plaisance et Bry-sur-Marne.
Le 19 décembre 1980, la branche de Noisy-le-Grand est prolongée de 8 764 mètres en direction de l'est jusqu'à la gare de Torcy. Le tracé dessert l'université Paris-Est-Marne-la-Vallée, à travers la gare de Noisy - Champs, le centre urbain de Noisiel, et franchit le ru de Maubuée, entre les deux dernières gares de Lognes et de Torcy, par un viaduc en béton précontraint. Ce prolongement, inauguré par Michel Giraud, président du conseil régional d'Île-de-France, s'accompagne d'une réorganisation du réseau d'autobus afin d'assurer un meilleur rabattement. La section n'est, au départ, exploitée qu'en simple navette dans l'attente de nouveau matériel.
Le 18 décembre 1985, le gouvernement signe un protocole avec la Walt Disney Company établissant les conditions d'implantation du complexe de loisirs Disneyland Paris. Il est, par conséquent, acté la réalisation d'un nouveau prolongement de la ligne A, long de onze kilomètres, de Torcy à Chessy, pour permettre la desserte du nouveau parc d'attractions de Walt Disney, celui-ci devant s'implanter au cœur des grandes cultures céréalières de la Brie française, à l'est de la ville nouvelle de Marne-la-Vallée, sur le territoire de Chessy. Le 1er avril 1992, la ligne atteint Marne-la-Vallée - Chessy, onze jours avant l'inauguration du parc Disneyland. À cette occasion, la gare de Torcy - Marne-la-Vallée, ancien terminus de la branche, change de nom pour simplement devenir « Torcy ». L'arrivée du RER a ici précédé l'urbanisation des secteurs III et IV de la ville nouvelle.
En décembre 1992, la gare de Bussy-Saint-Georges est ouverte sur la branche de Marne-la-Vallée entre les gares de Torcy et de Marne-la-Vallée - Chessy. Le 14 juin 2001, la gare de Serris - Montévrain - Val d'Europe est mise en service, entre les gares de Bussy-Saint-Georges et de Marne-la-Vallée - Chessy, afin de desservir un nouveau quartier en plein développement. La construction de ce pôle multimodal aura coûté 78,6 millions de francs, soit 11,9 millions d'euros.

##### Transversale Rive Gauche

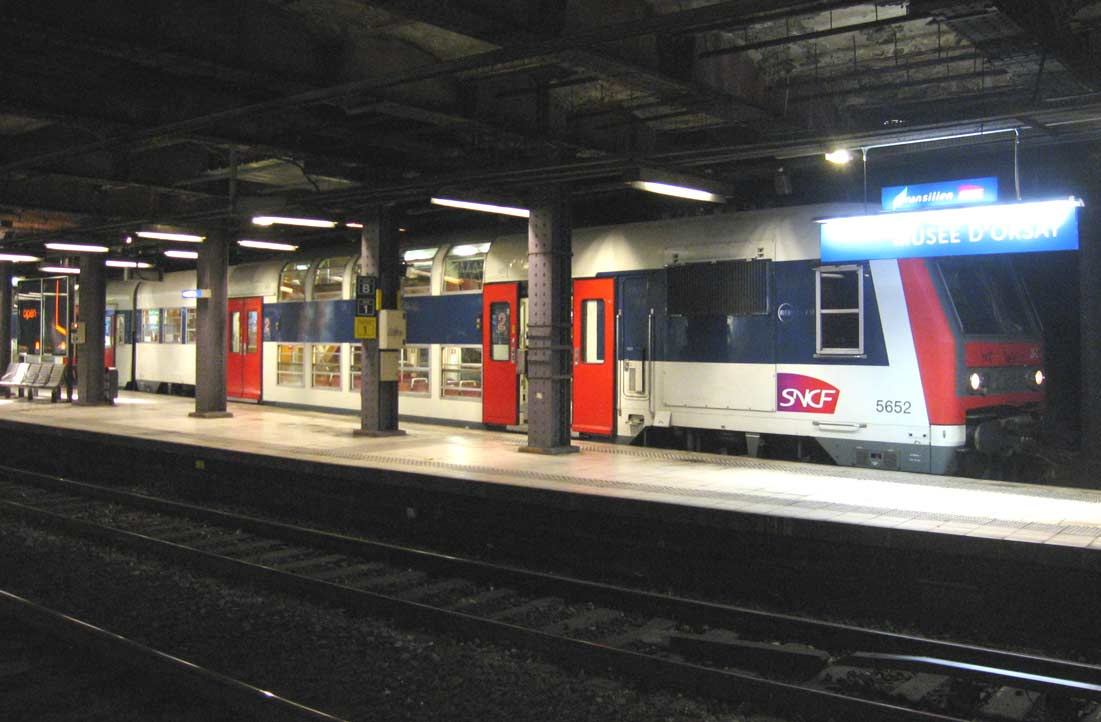
Une rame Z 5600 du RER C à la gare du Musée d'Orsay, en juin 2006.

Les gares en impasse des Invalides et d'Orsay n'étaient séparées que de 841 mètres. Ainsi dès les années 1930, l'idée de les joindre par un tunnel germa chez les décideurs puis au sein de la nouvelle SNCF, mais la Seconde Guerre mondiale puis la reconstruction ne permit pas au projet d'aboutir. Enfin relancée en 1964 par le ministre des Transports, la construction d'un tunnel se révèle délicate vu le site traversé, devant l'Assemblée nationale et le ministère des Affaires étrangères, sur la rive gauche de la Seine.
Le 30 septembre 1979, le Premier ministre Raymond Barre inaugure le tunnel Invalides - Orsay, et la jonction est mise en service, créant la Transversale Rive Gauche, résultat du prolongement de la ligne Versailles – Invalides, largement modernisée à l'occasion (électrification par caténaire), jusqu'à l'ancienne gare d'Orsay et de l'interconnexion des banlieues sud-ouest et ouest.
En 1980, elle devient la ligne C du RER et elle est prolongée, en mai 1980, jusqu'à Saint-Quentin-en-Yvelines grâce à l'utilisation, à partir de Viroflay, de la ligne Paris – Chartres et au sextuplement des voies entre Versailles-Chantiers et Versailles-Matelots afin de mieux séparer les différents trafics,. Ce prolongement avait pour origine le déséquilibre des trafics entre le sud-ouest (24 trains par heure et 170 000 voyageurs par jour) et la ligne de Versailles (8 trains par heure et 30 000 voyageurs par jour) qui imposait d'effectuer plusieurs retournements de trains dans Paris, à Invalides ou à Boulevard Victor (actuel Pont du Garigliano).

##### Interconnexion ouest du RER A

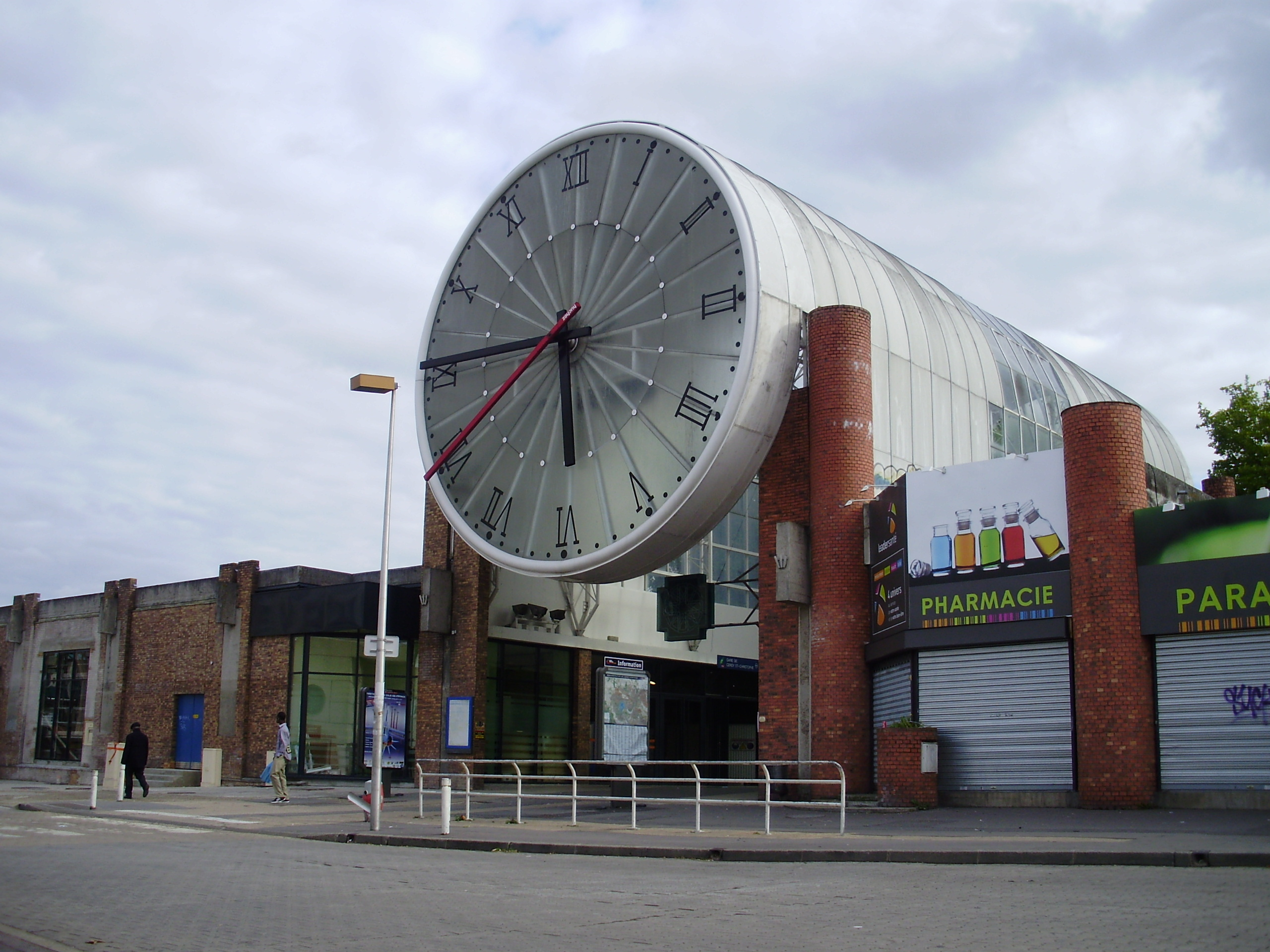
La gare de Cergy-Saint-Christophe, en août 2011.

La desserte ferroviaire de la ville nouvelle de Cergy-Pontoise, à trente kilomètres au nord-ouest de Paris, voit durant les années 1970 trois projets en compétition : l'aérotrain de l'ingénieur Bertin ; l'antenne dite de La Nancelle, à partir de la gare de Montigny - Beauchamp sur la ligne Paris-Nord – Pontoise ; et une compilation de jonctions diverses avec édification de plusieurs tronçons de 8,4 km au total, dont une nouvelle section terminale, à partir de la gare Saint-Lazare. Ce fut cette dernière proposition qui fut finalement retenue. Elle comprenait la construction d'une section nouvelle de 3 400 mètres, allant de Nanterre-Université à Houilles avec viaduc sur la Seine, le passage de trois à cinq voies de la section Houilles – Sartrouville du groupe V (cinq) de Saint-Lazare avec un saut-de-mouton, l'emprunt de la ligne Achères – Creil avec construction d'une nouvelle gare à Achères et mise à double voie du pont sur la Seine, puis un nouveau tronçon de cinq kilomètres traversant l'Oise pour se diriger vers le plateau du Vexin et desservir la gare centrale souterraine de Cergy-Préfecture.
Le 1er avril 1979, cette nouvelle section est ouverte après trois années de travaux complexes et exploitée par la SNCF. La ligne est prolongée de quatre kilomètres en septembre 1985 jusqu'à Cergy-Saint-Christophe suivant l'urbanisation de l'agglomération. En concomitance, une correspondance est créée à Conflans-Fin-d'Oise avec le groupe VI de la banlieue Saint-Lazare.
Le 29 mai 1988, l'antenne de Cergy est intégrée à la ligne A du RER, après avoir créé un nouveau tronçon, pour l'essentiel en viaduc, entre la gare de Nanterre-Préfecture, remodelant l'amorce du débranchement abandonné vers Montesson, et la ligne de Paris-Saint-Lazare au Havre à Houilles, avec une traversée de la Seine. Il a également fallu augmenter la capacité sur la ligne de Paris-Saint-Lazare au Havre, en posant une quatrième voie entre Sartrouville et Maisons-Laffitte. Parallèlement, un faisceau de remisage pour les rames RATP a été établi sur le triage d'Achères.
Le 29 mai 1989, le RER A arrive à Poissy par le biais d'une nouvelle courte branche, prenant sa source à l'ouest de Maisons-Laffitte, sur la ligne de Cergy et ne desservant qu'un seul arrêt intermédiaire appelé « Achères - Grand-Cormier ».
Le 29 août 1994, l'antenne est prolongée de Cergy-Saint-Christophe à Cergy-le-Haut,, afin de faire face à l'urbanisation des quartiers hauts de Cergy, destinés à accueillir à terme 35 000 habitants. Ce prolongement de 2 400 mètres, à double voie, a été établi en tranchée couverte afin de limiter les nuisances sonores pour les riverains.

##### Interconnexion Nord/Sud du RER B

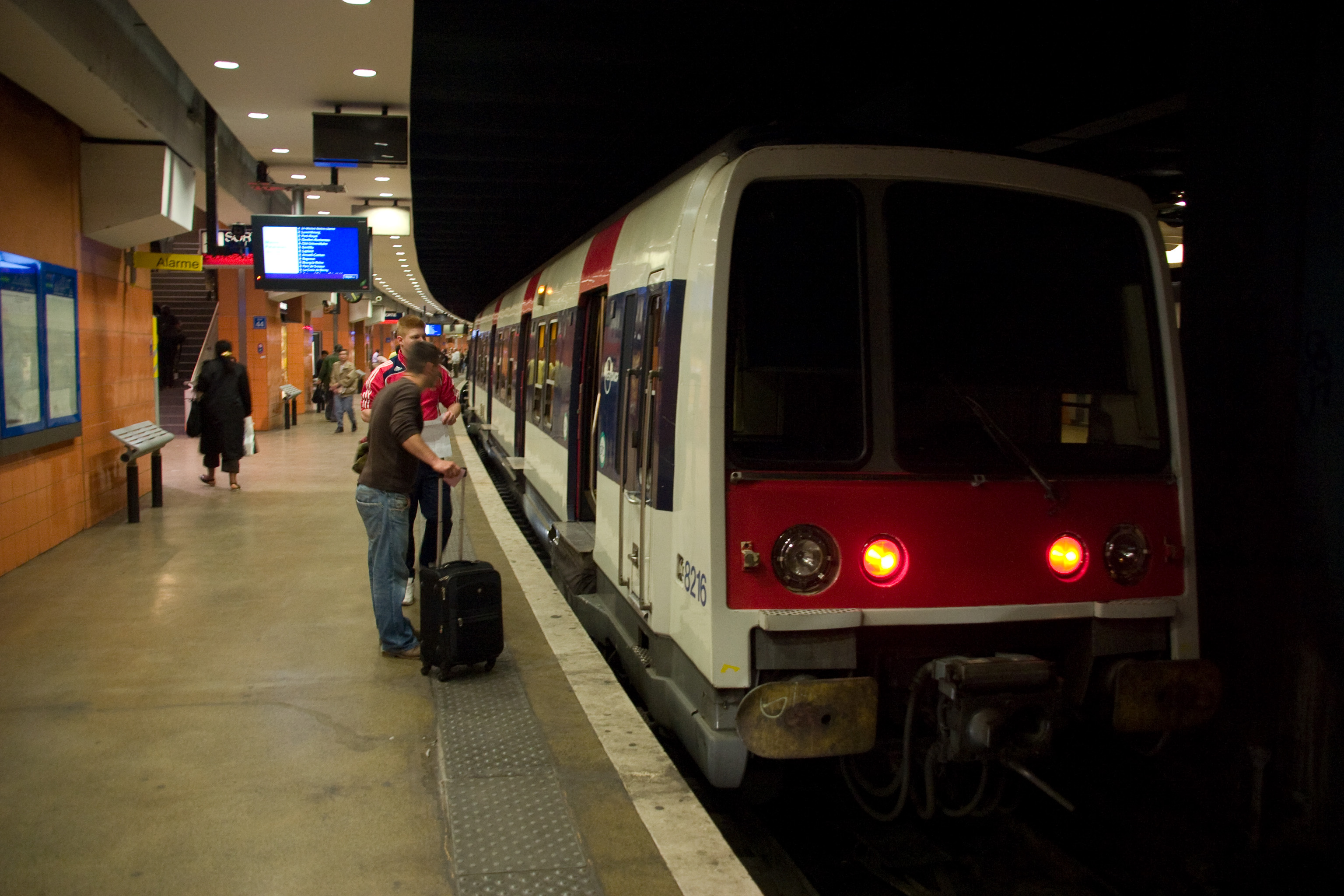
Un MI 79 sur la voie 44 à Gare du Nord, en juin 2008.

La dernière opération de très grande envergure était la réalisation de l'interconnexion entre la ligne de Sceaux et la banlieue nord. Mise en chantier à partir de 1976, elle devait permettre aux trains de la ligne B du RER d'atteindre la gare du Nord pour ensuite emprunter la ligne de Mitry et son antenne desservant l'aéroport Charles-de-Gaulle. Ce prolongement devait ainsi permettre une connexion ultérieure entre les deux grands aéroports de Paris, Charles-de-Gaulle et Orly. La nouvelle liaison avait également pour vocation de soulager la ligne 4 du métro, devenue la plus chargée du réseau, et de désaturer la gare du Nord.
Le chantier a nécessité le percement d'un tronçon de 2 156 m, qui devait relier Châtelet au tympan sud de la nouvelle gare souterraine de Gare du Nord, dans un sous-sol à la géologie difficile, dans la nappe phréatique et de plus en tréfonds d'immeubles anciens et souvent vétustes. Située à l'est de la gare de surface, le long de la rue du Faubourg-Saint-Denis, la construction de cette dernière, contrairement à celles d'Austerlitz ou de la gare de Lyon, s'est révélée particulièrement complexe à mettre en œuvre, parce qu'elle imposait d'importants remaniements du plan des voies en aval avec la création de nombreux sauts-de-mouton afin d'éviter les cisaillements d'itinéraires. La nouvelle gare, composée de deux demi-gares de 315 mètres de longueur, fut mise en service en deux phases : en septembre 1981, la première demi-gare est mise en service par la SNCF, permettant, aux heures de pointe, le retournement des huit trains par heure de la ligne Roissy-Rail sur la voie 42 ; en novembre 1982, la demi-gare ouest est, à son tour, ouverte. La voie 43 accueille alors des trains desservant la ligne de Creil, amorce du futur RER D.
Le 10 décembre 1981, la ligne B du RER est prolongée de Châtelet - Les Halles à la gare souterraine de Paris-Nord. Aucun train n'est interconnecté, compte tenu du nombre encore insuffisant de MI 79. De ce fait, une correspondance quai à quai systématique est mise en place avec les trains de la nouvelle partie nord de la ligne, à la voie 42, les rames de la RATP arrivant voie 44. L'inauguration se déroule en présence du Premier ministre, Pierre Mauroy, et du ministre des Transports, Charles Fiterman.
Entre le 7 juin 1983 et le 27 septembre 1987, l'interconnexion Nord/Sud est progressivement mise en service avec huit trains interconnectés par heure et par sens aux heures de pointe dès juin 1983, douze trains dès octobre 1984, seize trains dès l'été 1985 et enfin, depuis septembre 1987 avec l'ensemble des trains en circulation, soit avec vingt trains. En raison des cultures d'entreprise différentes entre la RATP et la SNCF et de la diversité des réglementations, un changement de conducteur est instauré entre conducteurs RATP et SNCF, à Gare du Nord pour les trains interconnectés.

#### Extensions et lignes nouvelles
La phase suivante, de 1984 à 2003, fait grandement progresser le réseau, mais est accomplie de façon moins spectaculaire. Plusieurs sections de ligne en banlieue furent ajoutées à la ligne A initiale mais seulement quatre nouvelles stations furent créées, les lignes D et E furent mises en service et étendues.

##### Naissance et mutations de la branche VMI

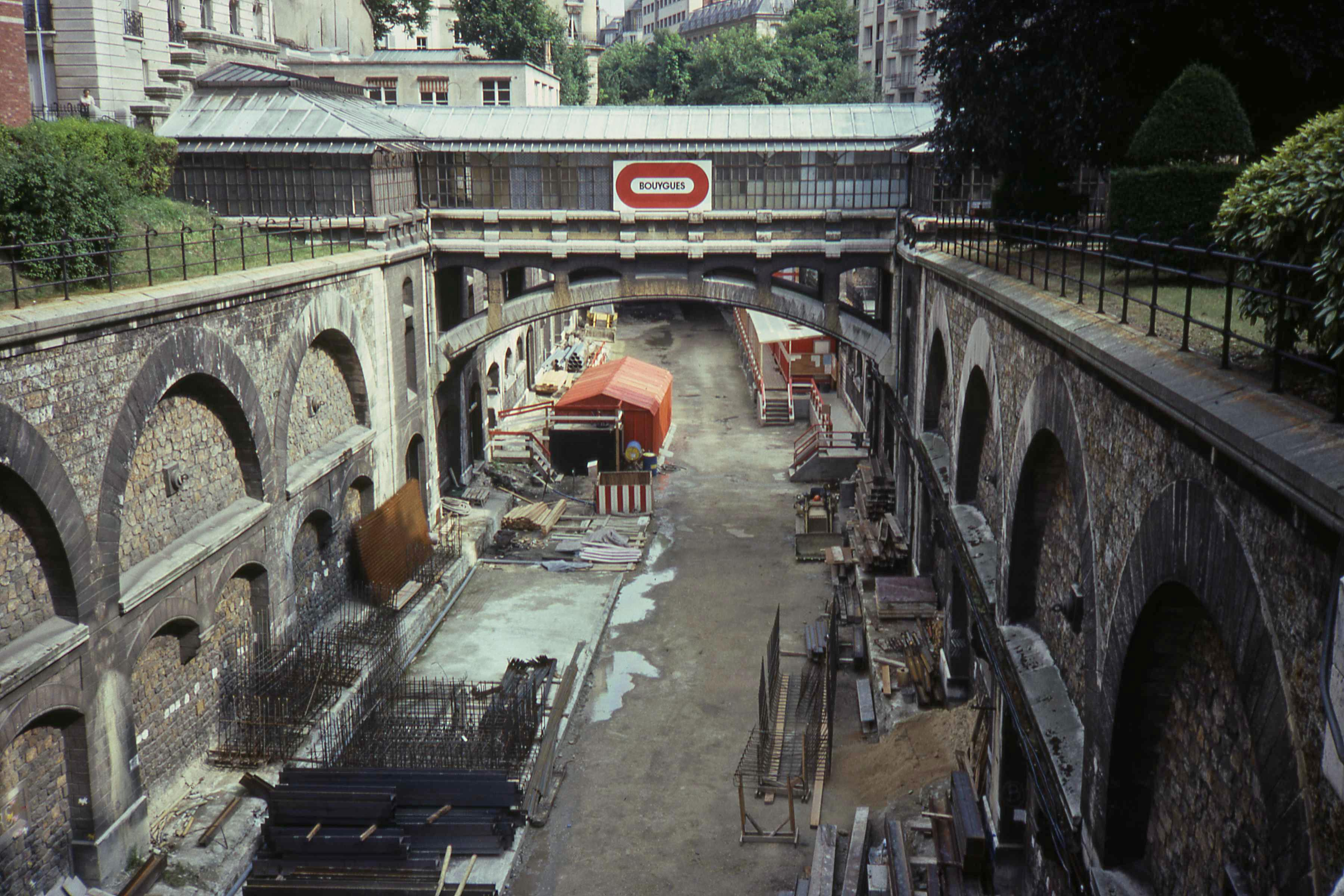
La gare de Boulainvilliers en août 1986. Les travaux de la VMI viennent de démarrer, les futurs quais sont encore à ciel ouvert.

Cette opération majeure est prise en compte par le Syndicat des transports parisiens, le 28 septembre 1977, mais vu la contestation engendrée, l'enquête d'utilité publique n'eut lieu qu'en 1980.
L'exigence de la ville de Saint-Ouen-sur-Seine de voir la ligne traverser la commune en souterrain retarde le projet, qui est adopté en septembre 1984. Mais les demandes des riverains ont fait tripler la facture en francs constants, retardé les travaux de six ans et rendu le tracé en plan ainsi que le profil de la ligne médiocres, loin de la norme appliquée aux nouvelles infrastructures des lignes A et B et prévues à l'origine. Ainsi la vitesse dans les inter-stations est limitée à 60, voire 40 km/h, au lieu des 90 km/h prévus.
Le chantier démarre en 1985 et est achevé en 1988 après de nombreuses difficultés techniques. La nouvelle liaison Vallée de Montmorency – Invalides (VMI) est finalement mise en service le 25 septembre 1988, permettant à la ligne C du RER d'atteindre Argenteuil et Montigny - Beauchamp, depuis Champ de Mars. La VMI reprend en partie l'ancienne ligne d'Auteuil, à l'ouest de Paris, puis la ligne de Saint-Ouen-les-Docks. Les trains sont en alternance en provenance d'Argenteuil et Montigny - Beauchamp, et à destination de Pont de Rungis ou Massy - Palaiseau,.
Le 28 août 2000, la ligne est prolongée de Montigny - Beauchamp à Pontoise, chef-lieu du Val-d'Oise. Ce prolongement a nécessité la transformation du pont enjambant l'Oise en le faisant passer de quatre à six voies, le réaménagement de la gare de Pontoise, la création d'un nouveau passage souterrain en gare de Saint-Ouen-l'Aumône ainsi que la modernisation des gares de Pierrelaye et de Montigny - Beauchamp, pour un coût total de 460 millions de francs. De plus, à l'occasion du prolongement, un poste de régulation à commande informatique (PRCI) a été mis en service, en différentes phases, début 2000.
Le 27 août 2006, dans le cadre de la liaison directe Paris-Saint-Lazare – Ermont - Eaubonne, la desserte de la partie nord a été remaniée. En effet, l'antenne Argenteuil de la branche Nord est intégralement reportée sur Montigny - Beauchamp. La desserte en heure de pointe de la branche VMI a évolué s'articulant, désormais, sur quatre trains par heure, omnibus Montigny et quatre trains par heure, directs des Grésillons à Ermont - Eaubonne puis omnibus Pontoise, au grand bénéfice des gares de Cernay, Franconville et Montigny qui disposent de deux trains par quart d'heure, complétés par les trains de la ligne H du Transilien.

##### Réalisation de la ligne D

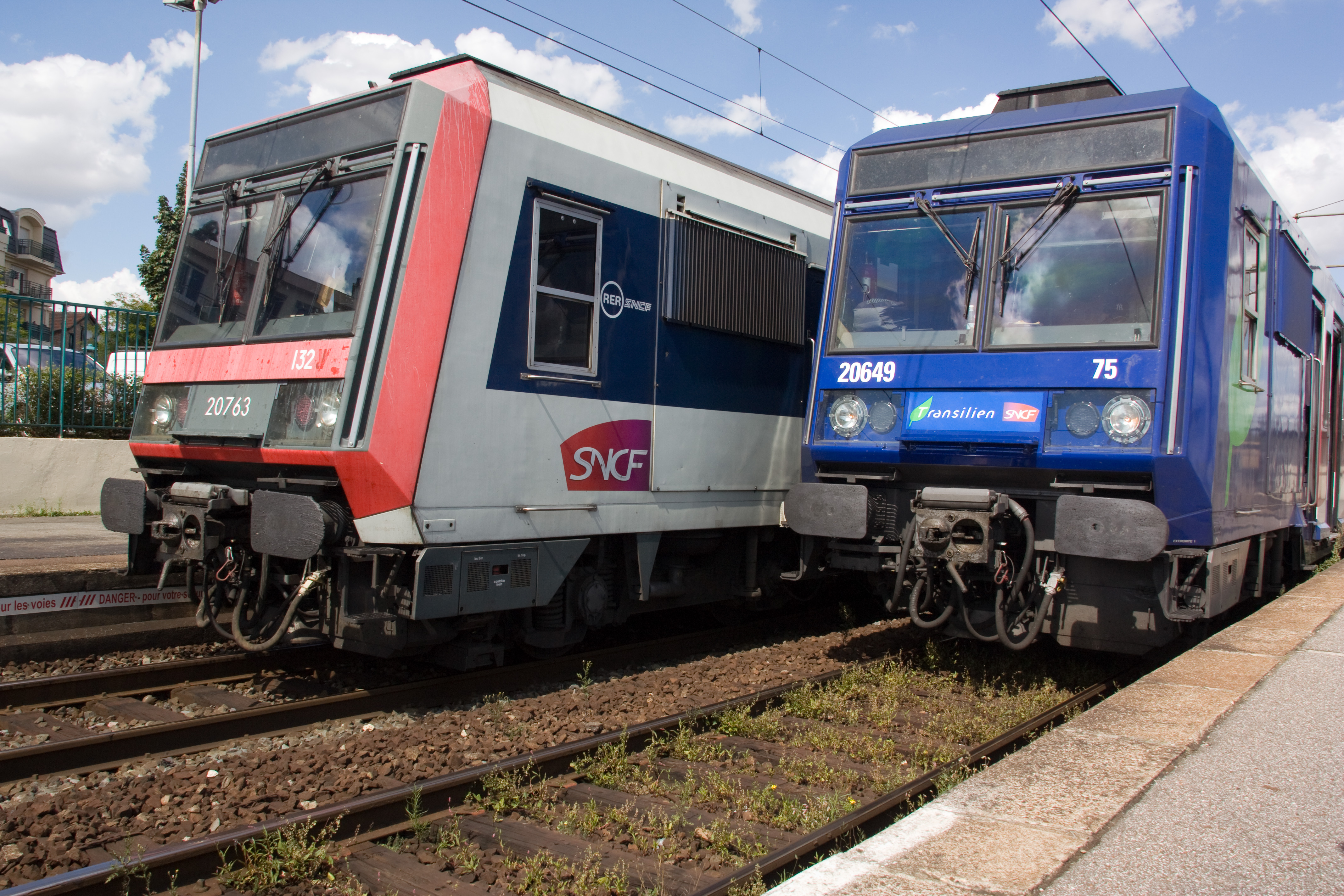
Deux rames Z 20500 en gare de Villiers-le-Bel, en août 2008.

Le 27 septembre 1987, la ligne D du RER, à la suite du prolongement des trains venant de Villiers-le-Bel de la gare souterraine de Paris-Nord à la gare de correspondance de Châtelet - Les Halles, qui reçoit déjà les trains des lignes A et B. Les trains de la ligne sont reçus sur les trois voies centrales de Châtelet - Les Halles prévues dès l'origine. L'année suivante, les trains ayant pour terminus Goussainville intègrent la nouvelle ligne, prolongeant le RER D d'une gare en banlieue Nord. En septembre 1990, c'est au tour des trains ayant pour terminus Orry-la-Ville d'intégrer la ligne, après que les gares desservies ait été équipées d'équipements de conduite à agent seul (EAS).
En 1992, la construction des deux tunnels à sens unique entre Châtelet et Gare de Lyon, destinés à la ligne D est lancée, afin de désengorger le RER A, permettant de relier la banlieue Nord à la banlieue Sud-Est. En effet, l'idée originelle de faire circuler les rames de la ligne D dans le tunnel de la ligne A, entre Gare de Lyon et Châtelet - Les Halles, s'était révélé depuis techniquement impossible en raison des cadences des trains trop élevées qu'elle suppose.
Le 24 septembre 1995, l'interconnexion Nord/Sud-Est est mise en service, dans les délais prévus par le schéma de principe du projet, treize jours après son inauguration par le Premier ministre Alain Juppé. Elle permet au RER D de relier Orry-la-Ville - Coye à Melun et La Ferté-Alais, en passant par les gares parisiennes de Gare du Nord, Châtelet - Les Halles et de Gare de Lyon,.

##### Première phase de la ligne E

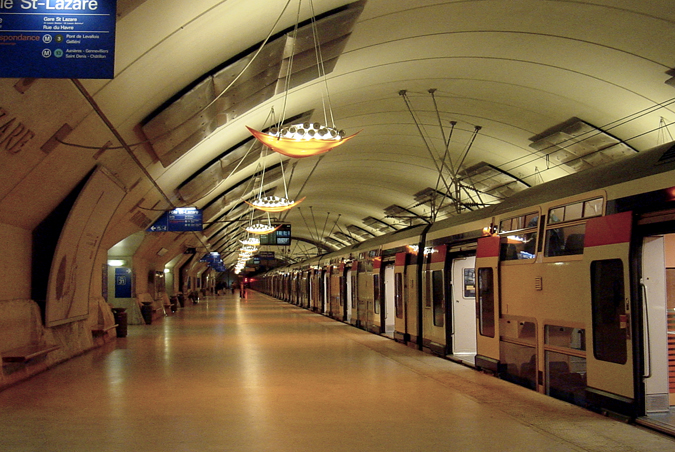
Une rame Z 22500 en gare d'Haussmann - Saint-Lazare, en mai 2005.

Reliant la banlieue Est à la gare Saint-Lazare, la ligne E du RER est la ligne la plus récente du réseau. Projeté à la fin des années 1980 afin essentiellement de soulager la ligne A d'une partie de son trafic, le projet Eole (pour « Est-Ouest-Liaison Express ») est mis en chantier en 1993. La profondeur de la ligne est particulièrement importante vu l'encombrement du sous-sol parisien : entre 25 et 45 mètres sous la surface ; elle est autorisée à 60 km/h. Sur cette dernière, deux gares sont comparables à l'audace de celles des années 1970 et sont particulièrement soignées : Magenta et Haussmann - Saint-Lazare.
Le 14 juillet 1999, deux jours après son inauguration par le Premier ministre Lionel Jospin, la nouvelle ligne est mise en service entre la nouvelle gare souterraine parisienne d'Haussmann - Saint-Lazare et la gare de Chelles - Gournay, située en banlieue Est-parisienne, via entre autres, la nouvelle gare parisienne de Magenta, également souterraine,, au terme de sept années de travaux, avec dix-huit mois de retard. Le 30 août 1999, la ligne atteint la gare de Villiers-sur-Marne - Le Plessis-Trévise,,, à la suite de la mise en service de la seconde branche de la ligne depuis Noisy-le-Sec. Le 14 décembre 2003, la ligne est prolongée de Villiers-sur-Marne - Le Plessis-Trévise à Tournan.

#### RER D: Gare Pompadour

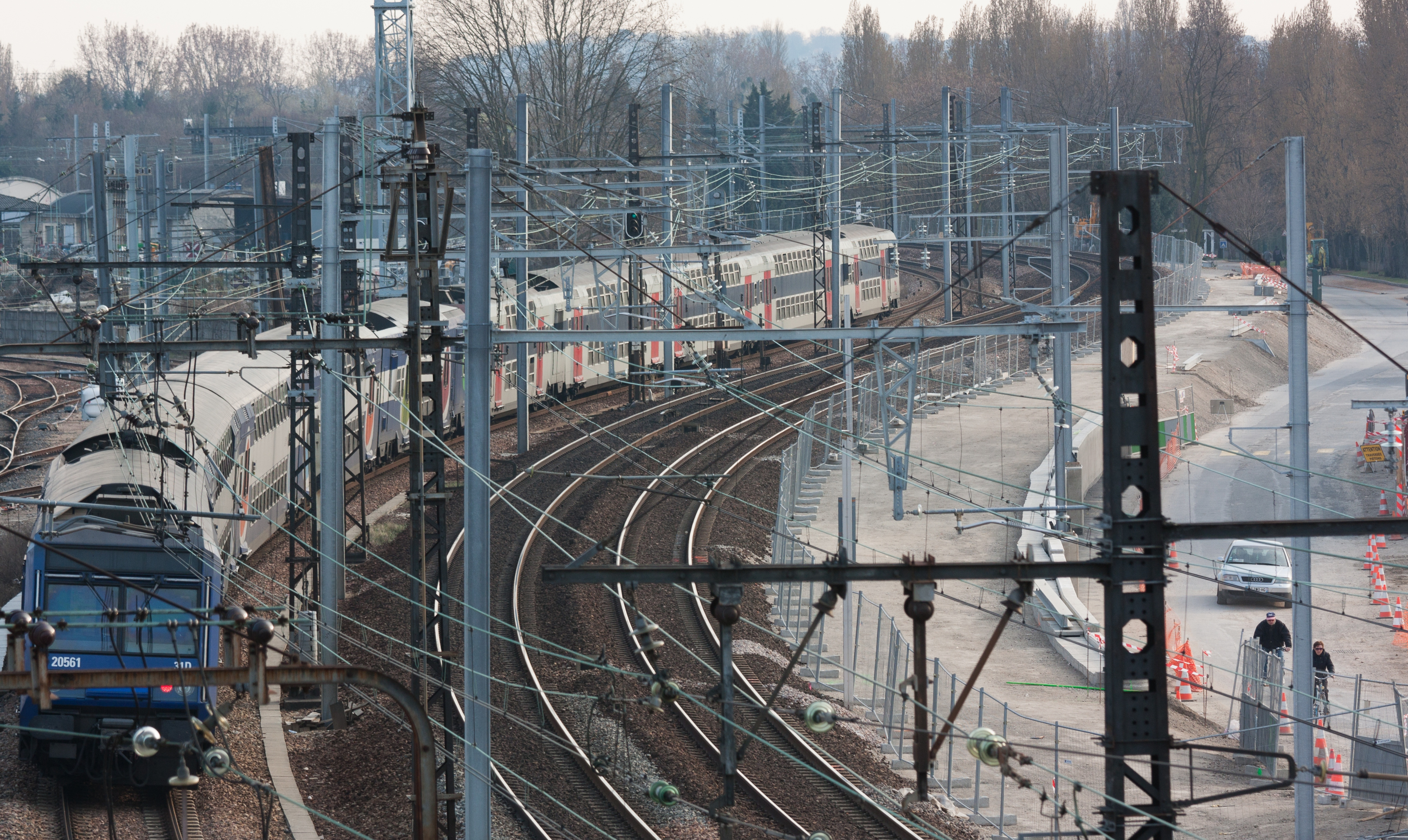
Le futur emplacement de la gare de Créteil-Pompadour, en mars 2012.

Une nouvelle gare sur le RER D est ouverte le 15 décembre 2013, au carrefour des communes de Créteil, Valenton et Choisy-le-Roi, à proximité du carrefour Pompadour : la gare de Créteil-Pompadour. Elle remplace la gare de Villeneuve-Prairie, située 300 mètres plus au sud.
La création du pôle intermodal de Pompadour s'inscrit dans un vaste programme de création ou de rénovation de pôles d'échanges avec pour objectif de favoriser les déplacements en transport en commun de banlieue à banlieue et de faciliter l'accès aux différents modes de transports. En effet, il constitue un véritable point de maillage entre le RER D, le Trans-Val-de-Marne et la ligne de bus en site propre 393 qui dessert la station terminale de la ligne 8 du métro Pointe du Lac, ouverte depuis octobre 2011, et les lignes de bus desservant le secteur.
La nouvelle gare devrait accueillir, à l'heure de pointe du matin, 3 000 voyageurs. L'opération est inscrite au contrat de projets État/région Île-de-France 2007-2013. Le coût de réalisation des infrastructures de l'ensemble du projet s'élève à 37,193 millions d'euros aux conditions économiques de janvier 2006, répartis entre la région Île-de-France (24 millions d'euros, 65 %), le Conseil général du Val-de-Marne (7 millions d'euros, 19 %) et l'État (6 millions d'euros, 16 %).

#### RER E: Gare Rosa-Parks

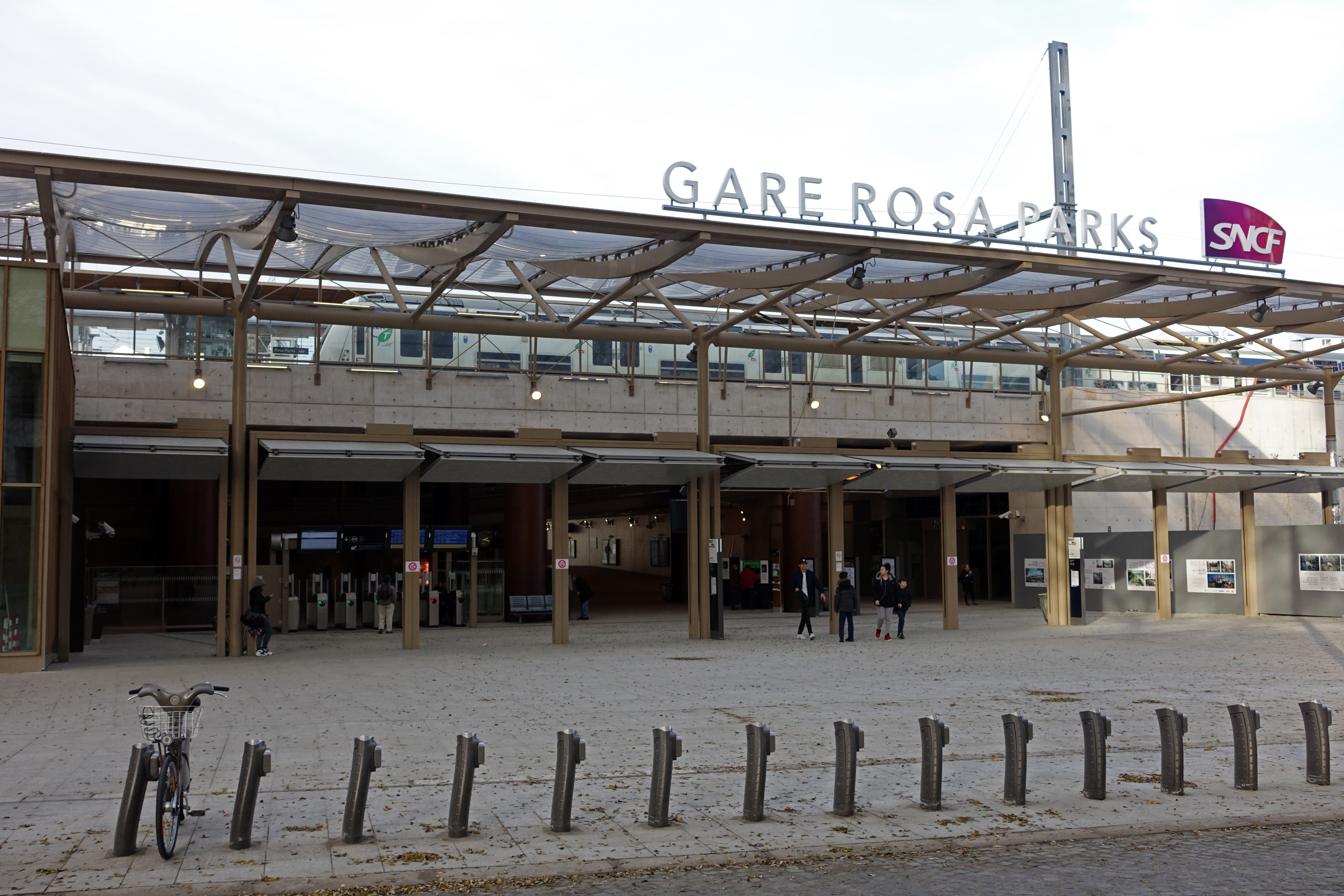
Façade de la gare Rosa-Parks, en décembre 2015.

Une nouvelle gare sur le RER E est mise en service le 13 décembre 2015, entre les gares de Magenta et de Pantin, dans le 19e arrondissement de Paris, à l'angle des rues de Crimée et Gaston-Tessier : la gare Rosa-Parks, anciennement appelée « Évangile ». Elle permet de desservir le quartier de la Porte d'Aubervilliers, en substitution de la gare initialement prévue à La Villette - Aubervilliers,.
La création du pôle intermodal de Rosa-Parks s'inscrit dans un vaste programme de création ou de rénovation de pôles d'échanges avec pour objectif de favoriser les déplacements en transport en commun de banlieue à banlieue et de faciliter l'accès aux différents modes de transports. En effet, il constitue un véritable point de maillage entre le RER E, le T3b et, à terme, le T8. Cette opération s'inscrit dans le projet urbain Paris Nord-Est, afin de constituer un vrai quartier autour du futur pôle en continuité avec les quartiers existants.
La gare se situe à trois minutes de Magenta et à sept minutes d'Haussmann - Saint-Lazare. Elle est prévue pour accueillir 68 200 voyageurs chaque jour. L'opération est inscrite au Contrat de Projets État – Région Île-de-France 2007-2013. Le coût de réalisation des infrastructures de l'ensemble du projet s'élève à 130 millions d'euros aux conditions économiques de 2008, répartis entre la région Île-de-France (51,24 %), la Ville de Paris (25,68 %), l'État (22,66 %) et RFF (0,42 %). L'optimisation du tracé et le passage à une gare disposant de deux voies encadrant un quai central, ont permis de réduire les coûts initialement estimés. De plus, l'acquisition de nouvelles rames pour faire face aux arrêts supplémentaires a été estimée à 50 millions d'euros.
En termes d'exploitation, avant le prolongement de la ligne à l'ouest d'Haussmann - Saint-Lazare, tous les trains de la ligne marquent l'arrêt dans cette gare, soit seize trains par heure dans le sens de la pointe (en direction de Paris le matin, et en direction de la banlieue le soir) et douze dans l'autre sens (en direction de la banlieue le matin, et en direction de Paris le soir).

## Réseau actuel

### Présentation

Logo original du RER en 1977, utilisé jusqu'au début des années 2000.
Logo du RER du début des années 2000 à mi-2019.
Logo du RER à partir de 2019.

Le RER est un moyen de transport ferré hybride consistant en l'intégration de lignes de banlieue préexistantes à un réseau souterrain, à grand gabarit ferroviaire, le plus souvent moderne et traversant le centre-ville. L'ensemble du réseau est exploité avec des services fréquents et cadencés. Il s'agit d'assurer en heures creuses une desserte aux dix minutes ou au quart d'heure dans une zone de 15 à 20 kilomètres environ et aux vingt minutes ou à la demi-heure dans celle de 40 à 50 kilomètres environ autour de Paris. Ces fréquences sont généralement doublées aux heures de pointe. Dans Paris intra-muros, le RER est utilisé comme un réseau express offrant de multiples correspondances avec le métro. À l'extérieur de Paris, bien que plusieurs communes de proche banlieue soient desservies à la fois par le métro et le RER, les deux réseaux fonctionnent de manière disjointe et desservent des quartiers différents. Les seuls contre-exemple sont La Défense, Saint-Ouen et Rosny-Bois-Perrier, seules gares du RER en correspondance avec le métro, à l'extérieur de Paris.
Le RER a été constitué pour l'essentiel, entre 1962 et 1979, en prolongeant dans Paris et en interconnectant des lignes purement suburbaines mais qui avaient leur terminus dans des petites gares parisiennes aujourd'hui détruites (gare de Paris-Bastille) ou destinées à d'autres fins (gare du Musée d'Orsay, gare des Invalides). Furent ainsi opérées :
- la déviation de la ligne de Paris-Bastille à Marles-en-Brie vers la Nation ;
- et l'interconnexion des lignes Invalides à Versailles-Rive-Gauche et Quai-d'Orsay à Paris-Austerlitz.

Certaines branches de lignes de banlieue ont été détournées des grandes gares parisiennes où elles avaient leur terminus pour être intégrées dans le RER :
- Nanterre ↔ Saint-Germain-en-Laye, ligne de Paris-Saint-Lazare à Saint-Germain-en-Laye, soustraite à la banlieue de Paris-Saint-Lazare ;
- Viroflay-Rive-Gauche ↔ La Verrière, ligne de Paris-Montparnasse à Brest, détournée de Paris-Montparnasse vers Invalides ;
- Gennevilliers ↔ Ermont - Eaubonne, ligne d'Ermont - Eaubonne à Champ-de-Mars, détournée de Paris-Nord vers Invalides ;
- Pantin ↔ Tournan, ligne de Paris-Est à Mulhouse-Ville, et Noisy-le-Sec ↔ Chelles - Gournay, ligne de Paris-Est à Strasbourg-Ville, détournées de Paris-Est vers Magenta et Haussmann - Saint-Lazare.

Enfin, d'autres branches ferroviaires ont été intégrées dans le RER par le biais de gares souterraines attenantes aux grandes gares que, par ailleurs, elles soulagent en termes de circulations :
- Paris-Austerlitz (RER C) ;
- Paris-Nord (RER B et D) ;
- Paris-Gare-de-Lyon (RER D).

Des grandes gares SNCF parisiennes, la gare de Paris-Montparnasse reste donc la seule non desservie par une ligne de RER, la gare de Paris-Est étant accessible par une correspondance rapide depuis la gare souterraine de Magenta du RER E via la voie publique.

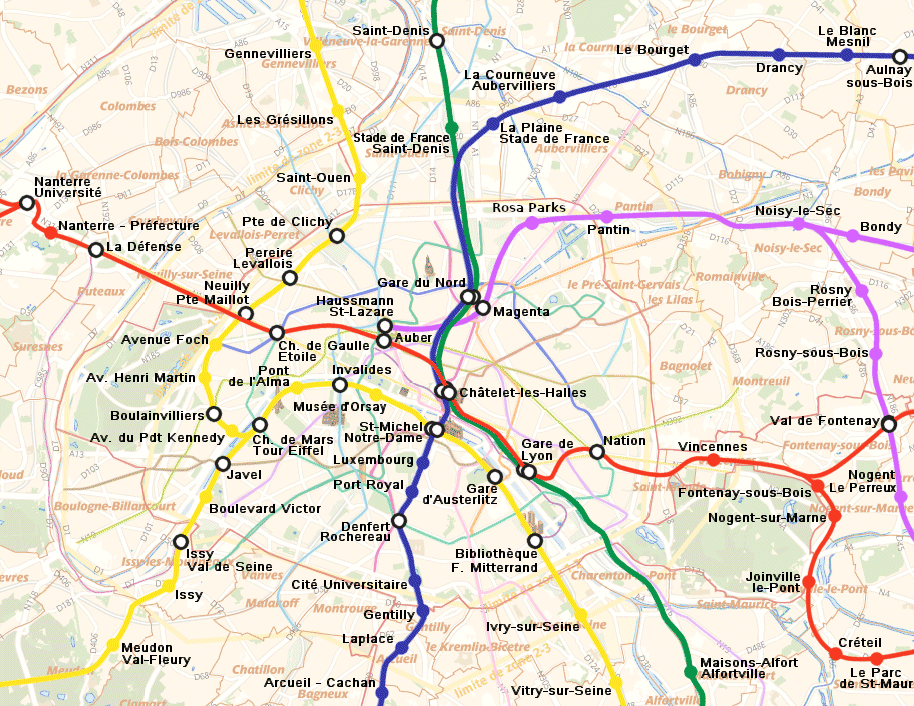
Zone centrale du réseau de RER à échelle géographiquement exacte avant l'extension du RER E en 2024.

### Cinq lignes
En 2025, le réseau express régional d'Île-de-France est composé de cinq lignes, dessert au total 257 points d'arrêt dont 33 à Paris (gares et haltes confondus) répartis sur 602 kilomètres de voies, dont 76,5 kilomètres situés sous terre, et ce, principalement dans sa partie centrale.
Le réseau présente la particularité d'être exploité sur certains tronçons par la RATP et sur d'autres par la SNCF. On désigne sous le nom d'« interconnexion » les points où le train passe d'un exploitant à un autre. Il y en a un sur le RER A en gare de Nanterre-Préfecture (pour les trains des branches Cergy et Poissy, uniquement) et un sur le RER B en gare de Paris-Nord. Des réseaux similaires existent ou sont en projet dans d'autres pays : Vienne (Autriche), région bruxelloise, ou régions proches de grandes villes suisses et allemandes (S-Bahn en allemand).
| Ligne | Année de mise en service | Nombre de gares (2024) | Longueur en km (2024) | Distance moyenne entre 2 gares en m | Exploitant(s) | Nombre de trains par jour (2006) | Nombre de voyageurs par jour (2019) | Matériel utilisé (2024)          |
| ----- | ------------------------ | ---------------------- | --------------------- | ----------------------------------- | ------------- | -------------------------------- | ----------------------------------- | -------------------------------- |
| (A)   | 1977                     | 46 (35/11)             | 109                   | 2 359                               | RATP/SNCF     | 580                              | 1 400 000                           | MI 2N, MI 09                     |
| (B)   | 1977                     | 47 (31/16)             | 80                    | 1 702                               | RATP/SNCF     | 540                              | 983 000                             | MI 79, MI 84                     |
| (C)   | 1979                     | 75                     | 162                   | 2 158                               | SNCF          | 570                              | 540 000                             | Z 5600, Z 8800, Z 20500, Z 20900 |
| (D)   | 1987                     | 59                     | 197                   | 2 700                               | SNCF          | 440                              | 660 000                             | Z 20500, Z 57000 au sud, Z 58500 |
| (E)   | 1999                     | 25                     | 60                    | 2 400                               | SNCF          | 430                              | 372 000                             | Z 22500, Z 50000, Z 58000        |

#### Ligne A

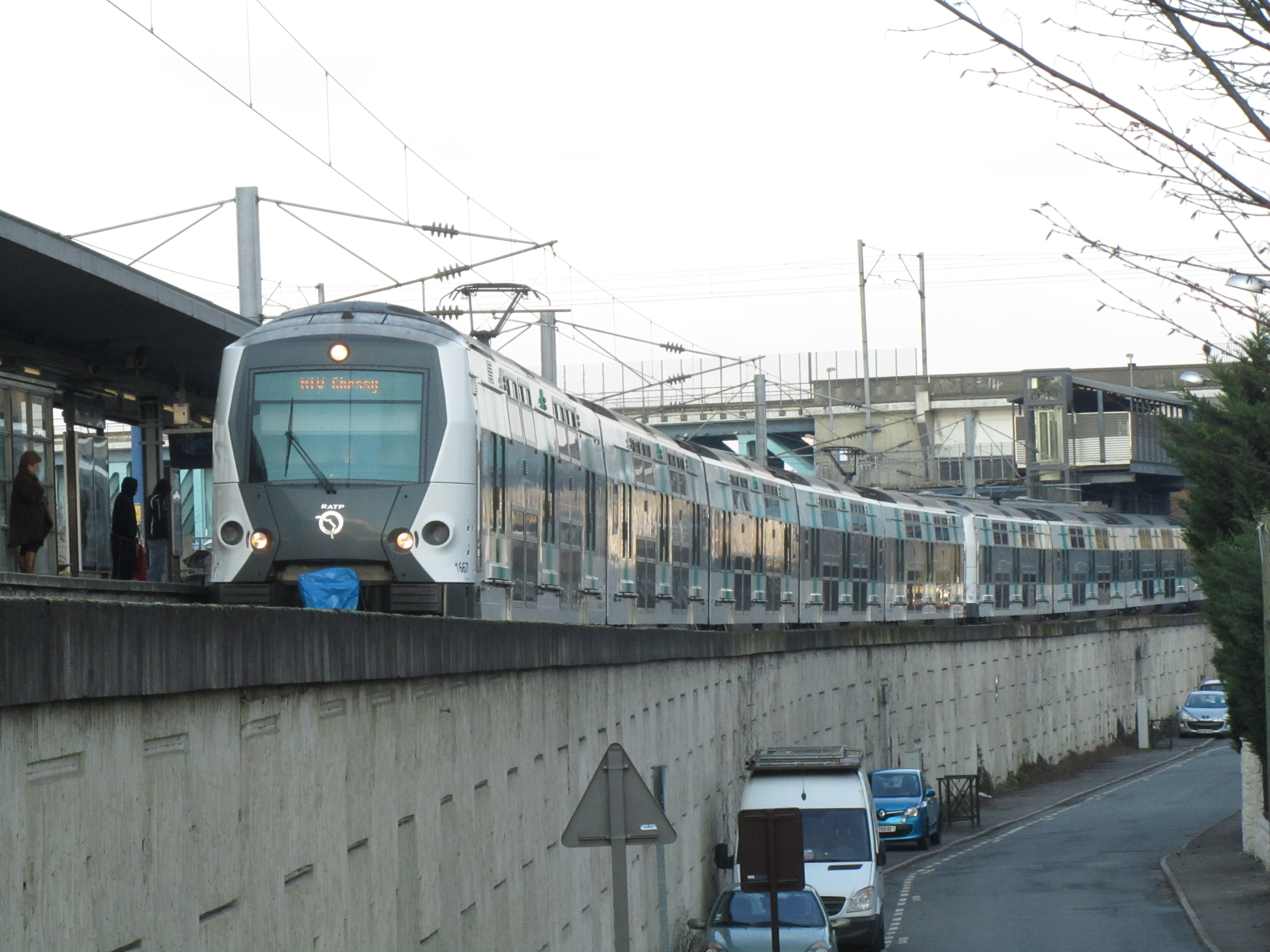
Une rame MI 09, en gare de Conflans-Fin-d'Oise, sur la branche de Cergy-le-Haut.

Le RER A traverse d'est en ouest l'agglomération parisienne, avec plusieurs branches aux extrémités d'un tronçon central. Il relie Saint-Germain-en-Laye, Cergy-le-Haut et Poissy à l'ouest, à Boissy-Saint-Léger et Marne-la-Vallée - Chessy à l'est, en passant par le cœur de Paris.
La ligne A est la plus chargée du réseau avec 309,36 millions de voyageurs en 2011, soit 1,14 million de voyageurs par jour ouvrable. Elle est régulièrement proche de la saturation, ce qui en fait également, en matière de trafic, une des lignes les plus denses du monde. La ligne est la plus utilisée d'Europe.
En 2017, la ligne est équipée à l'aide de rames à deux niveaux de type MI 2N et MI 09, entretenues par les ateliers de maintenance de Sucy-en-Brie, Rueil-Malmaison et Torcy.
Les MI 09 sont majoritaires sur la ligne, avec un nombre total de 140 rames, contre 43 rames MI 2N, ce qui porte le total des rames du RER A à 183 (chiffres 2022).

#### Ligne B

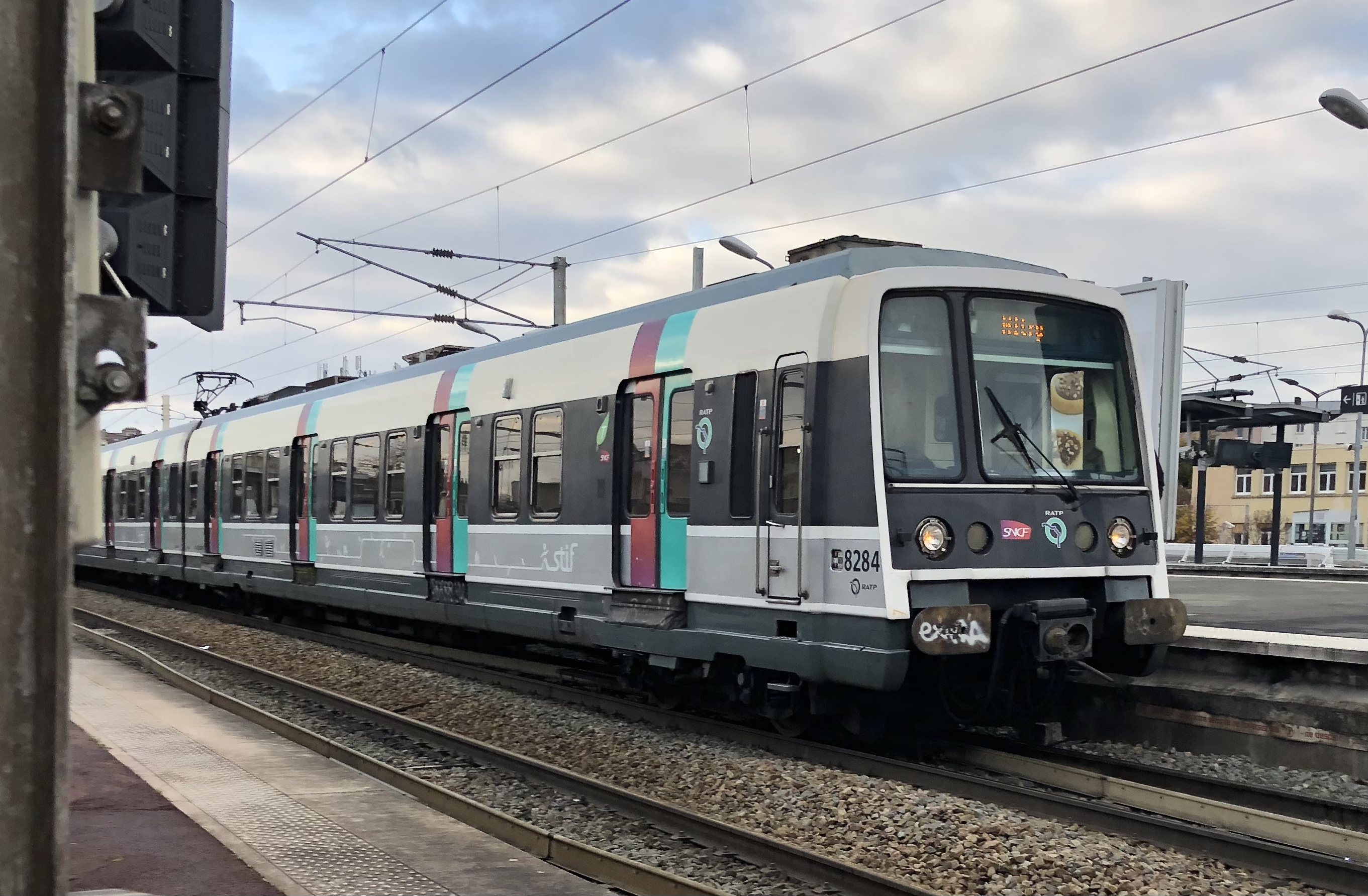
Une rame MI 79, en gare d'Aulnay-sous-Bois, sur la branche SNCF.

Le RER B traverse l'agglomération parisienne selon un axe nord-est/sud-ouest, avec plusieurs embranchements. Elle relie Aéroport Charles-de-Gaulle 2 TGV et Mitry - Claye au nord-est, à Robinson et Saint-Rémy-lès-Chevreuse au sud, en passant par le cœur de Paris.
Elle transporte 900 000 voyageurs par jour ouvrable en 2009, chiffre en progression de 35 % en dix ans, ce qui en fait la ligne la plus fréquentée du réseau derrière la ligne A. Elle assure, de ce fait, un trafic équivalent à celui des lignes de métro les plus chargées. En mars 2014, la ligne B a transporté 862 000 voyageurs par jour.
La ligne est équipée de 116 rames MI 79 et ainsi que de 42 rames MI 84, évolution du MI 79, en provenance de la ligne A. Les rames sont toutes entretenues par les ateliers de maintenance de Massy - Palaiseau et de Sucy - Bonneuil (RER A).

#### Ligne C

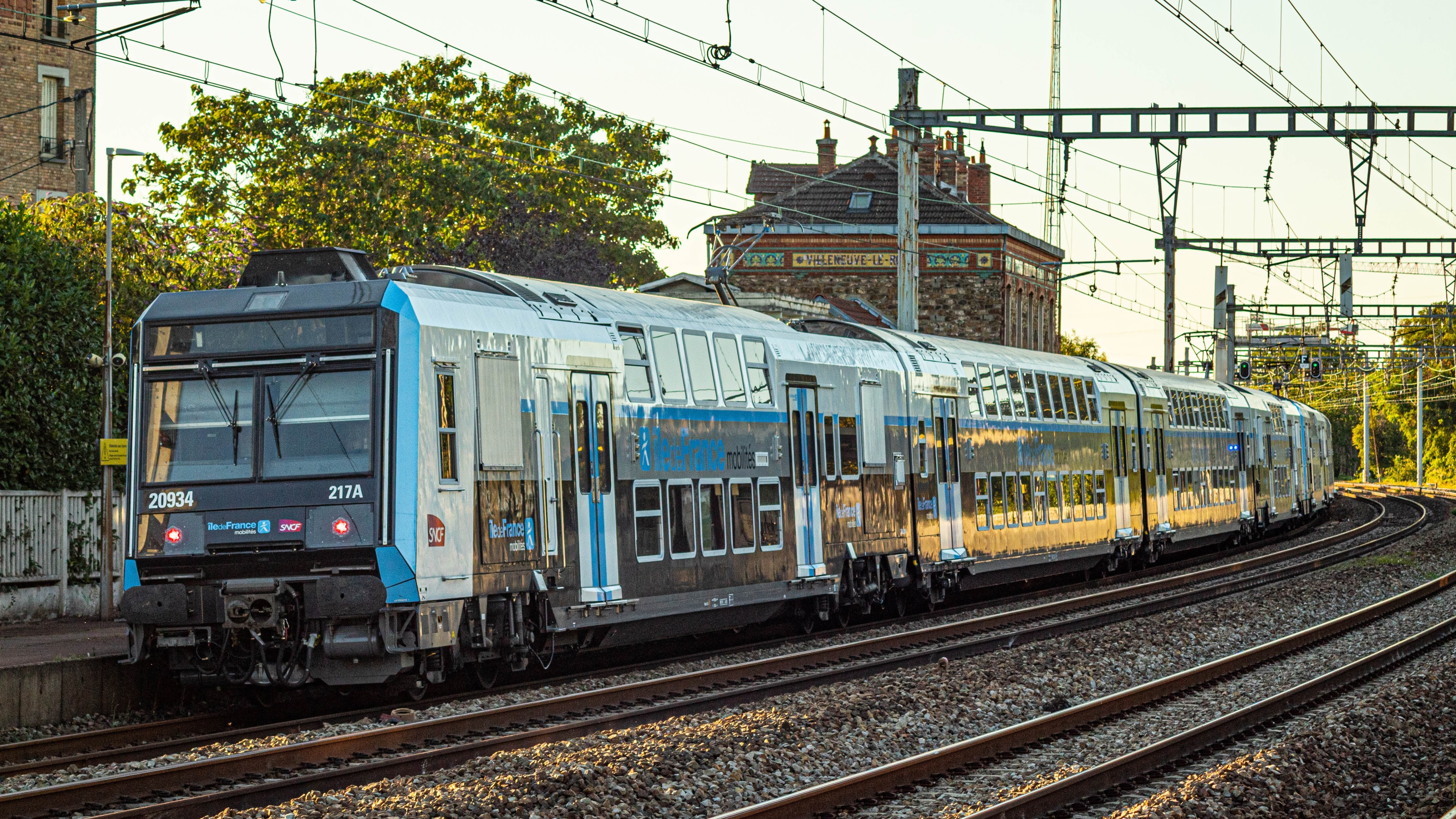
Une rame Z 20900 en livrée Île-de-France Mobilités, en gare de Villeneuve-le-Roi.

Le RER C traverse l'agglomération parisienne, avec de nombreux embranchements. Elle relie à l'ouest Pontoise, Versailles-Château-Rive-Gauche et Saint-Quentin-en-Yvelines - Montigny-le-Bretonneux d'une part, et au sud Massy - Palaiseau, Dourdan - La Forêt et Saint-Martin-d'Étampes, ainsi que Versailles-Chantiers par un tracé quasi circulaire, en passant par le cœur de Paris.
Elle voit circuler quotidiennement 531 trains, et a transporté 490 000 voyageurs par jour en 2009, soit 100 000 de plus que l'ensemble des huit cents TGV français, et 540 000 voyageurs par jour en 2012.
La ligne est équipée d'un parc de matériel roulant homogène, constitué de rames Z 2N (à deux niveaux), réparti en quatre séries d'âge différent : Z 5600, Z 8800, Z 20500 et Z 20900. Elles sont entretenues par les ateliers du Technicentre de Paris-Rive-Gauche, sur les sites des Ardoines, à Vitry-sur-Seine, dans le Val-de-Marne, et de Trappes, dans les Yvelines,.

#### Ligne D

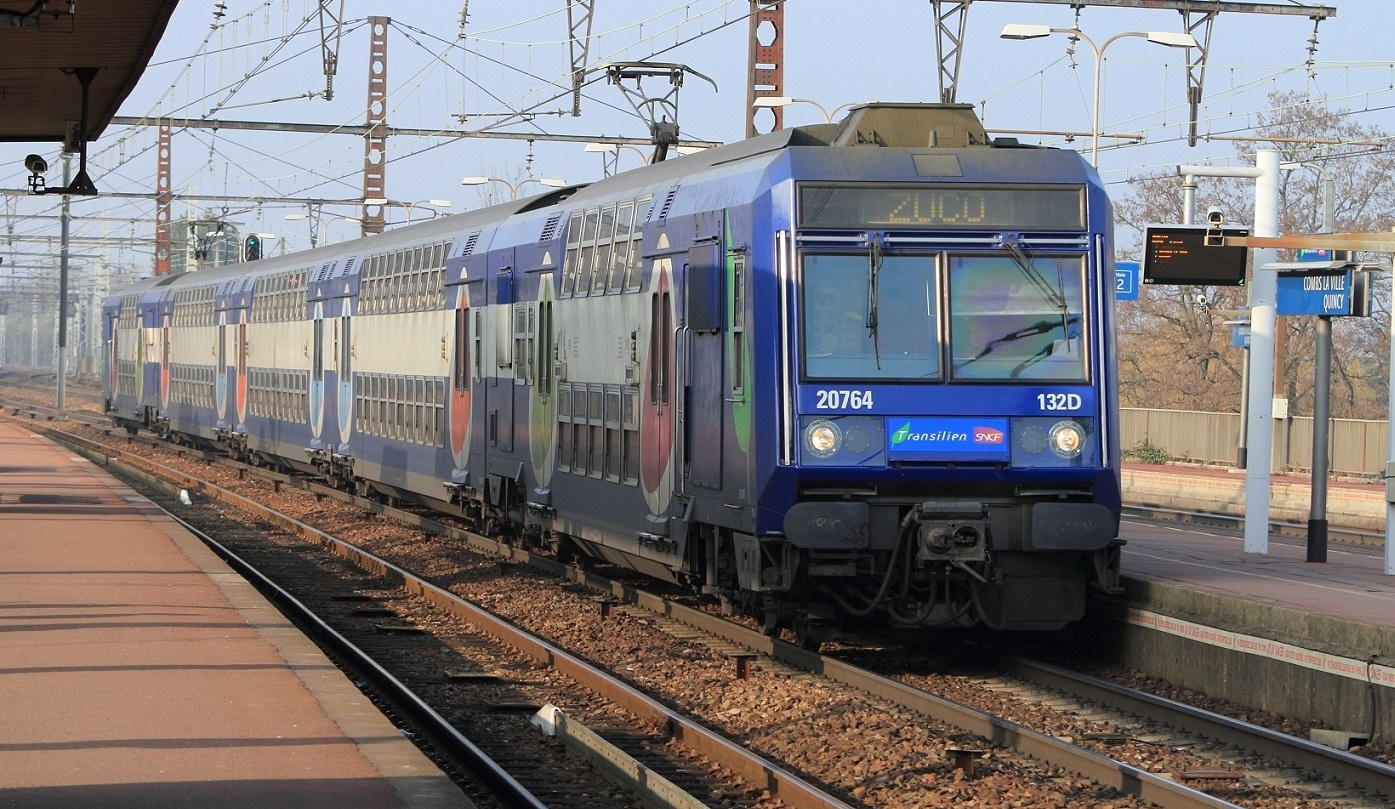
Une rame Z 20500 en direction de Melun entre en gare de Combs-la-Ville - Quincy en janvier 2011.

Le RER D dessert une grande partie de la région Île-de-France selon un axe nord-sud. Cette ligne relie Orry-la-Ville - Coye et Creil au nord à Melun et Malesherbes au sud, en passant par le cœur de Paris.
Elle est la ligne SNCF la plus fréquentée de France avec jusqu'à 550 000 voyageurs et 440 trains par jour ouvrable en 2007,. Ces chiffres montent à 615 000 voyageurs et 450 trains par jour en 2016. La quasi-totalité de la ligne se situe en Île-de-France, donc dans le ressort d'Île-de-France Mobilités mais les extrémités des branches d'Orry-la-Ville - Coye et Creil au nord et de Malesherbes au sud se situent en dehors de la région, respectivement dans l'Oise, en région Hauts-de-France, et dans le Loiret, en région Centre-Val de Loire.
La ligne est équipée d'un parc composé de rames Z 20500 et de rames Z 57000, entretenus dans les ateliers du Technicentre de Paris-Nord, sur le site des Joncherolles à Villetaneuse dans la Seine-Saint-Denis, et de Paris-Sud-Est, situé à Villeneuve-Saint-Georges, dans le Val-de-Marne.

#### Ligne E

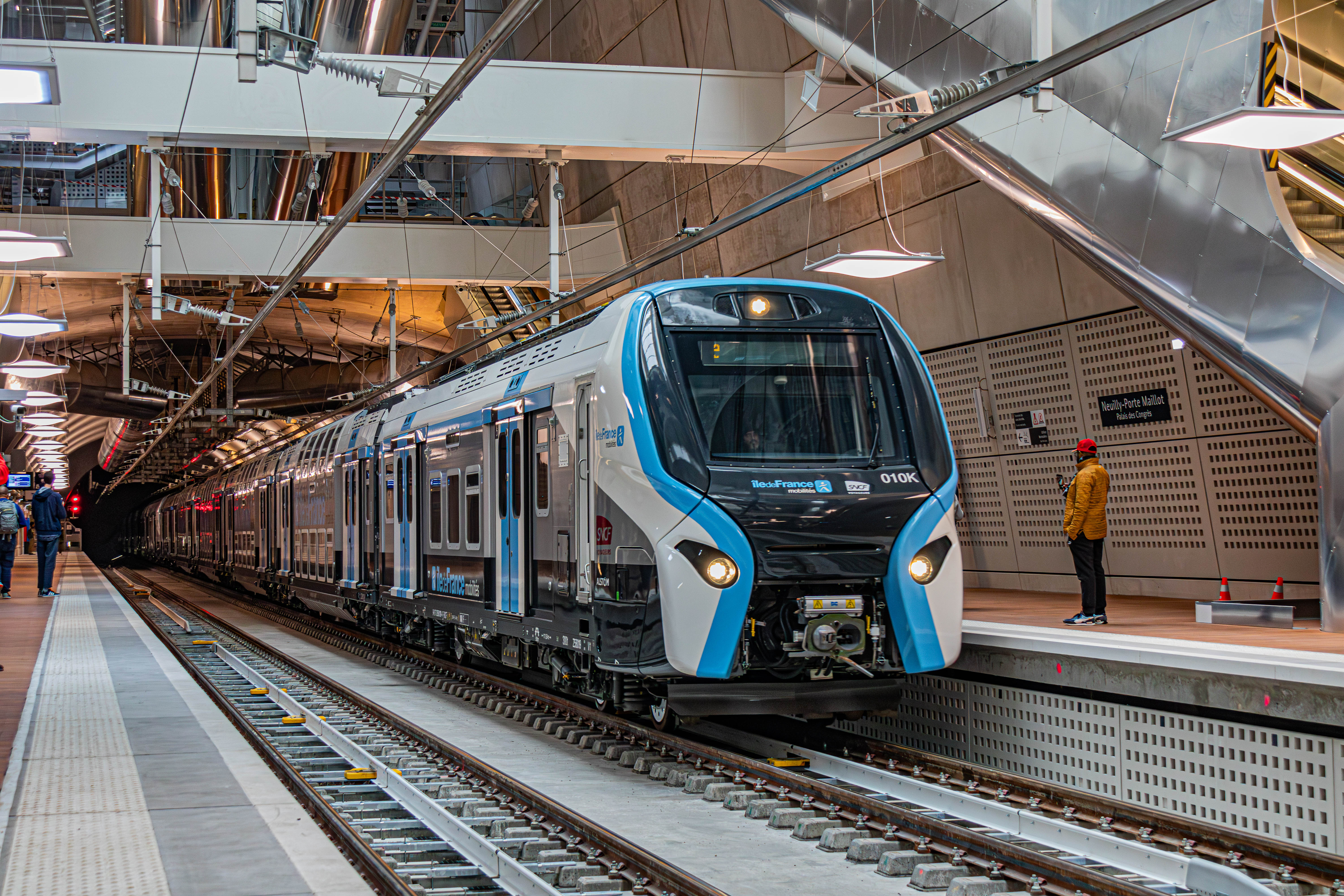
Une rame Z 58000, en gare de Neuilly - Porte Maillot.

Le RER E, également appelé « Eole », dessert l'est de l'agglomération parisienne selon un axe est-ouest. Elle relie Nanterre-La Folie, à Chelles - Gournay et Tournan, à l'est, en passant par le cœur de Paris. Elle est la ligne la plus récente du réseau.
En 2016, la ligne E transporte quotidiennement près de 372 000 voyageurs dans 436 trains. Elle sera prolongée vers l'ouest jusqu'à Mantes-la-Jolie d'ici 2026. Depuis le 31 mars 2004, la ligne bénéficie de la certification « NF Services ».
La ligne est équipée de cinquante-trois rames de type Z 22500 (la totalité du parc) et de huit rames de type Z 50000 (Francilien), entretenues dans les ateliers du technicentre de Paris-Est, situé à Noisy-le-Sec en Seine-Saint-Denis.

## Matériel roulant

### Historique

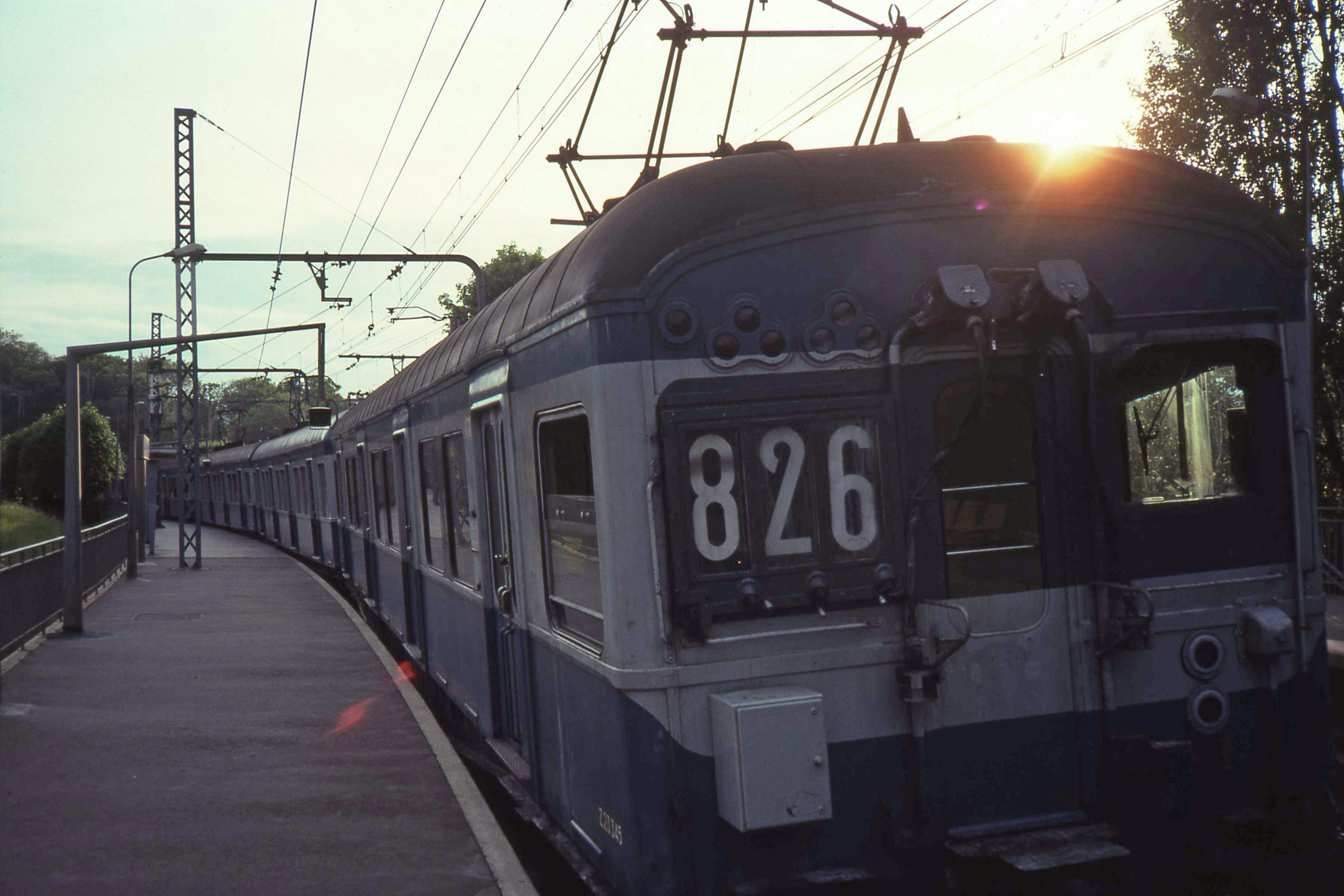
Un Z 23000 sur le RER B, en 1982 dans les chemins de fer.

Les plus anciennes rames ayant circulé sur le RER sont les Z 23000, plus couramment nommé « automotrices Z », sur la ligne de Sceaux, devenue ligne B du RER en 1977. Livrées à partir de 1937 et de type monocourant 1 500 volts, elles sont totalement réformées en 1987. Le matériel RATP MS 61 est mis au point pour la desserte de la ligne A au cours des années 1960 et décliné en plusieurs séries successives à partir de 1967. Monocourant 1 500 volts, il ne peut circuler sur les lignes SNCF électrifiées en 25 000 volts, ce qui nécessite la mise au point d'un matériel apte à circuler sous les deux tensions et les deux réseaux pour les besoins de l'interconnexion des deux réseaux. Le matériel d'interconnexion MI 79 est livré à partir de 1980. Il équipe depuis la ligne B et permet l'interconnexion Nord-Sud, tandis qu'une version techniquement simplifiée, le MI 84, est ensuite mise en service en 1985 pour la desserte des branches de Cergy en 1988, puis Poissy en 1989, de la ligne A.
La transversale rive gauche est intégrée au RER en 1980 en tant que ligne C du RER et est, à cette époque, exclusivement desservie par des automotrices inox Z 5300 monocourant circulant sous 1 500 volts. Ces dernières ont disparu de la ligne en 2003. Les premières automotrices à deux niveaux monocourant Z 5600 sont mises en service sur la ligne à partir de 1984. La création de la ligne D en 1987, et la desserte de la VMI, branche nord-ouest du RER C, en 1988, nécessite la mise au point d'un matériel à deux niveaux bi-courant : les Z 8800 sont mises en service en 1985. Un nouveau matériel bi-courant et à deux niveaux plus moderne à chaîne de traction asynchrone, les Z 20500, est mis en service sur les lignes C et D en 1988. Son évolution, le Z 20900, complète le parc et élimine les Z 5300 de la ligne C à partir de 2001.
La saturation de la ligne A entraîne la création d'un nouveau type d'automotrices à deux niveaux, de plus grande capacité. Mais les matériels à deux niveaux existants, à seulement deux portes par face, ne permettent pas des échanges de voyageurs assez rapides à l'arrêt. Ce nouveau matériel, le MI 2N, comporte trois portes par face. La version Altéo équipe la ligne A à partir de 1997, tandis qu'une version légèrement différente, le Z 22500, équipe la nouvelle ligne E, ouverte en 1999. Afin de permettre le remplacement des MI 84 de la ligne A, le MI 09, version modernisée de l'Altéo, livré entre 2011 et 2017.
Dès sa création, en 1977, le RER a proposé le choix entre deux classes, aussi bien sur la partie exploitée par la RATP que, plus tard, sur celle exploitée par la SNCF. Cette disposition a été maintenue jusqu'en 1999, où une classe unique a été instituée sur l'ensemble du réseau ferroviaire d'Île-de-France.

### Numérotation des rames
Le matériel roulant automoteur francilien de SNCF Voyageurs, qu'il soit RER ou Transilien est désigné de façon unique avec un « numéro de rame » composé d'une lettre précédée de deux ou trois chiffres. Ce système ne concerne pas les matériels appartenant à la RATP.

### Parc actuel
En 2025, le matériel roulant du RER est constitué d'un parc hétéroclite à un ou deux niveaux et d'âge variable, datant de 1980 pour les rames les plus anciennes. Il se répartit actuellement en deux catégories : le matériel d'interconnexion cogéré par la RATP et la SNCF (avec le numéro précédé des lettres MI) utilisé sur les lignes A et B, et le matériel exclusivement SNCF (avec le numéro précédé de la lettre Z) utilisé sur les lignes C, D et E.

Matériel à un niveau
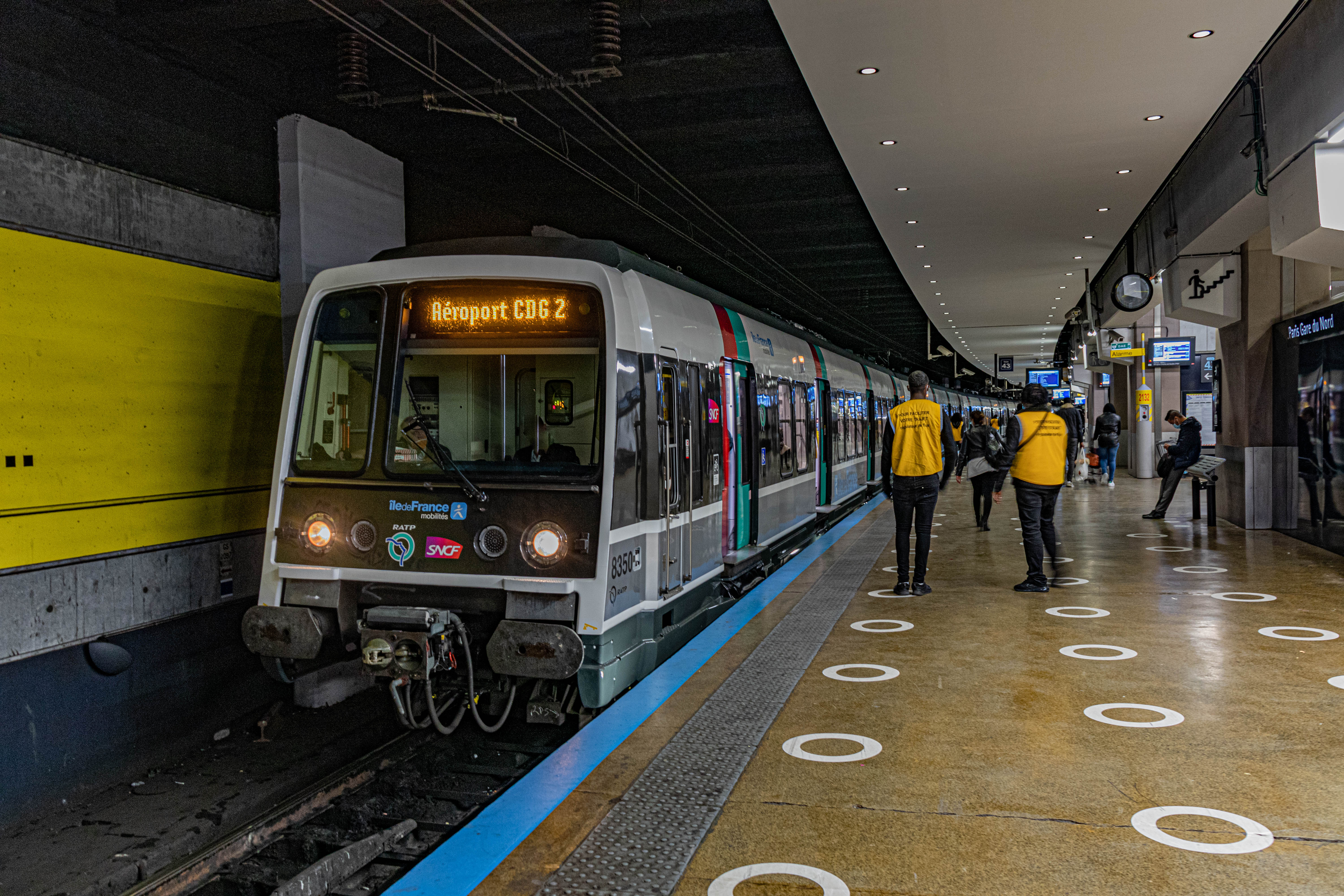
MI 79 / MI 84
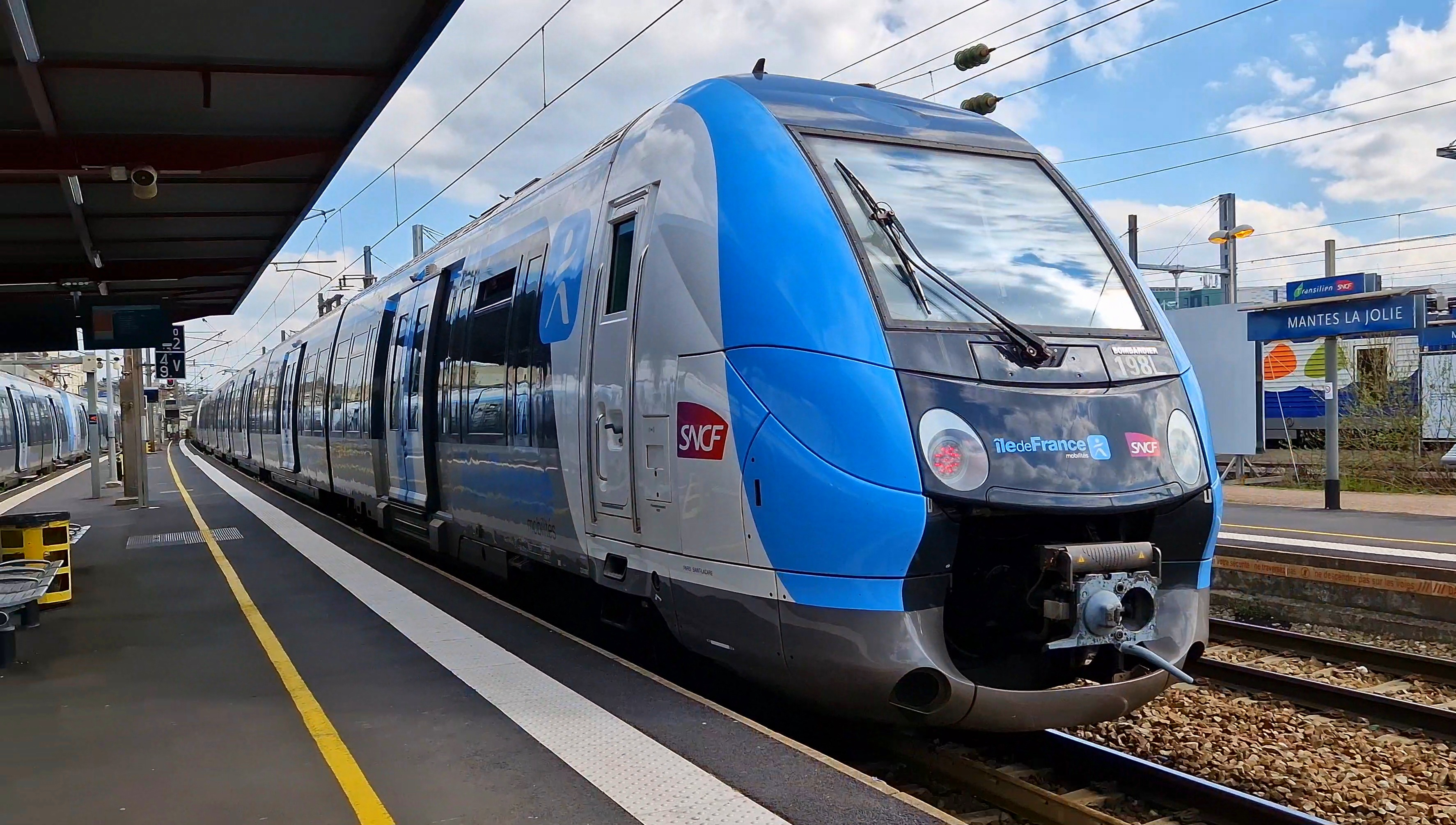
Francilien (Z 50000)

Matériel à deux niveaux
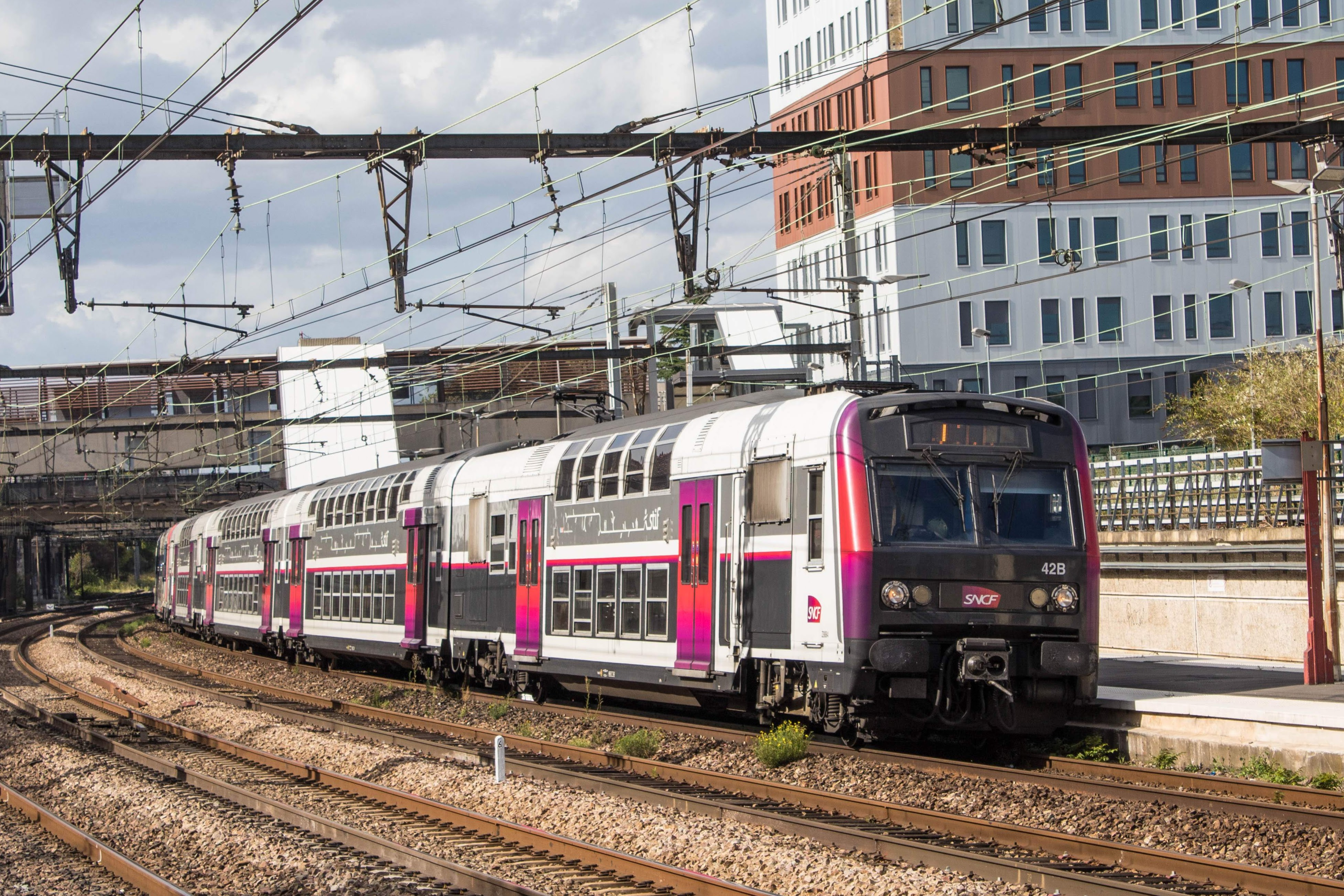
1re génération (Z 5600 / Z 8800)
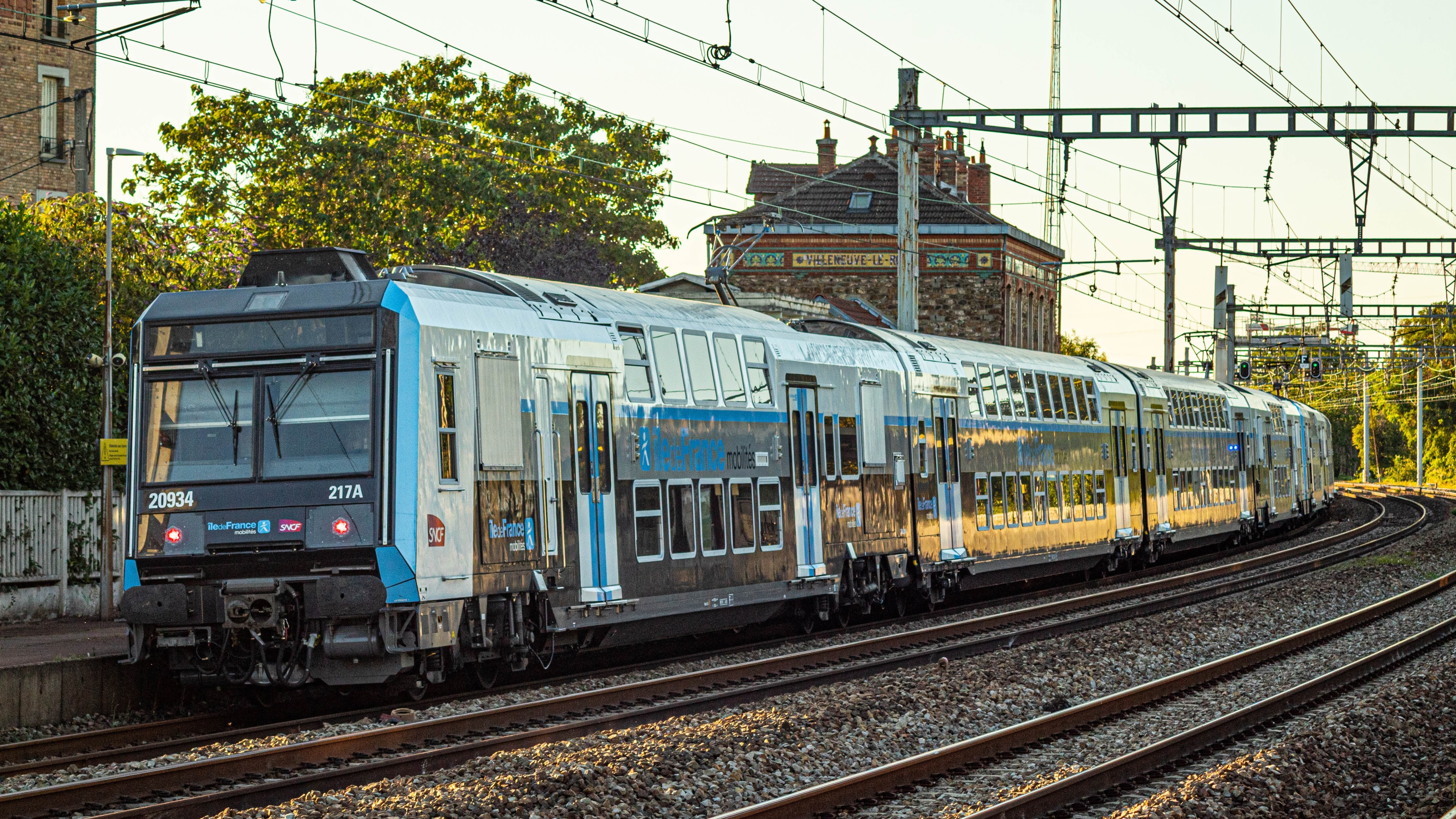
2de génération (Z 20500 / Z 20900)
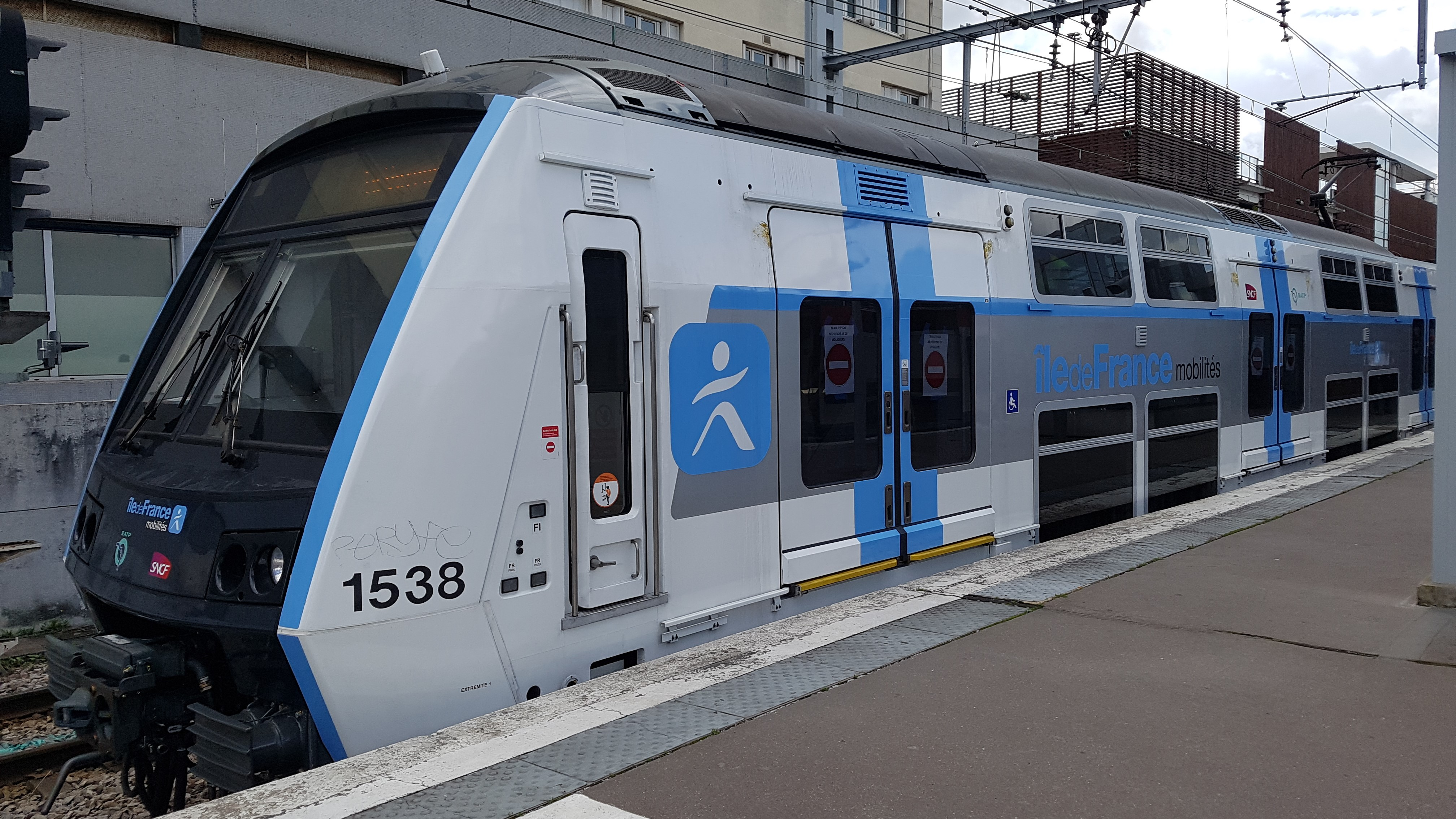
3e génération (MI 2N / Z 22500)
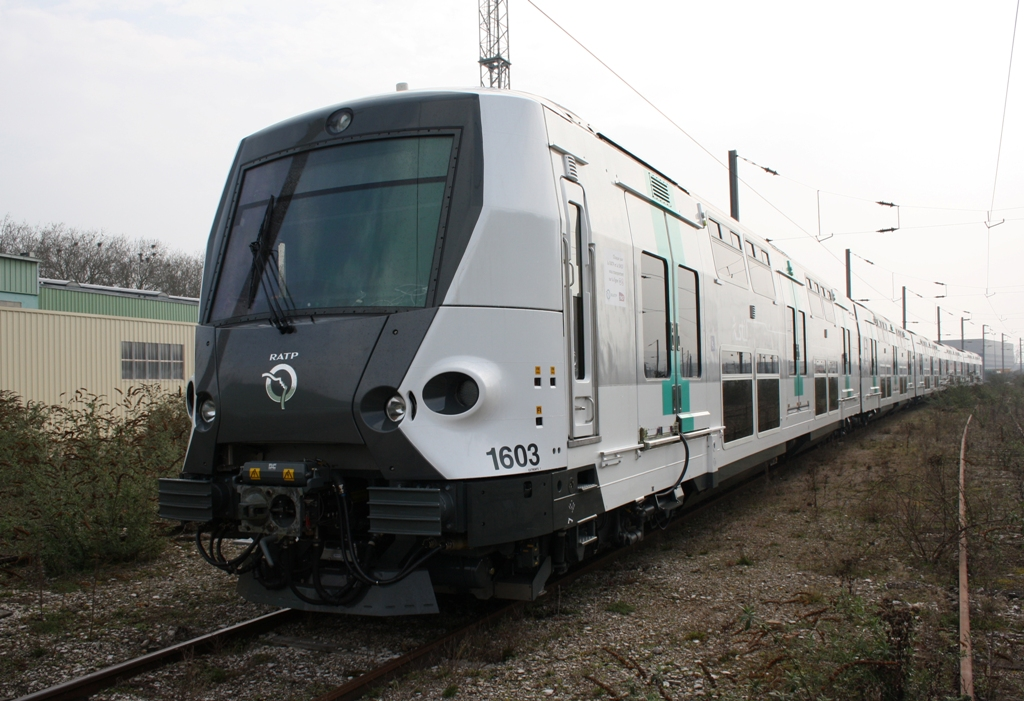
4e génération (MI 09)
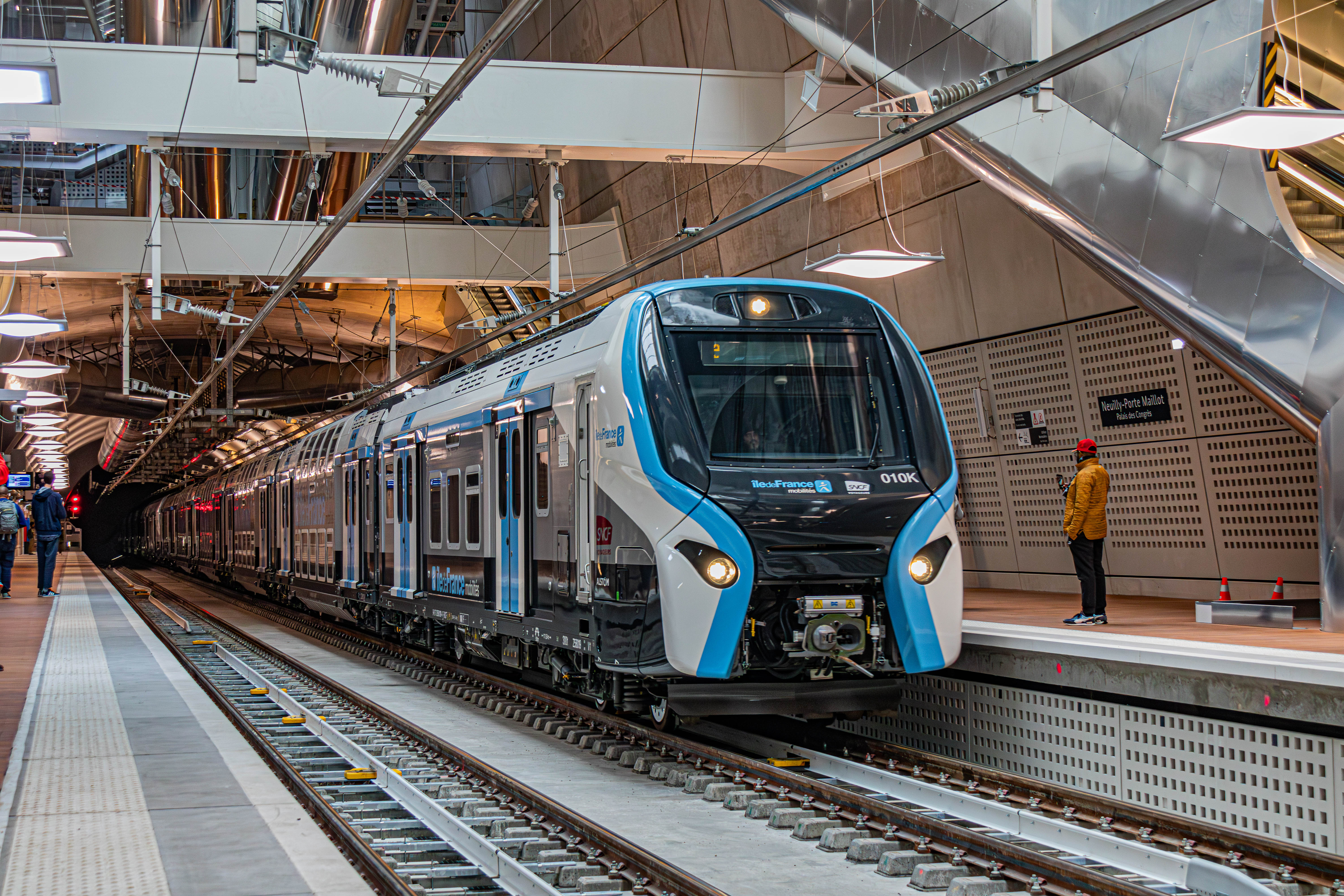
5e génération (Z 58000 / Z 58500)
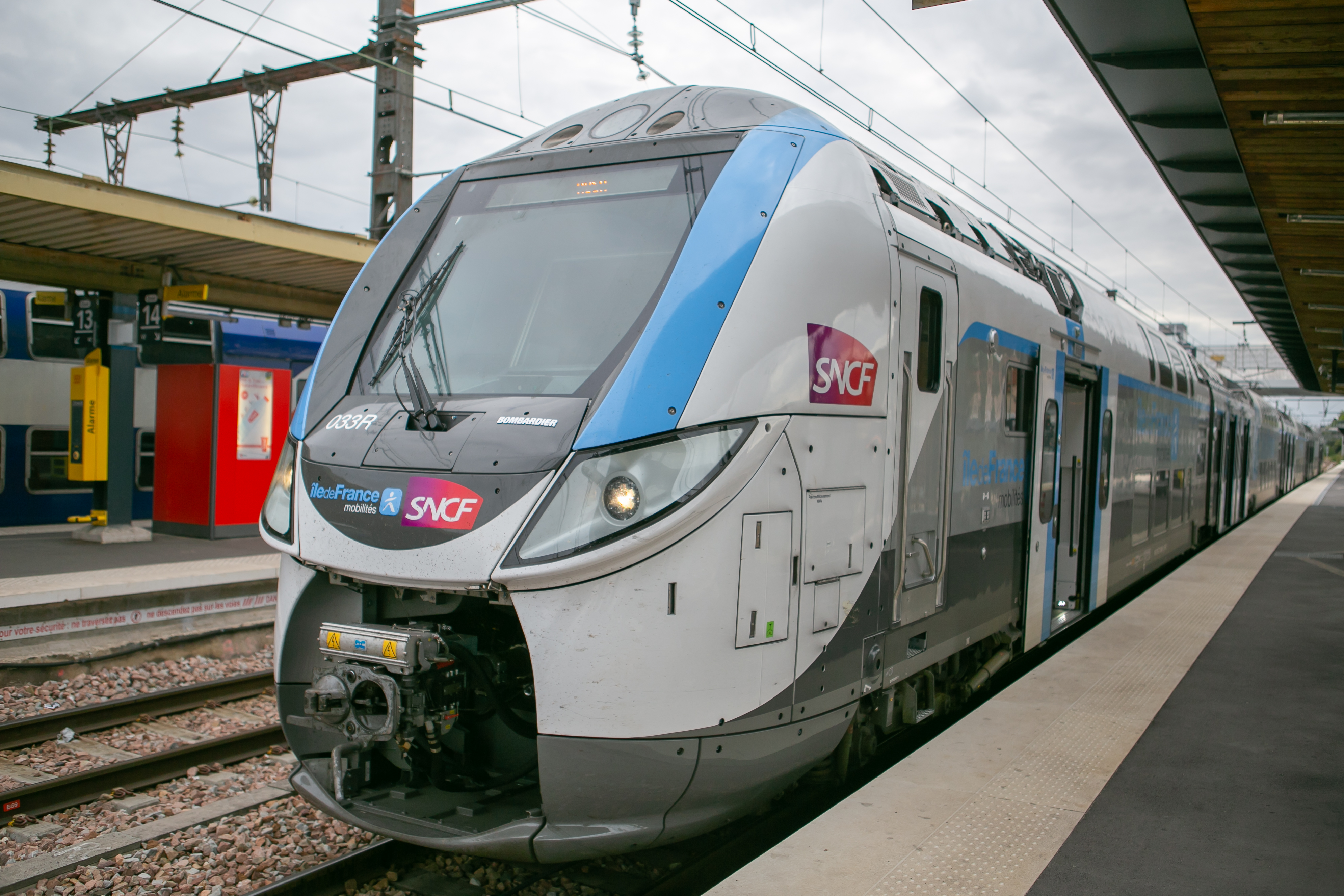
Regio 2N (Z 57000)

### Modernisation du parc
Le RER voit également son matériel progressivement rénové : les 117 rames MI 79 du RER B ont été modernisées de 2010 jusqu'à fin 2015, pour un montant de 275 millions d'euros, tandis que le RER A a vu son parc de MS 61 et de MI 84 être remplacé par le MI 09, nouveau matériel d'interconnexion à deux niveaux, de fin 2011 jusqu'en 2017. Les lignes C et D du RER voient également leurs rames Z 2N rénovées.

#### Rénovation des MI 79 du RER B

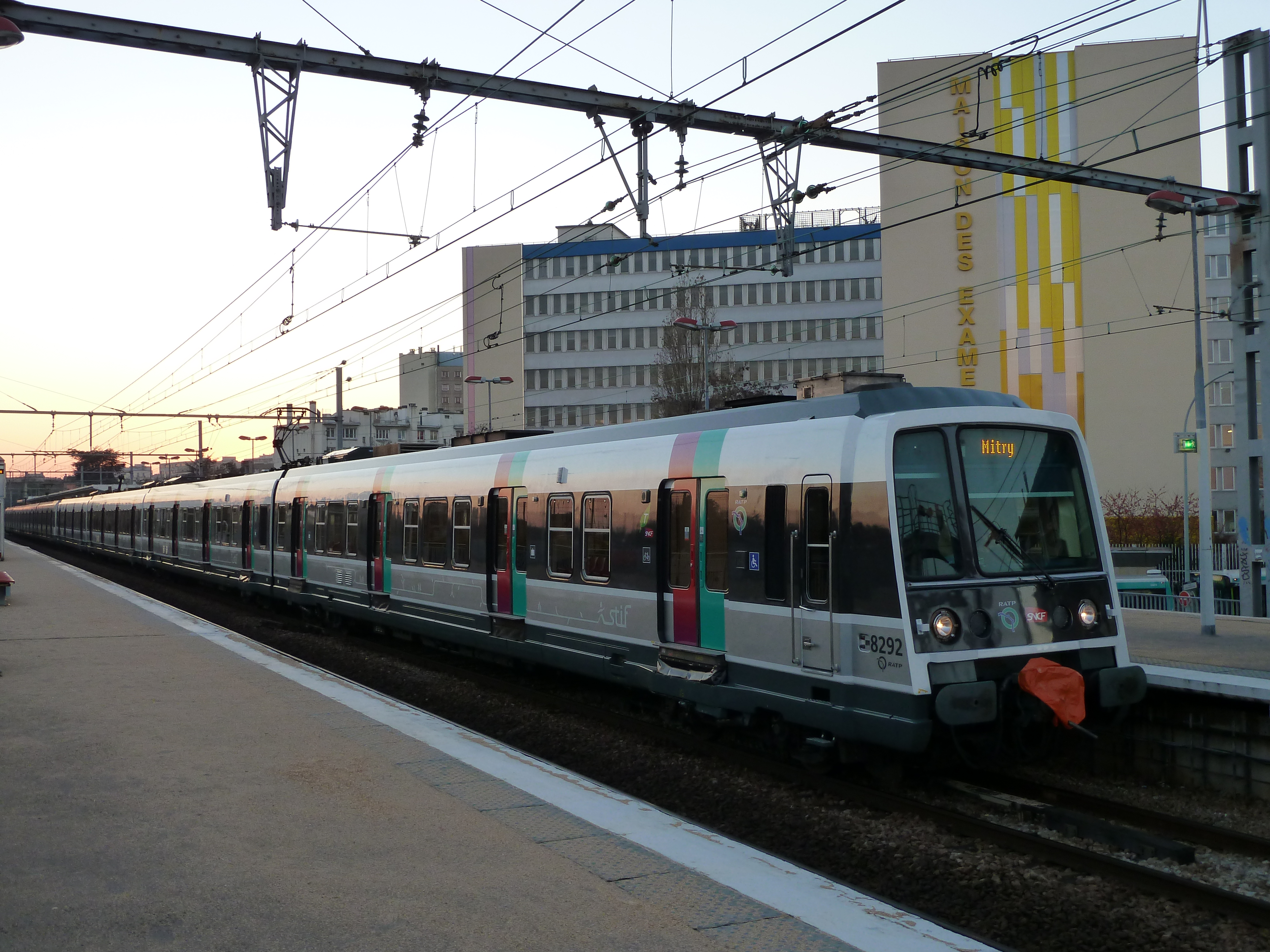
La première rame MI 79 rénovée en gare de Laplace, en décembre 2010.

Depuis 2010 et jusqu'en 2013, la rénovation des 117 rames MI 79 du RER B est en cours pour un montant de 275 millions d'euros, afin de permettre le remplacement préventif des éléments matériels fatigués mais aussi l'installation des derniers équipements comme la ventilation réfrigérée, le renouvellement du mobilier avec modification de l'agencement (nouveaux sièges, suppression de strapontins, porte-bagages au sol, éclairage renforcé), l'installation des caméras. Cette rénovation va aussi leur permettre de revêtir une nouvelle livrée estampillée « STIF », dans la continuité de celle choisie pour le Francilien. Les rames auront toutefois une identité propre en raison de l'exploitation mixte RATP/SNCF de la ligne puisque l'on retrouvera les couleurs des deux compagnies sur les portes : vert jade pour la RATP et rouge carmillon pour la SNCF.
La première rame MI 79 rénovée a été inaugurée le 6 décembre 2010 et a été mise en service commercial le 7 décembre. En octobre 2011, 15 rames étaient rénovées.
De plus, pour faire face à l'augmentation de l'offre de transport prévue dans le cadre du projet RER B Nord +, six rames MI 84 ont été transférées depuis la ligne A. Pour cela, elles doivent être adaptées à leur nouvelle destination pour un coût de 1,72 million d'euros. Pour compenser ces départs, dix rames MS 61 supplémentaires ont été rénovées sur la ligne A, pour un coût de 12,25 millions d'euros. Ces mesures sont financées par le STIF à hauteur de 50 %, la RATP et la SNCF se partageant le reste.

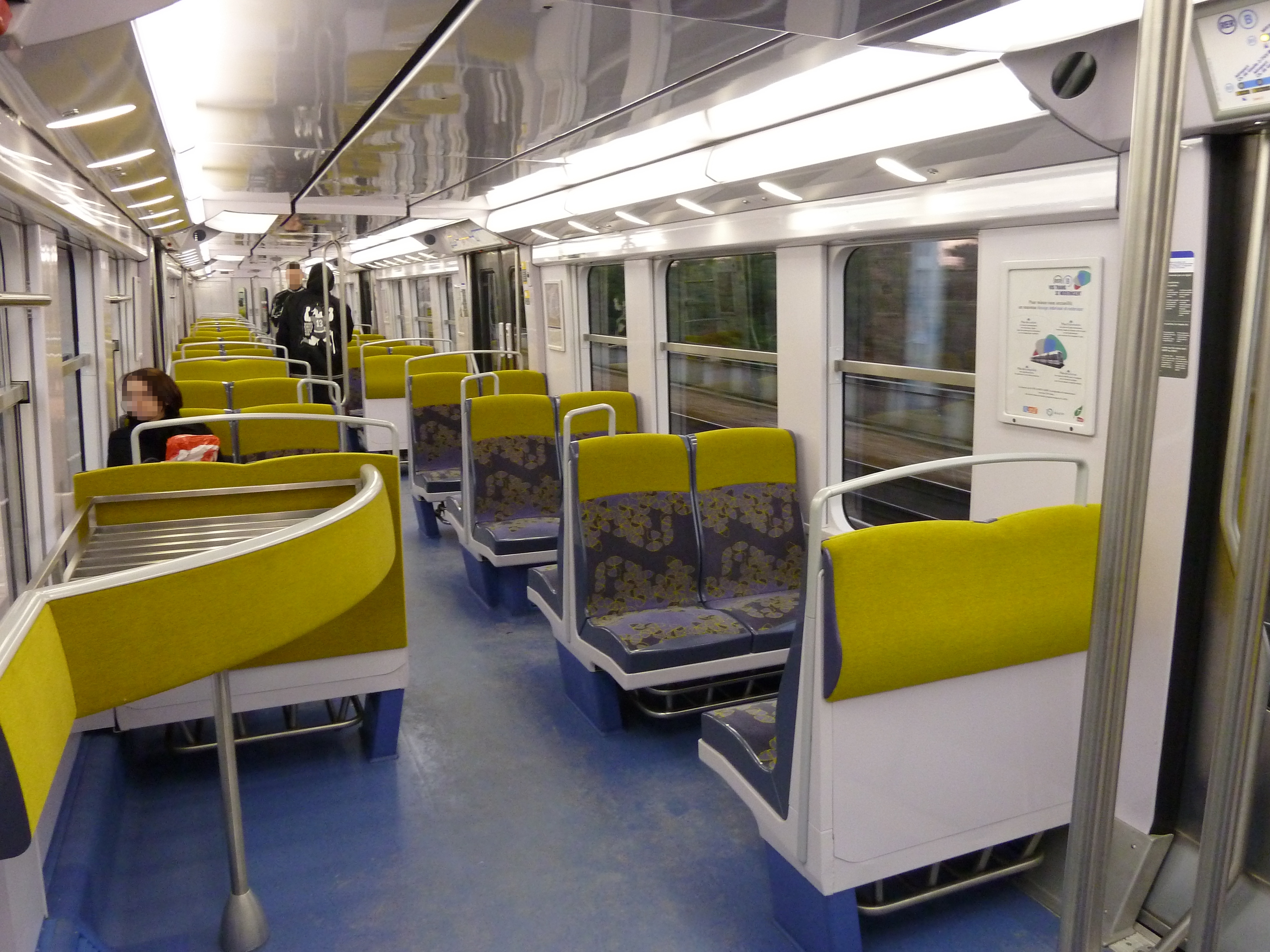
Intérieur d'une voiture.
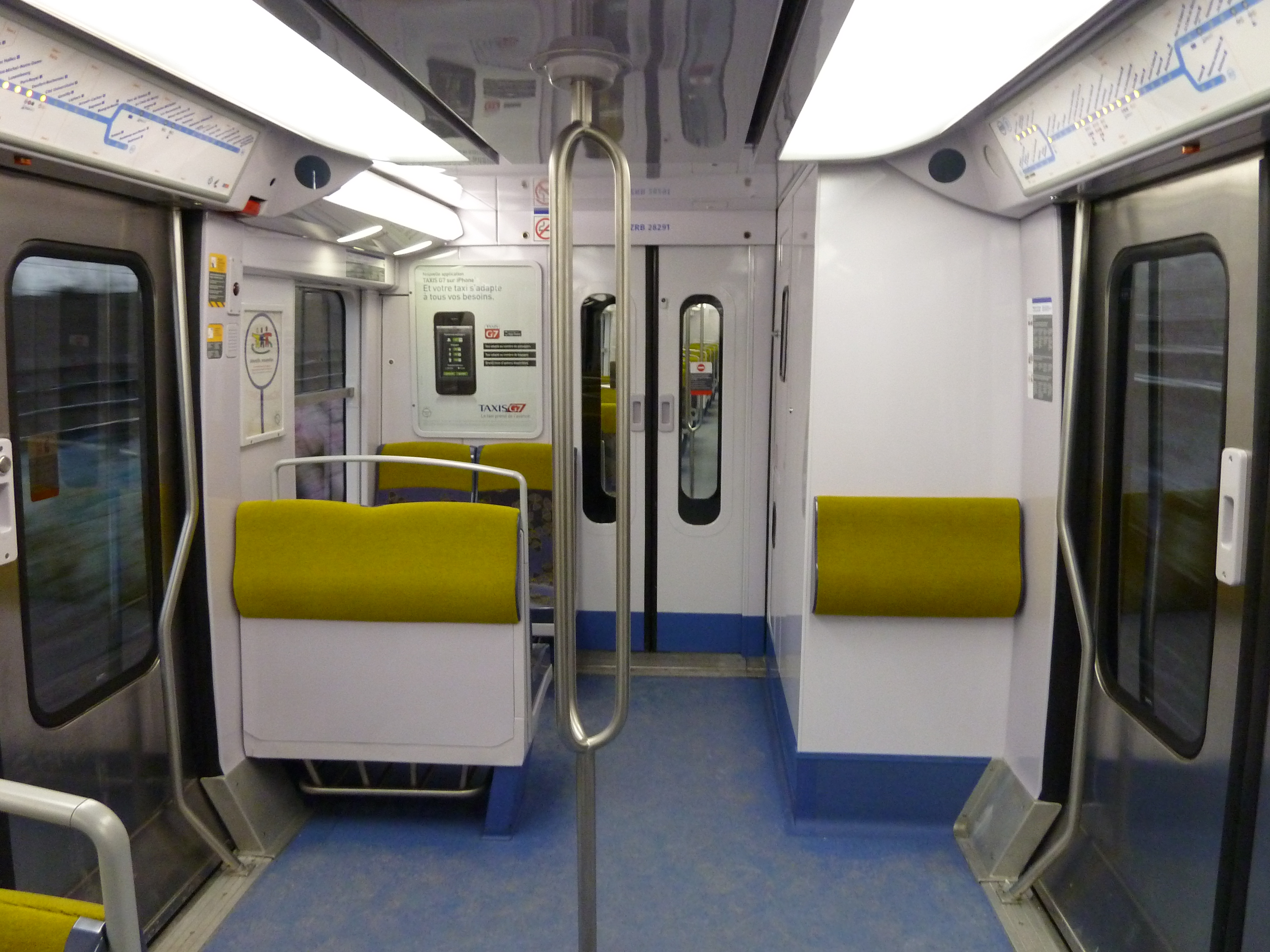
Autre vue.
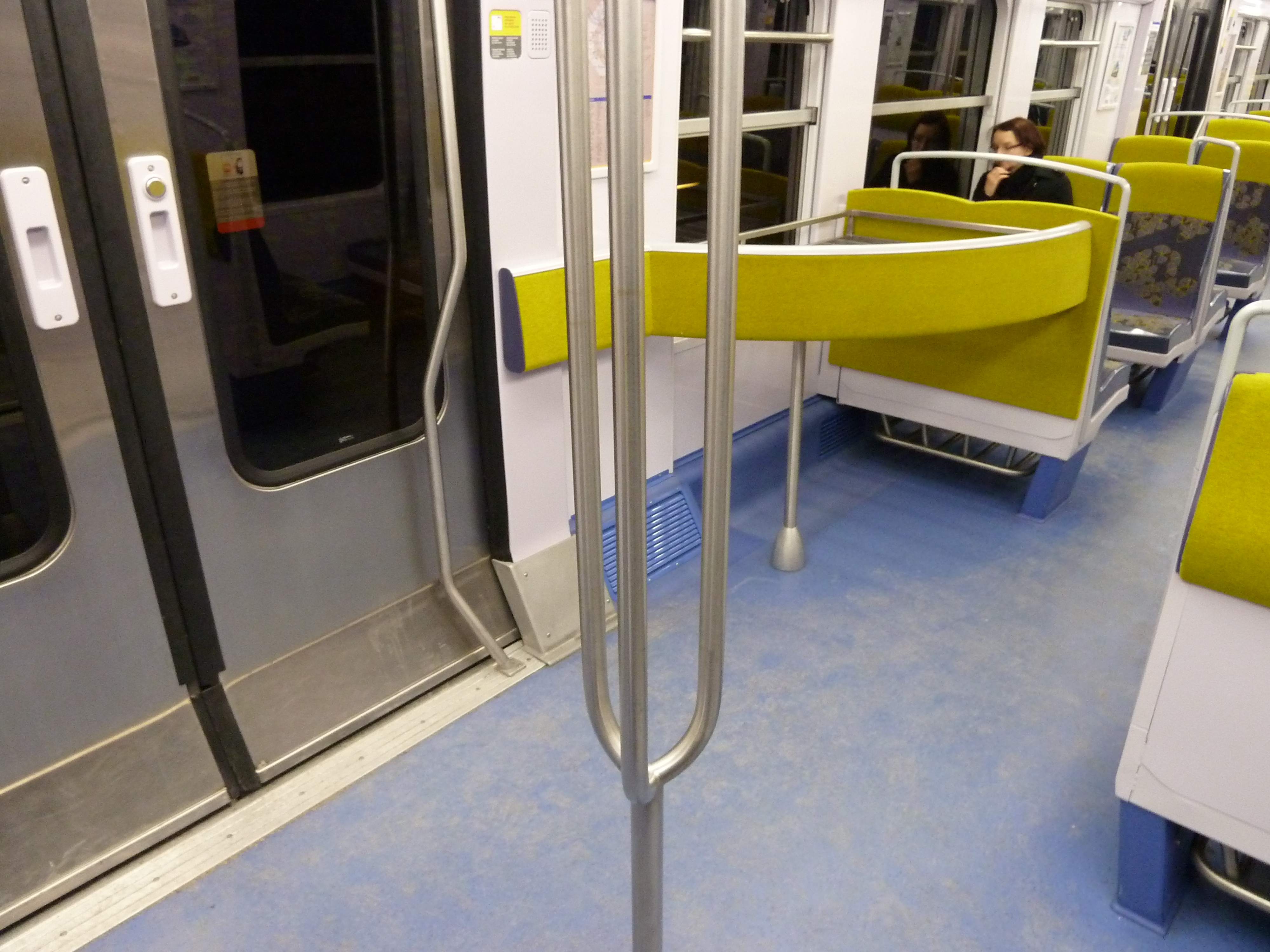
Le porte-bagage.
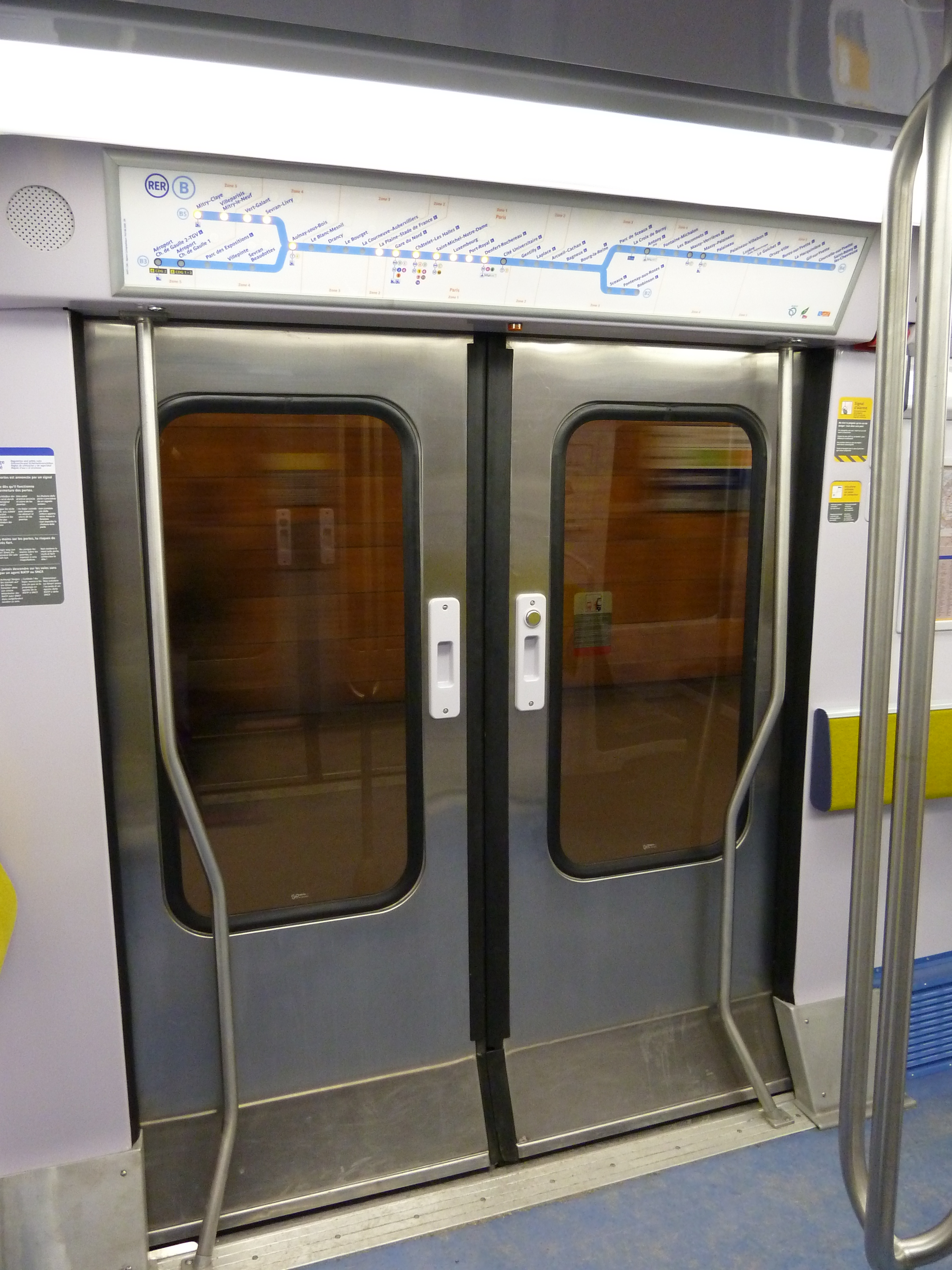
SISVE.
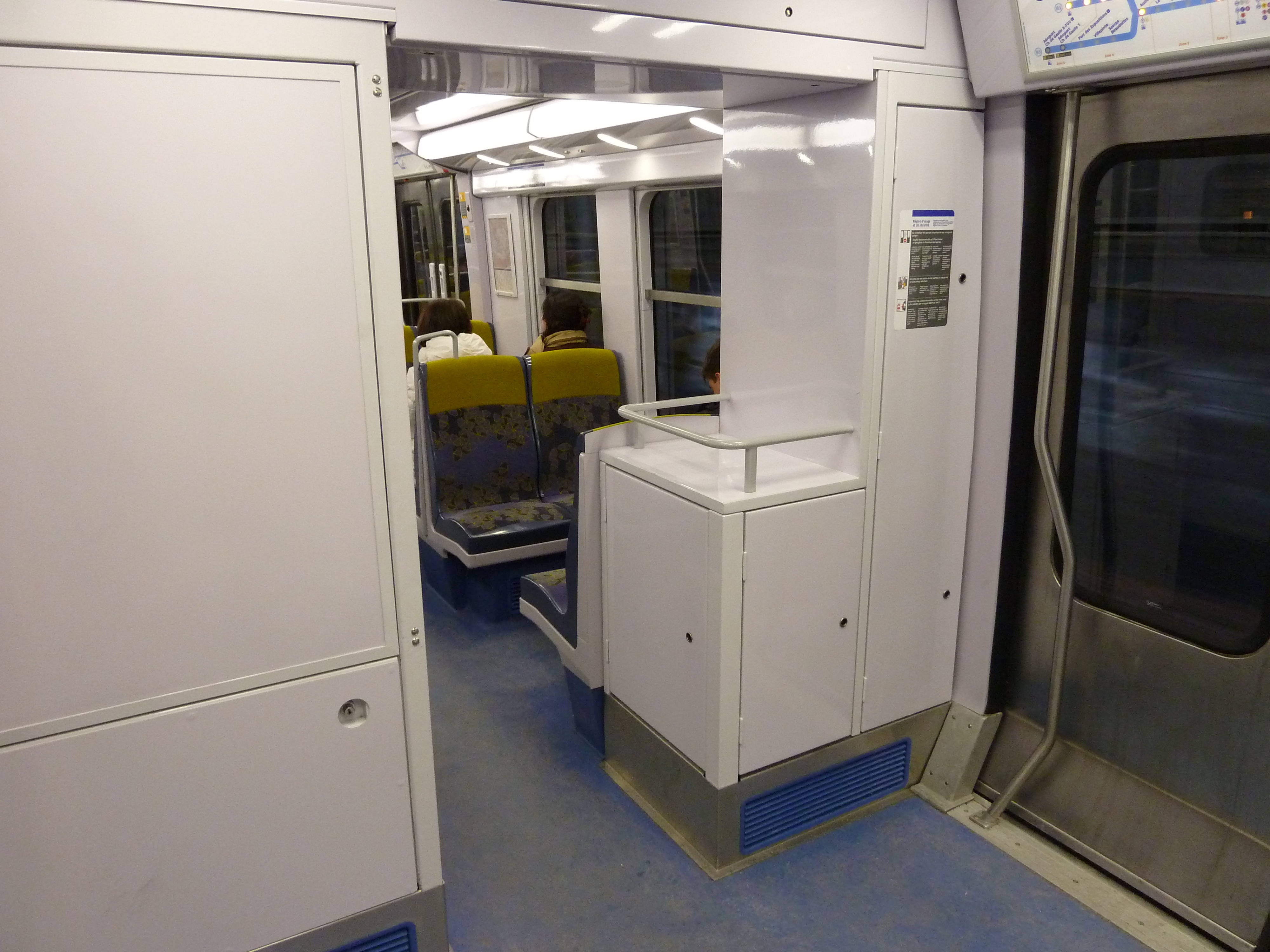
Un mini-porte-bagage.
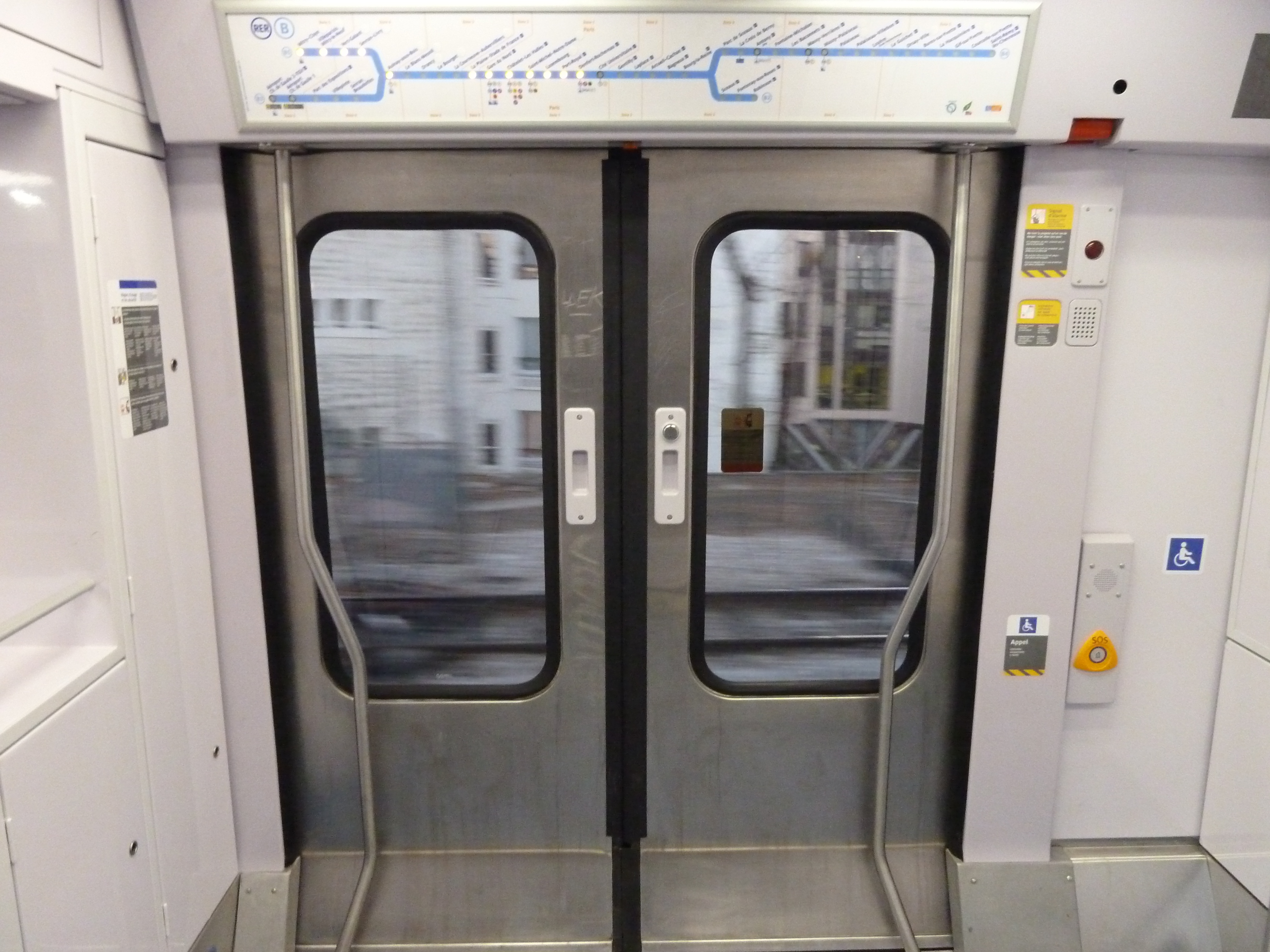
SOS PMR.

#### Rénovation des Z 2N des RER C et D

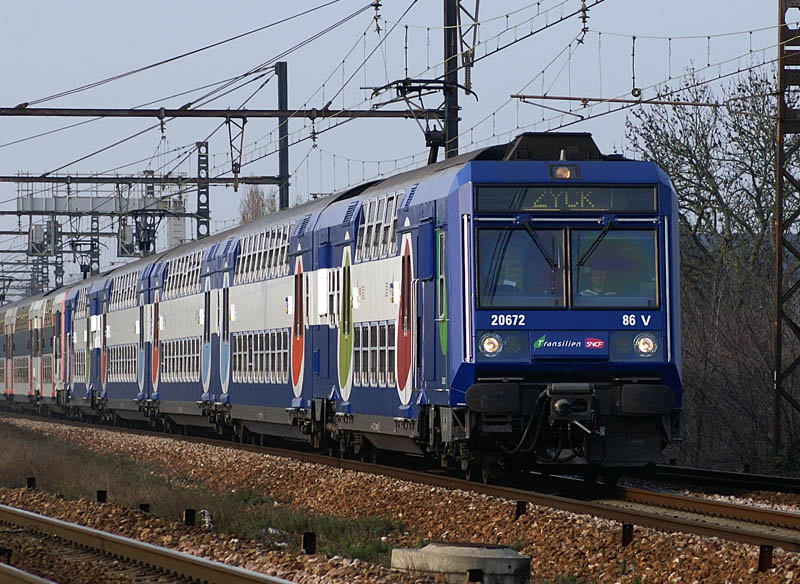
Une rame Z 20500 rénovée du RER D, en tête d'un train, à proximité de la gare de Cesson, en mars 2007.

Depuis 2007 pour les Z 20500, 2009 pour les Z 5600 et 2010 pour les Z 8800, la SNCF entreprend la rénovation des trains de la famille des Z 2N. Celle-ci consiste à mettre en place des équipements intérieurs, tels que les sièges avec des repose-pieds incorporés, similaires aux RIB/RIO Transilien, et à les doter d'une livrée quasi identique à celle des dernières Z 20900. Elle consiste aussi en la suppression des strapontins, des cloisons intérieures de la voiture centrale de la rame, qui sépare les anciennes zones première classe/seconde classe. La suppression des sièges de la première classe augmente légèrement la capacité des rames : configuration 3+2 au lieu de 2+2. Contrairement aux précédentes rénovations, les Z 5600, Z 8800 et Z 20500 ne reçoivent ni la climatisation, ni même la ventilation réfrigérée, comme l'aurait souhaité l'essentiel des usagers,.
Depuis octobre 2010, toutes les rames désormais rénovées sont également équipées du SIVE visuel et de caméras de vidéosurveillance. L'équipement de SIVE visuel des rames consiste en un dispositif lumineux affichant le nom des gares et la direction du train. Il est complété par des annonces sonores. Ce dispositif est situé sur le plafond de chacune des deux plates-formes ainsi qu'aux extrémités de chaque étage des voitures de la rame. Les caméras de vidéosurveillance sont disposées au-dessus des portes des voitures et dans les étages des voitures de la rame.

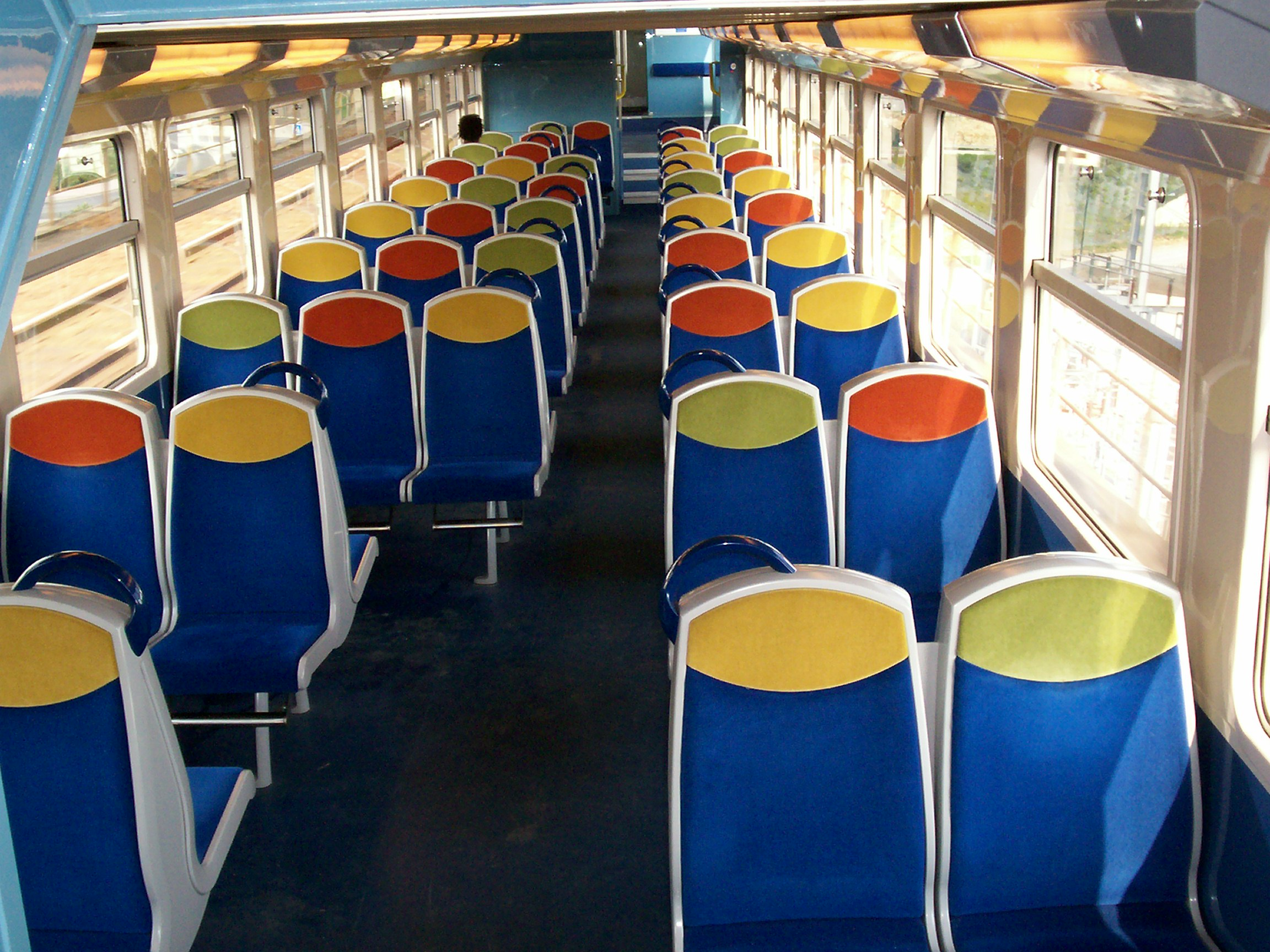
Salle basse (Z 20500).
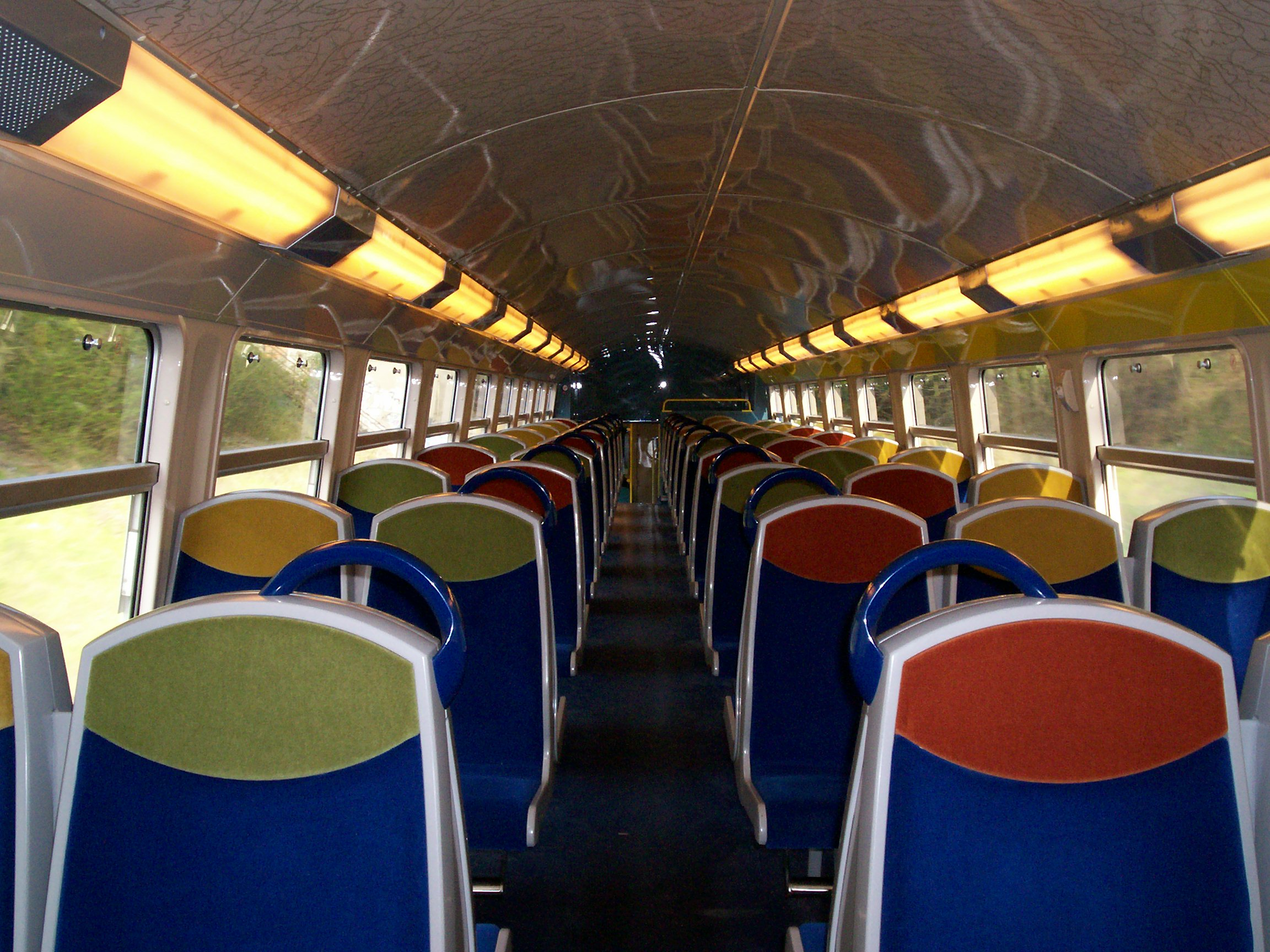
Salle haute (Z 20500).
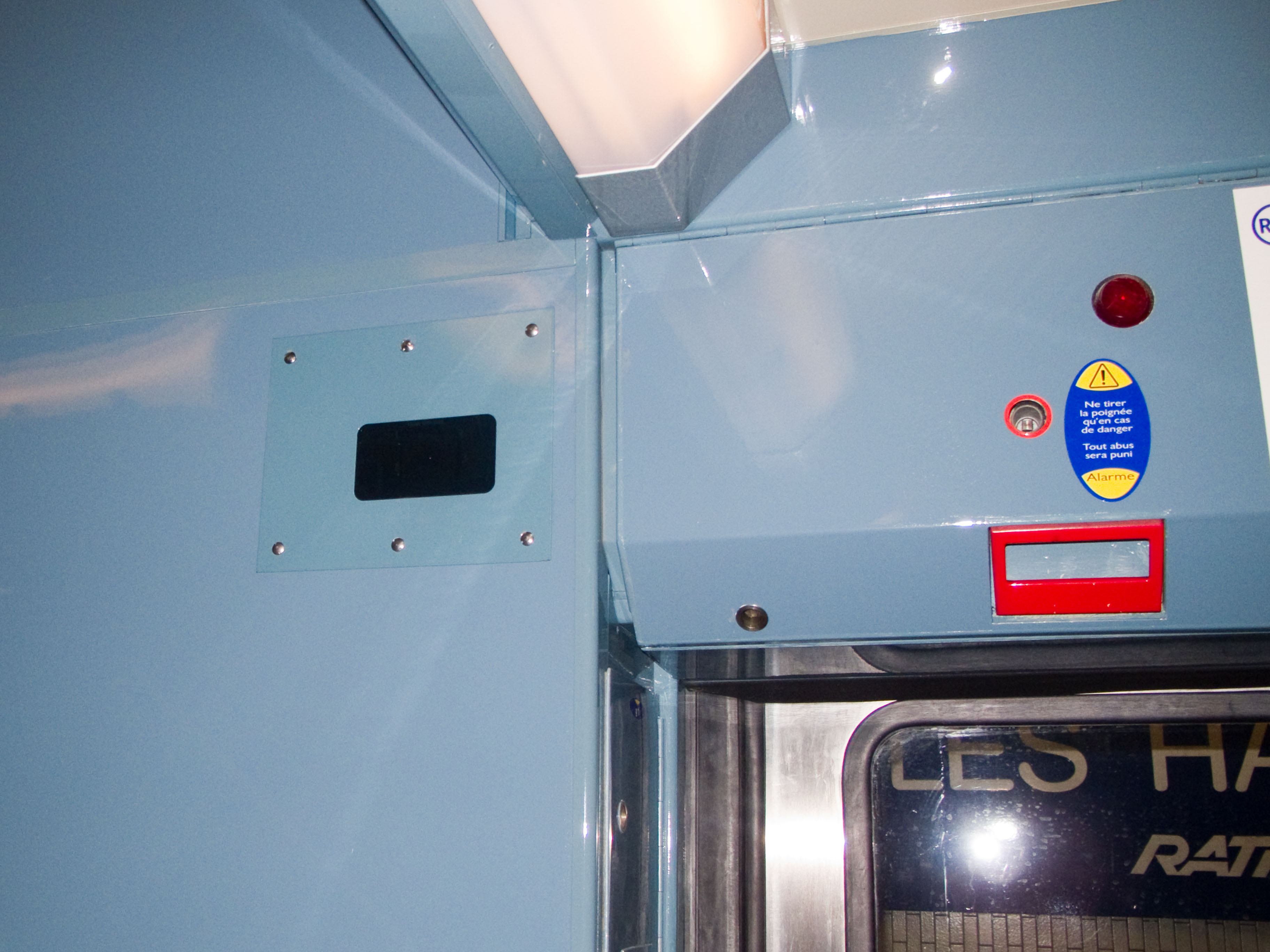
Caméra de vidéosurveillance.
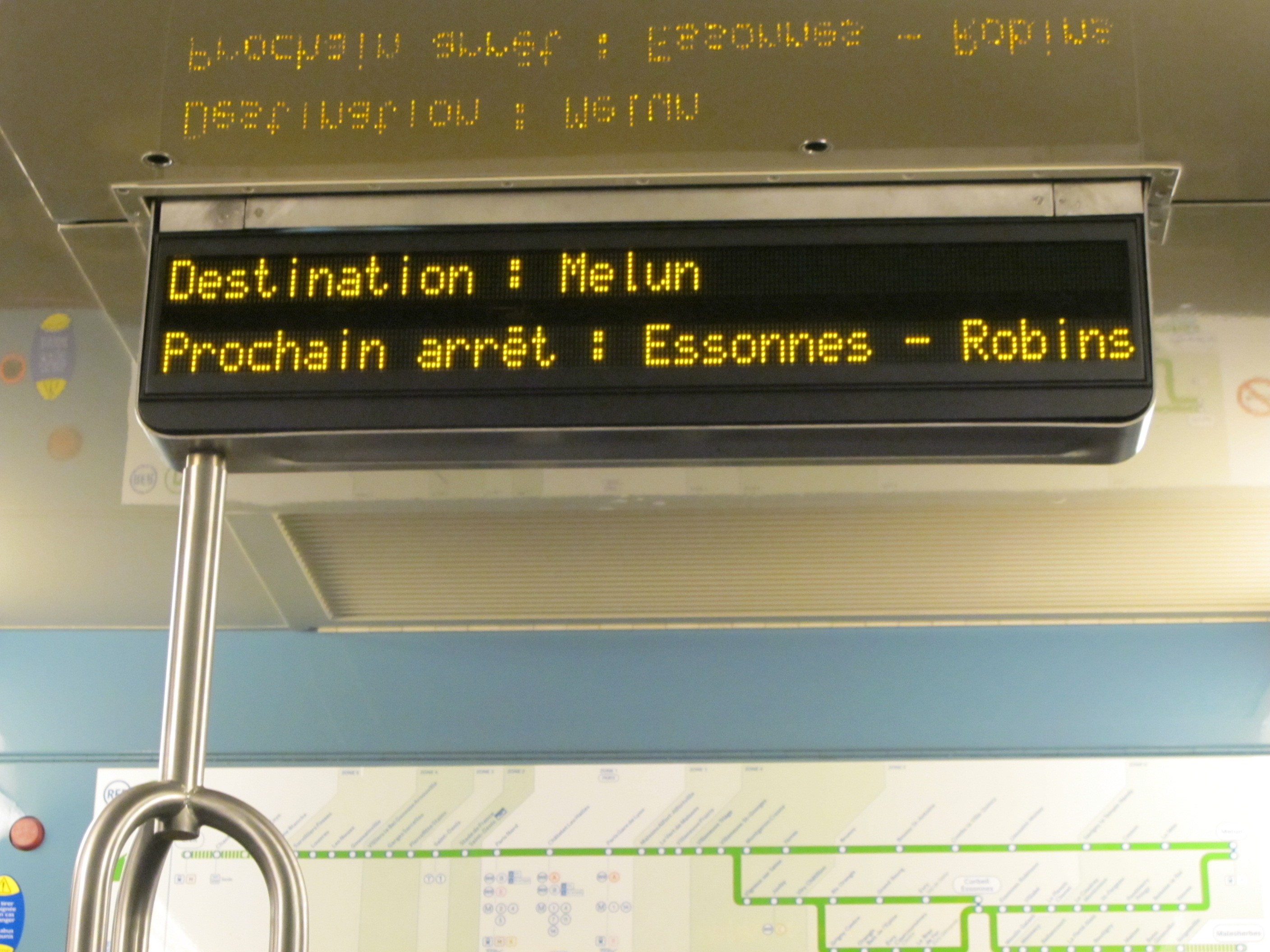
Système d'information voyageurs embarqué (visuel) en fonctionnement (RER D).

En 2016, la SNCF a décidé de lancer la rénovation des Z 20900. Celle-ci commence avec la rame 203A rénovée en livrée carmillon ; elle a réintégré le parc en avril 2018. Cette rénovation s'accompagne d'une installation du SIVE visuel et sonore, de la mise en place de la livrée Île-de-France Mobilités (à l'exception des rames 202A et 203A), de ports USB (type A), ainsi que de caméras de vidéosurveillance. La ventilation réfrigérée et les sièges en composition 2+2 ont été conservés. La fin de la rénovation de ces 54 éléments a pris fin début 2023.
En 2019, une rénovation légère dite de confort est relancée sur les Z 20500. En se basant sur les rames qui ont bénéficié de la rénovation précédente, les sièges sont à nouveau remplacés par un modèle identique, en conservant la disposition, mais avec un nouveau motif bleu et gris, des ports USB (type A) sont installés, un nouveau SIVE visuel composé d'écrans LCD est installé (tout en conservant l'ancien), des mains-courantes sont ajoutées dans les escaliers ; et les couleurs sont revues aussi bien à l'intérieur, qu'à l'extérieur avec la mise en place de la livrée Île-de-France Mobilités.
En 2019, une rénovation légère dite de confort est relancée sur les Z 20500. En se basant sur les rames qui ont bénéficié de la rénovation précédente, les sièges sont à nouveau remplacés par un modèle identique, en conservant la disposition, mais avec un nouveau motif bleu et gris, des ports USB (type A) sont installés, un nouveau SIVE visuel composé d'écrans LCD est installé (tout en conservant l'ancien), des mains-courantes sont ajoutées dans les escaliers ; et les couleurs sont revues aussi bien à l'intérieur, qu'à l'extérieur avec la mise en place de la livrée Île-de-France Mobilités.

#### RER A: Matériel d'Interconnexion 2009

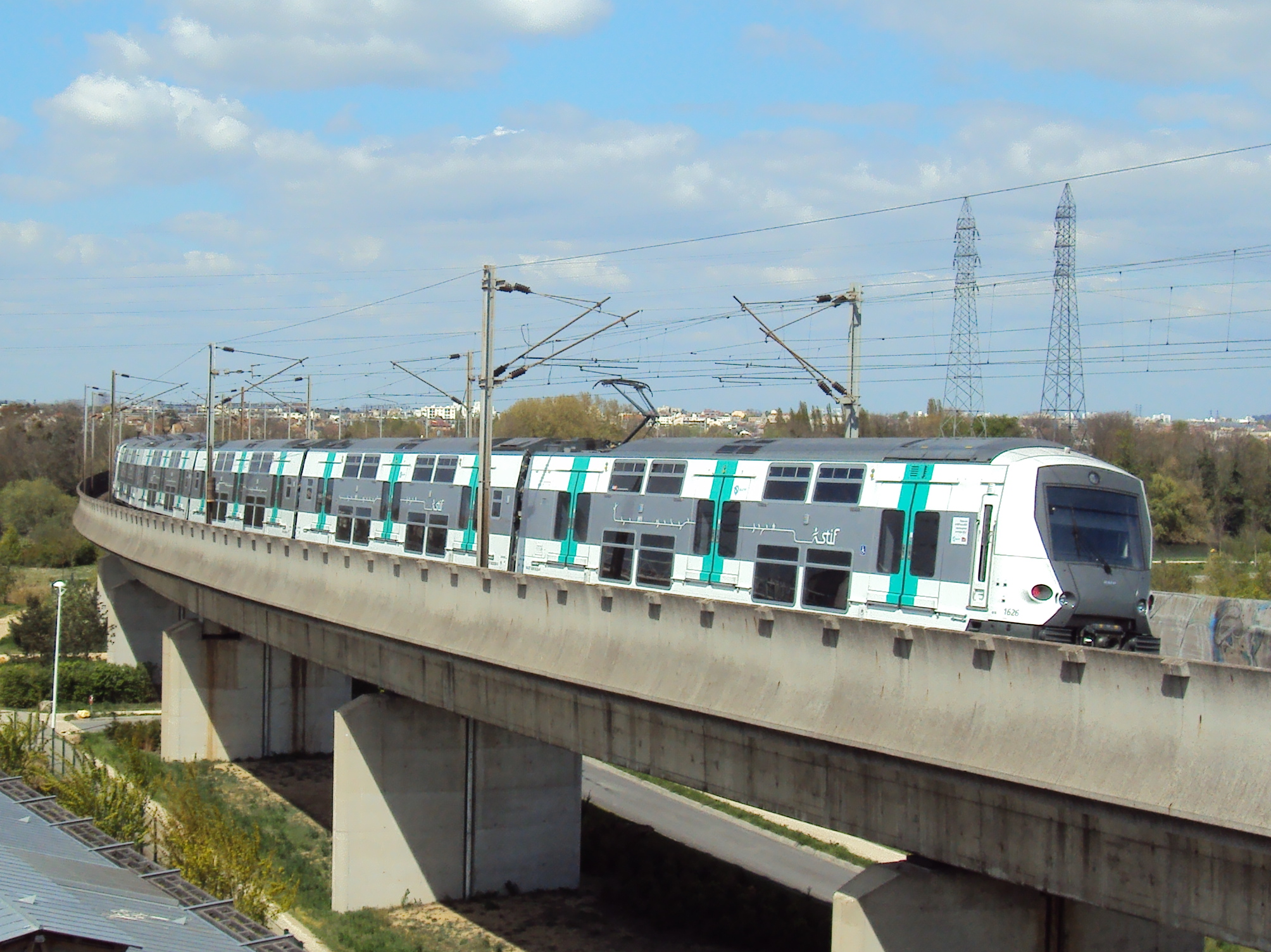
Une rame MI 09 sur le viaduc de Nanterre, en avril 2012.

Le vendredi 27 juin 2008, et faisant suite à de nombreux échanges politiques entre le président de la République Nicolas Sarkozy et Jean-Paul Huchon, président du STIF, le Conseil d'administration de la RATP a donné mandat à son président Pierre Mongin pour prendre les mesures nécessaires à une généralisation progressive des matériels roulants à deux niveaux (MI 2N) sur la ligne A du RER permettant une amélioration de la capacité et de la régularité de la ligne A du RER, en remplacement des actuels MI 84. Pouvant recevoir théoriquement jusqu'à 2 600 personnes (un train long), ces derniers pourraient transporter plus de voyageurs.
La RATP a par conséquent commandé, en avril 2009, soixante rames MI 09, version modernisée du MI 2N, avec notamment une nouvelle face avant et une nouvelle livrée RATP - STIF, permettant la formation de trente trains en unités multiples aux heures de pointe, pour un montant total de 917 millions d'euros, dont 2/3 pris en charge par la RATP et 1/3 par le STIF. Le premier exemplaire a été présenté le 8 février 2011 et la circulation commerciale a débuté le 5 décembre 2011, à La Défense, en présence de Nicolas Sarkozy,. Les 29 autres rames de la première tranche sont mis en service, à raison d'un train par mois, permettant ainsi d'offrir 50 % de capacité supplémentaire par rapport aux trains à un seul niveau de type MI 84 qu'ils remplaceront.
Par ailleurs, le 29 juin 2012, une option pour une tranche complémentaire de soixante-dix éléments supplémentaires a été levée permettant leur livraison entre 2014 et 2017, portant l'investissement total à 2,5 milliards d'euros et permettant d'offrir à terme 30 % de capacité supplémentaire,.

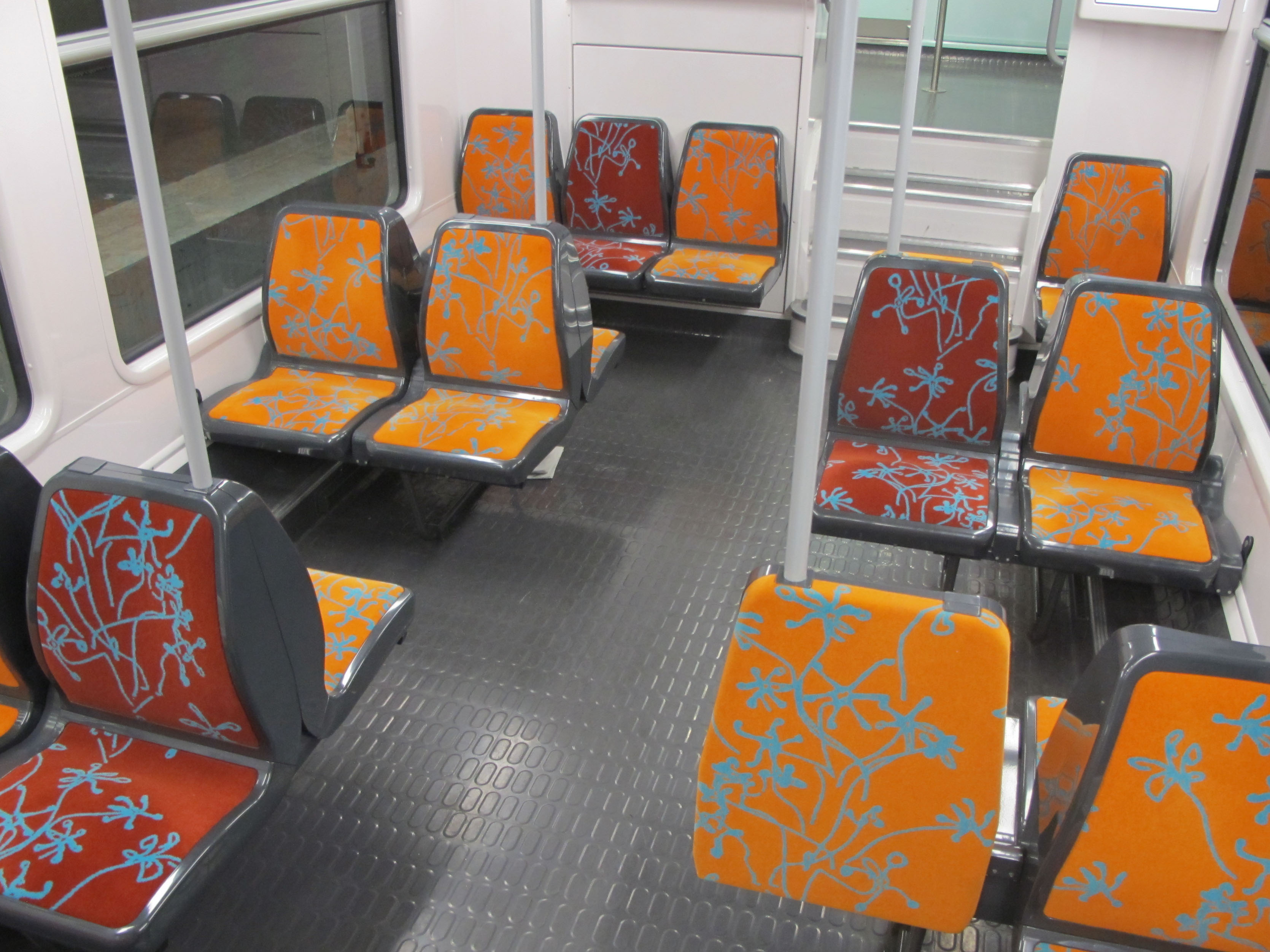
Niveau inférieur.
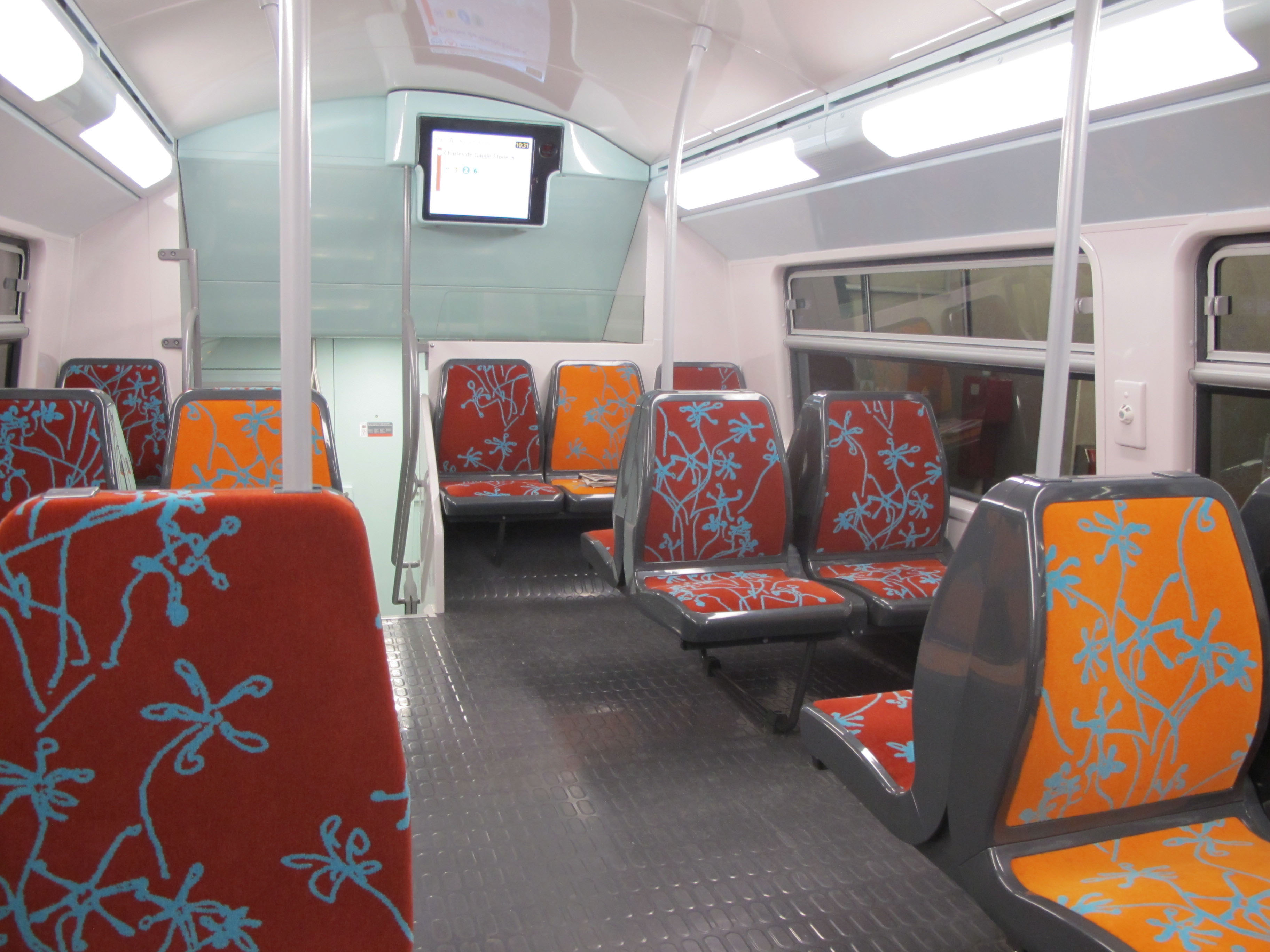
Niveau supérieur.
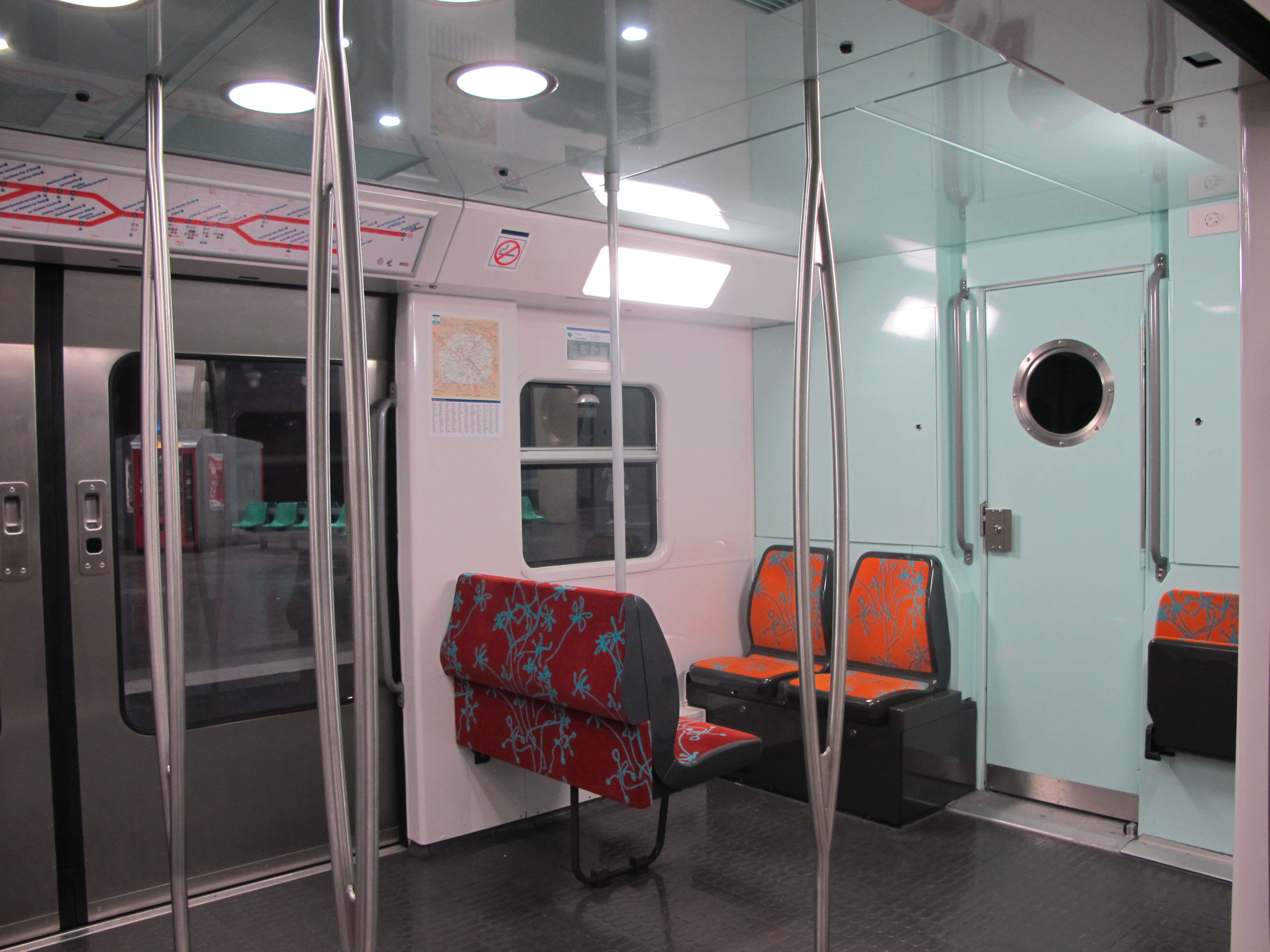
Niveau intermédiaire.
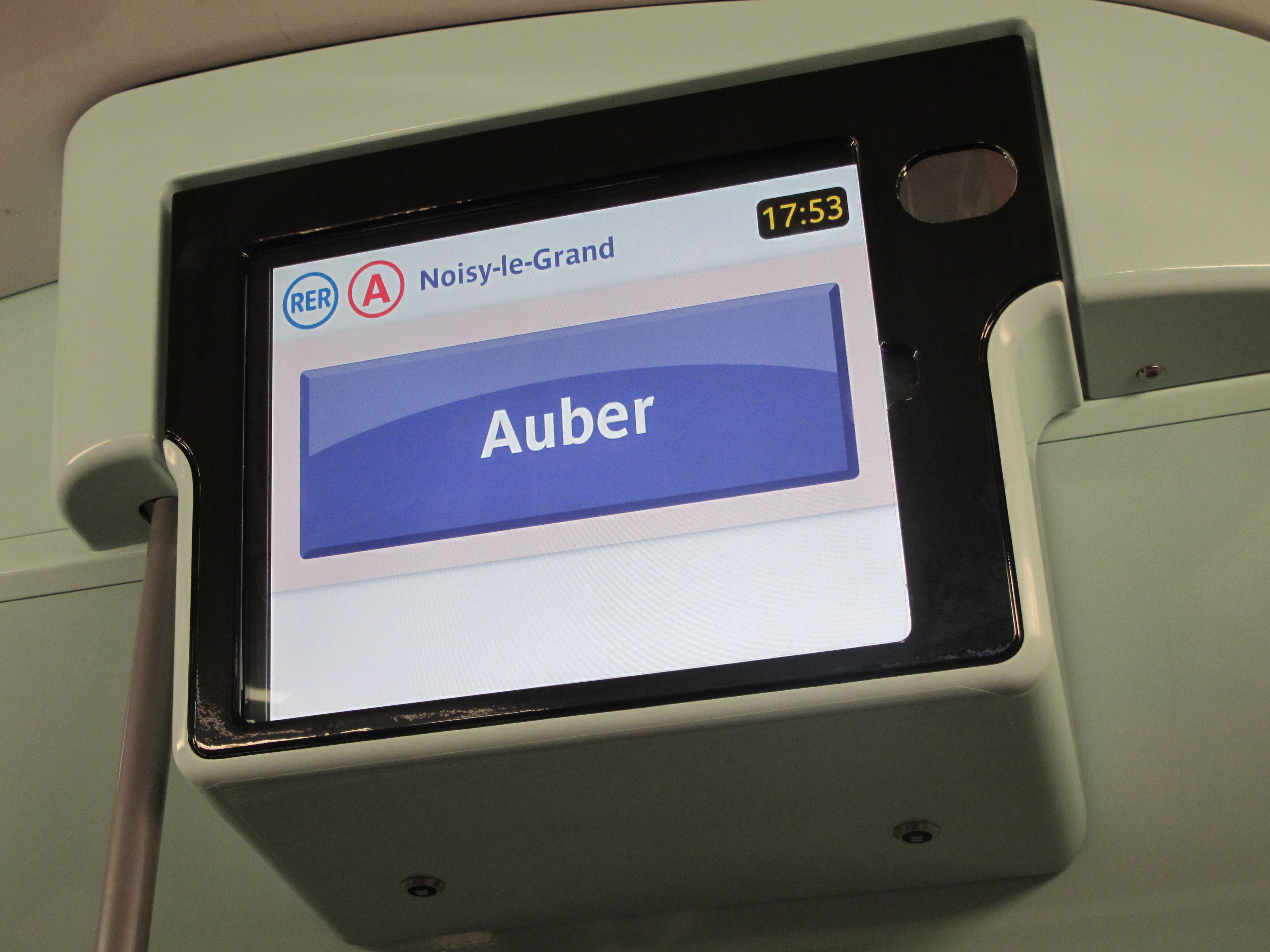
SISVE - Écran LCD.
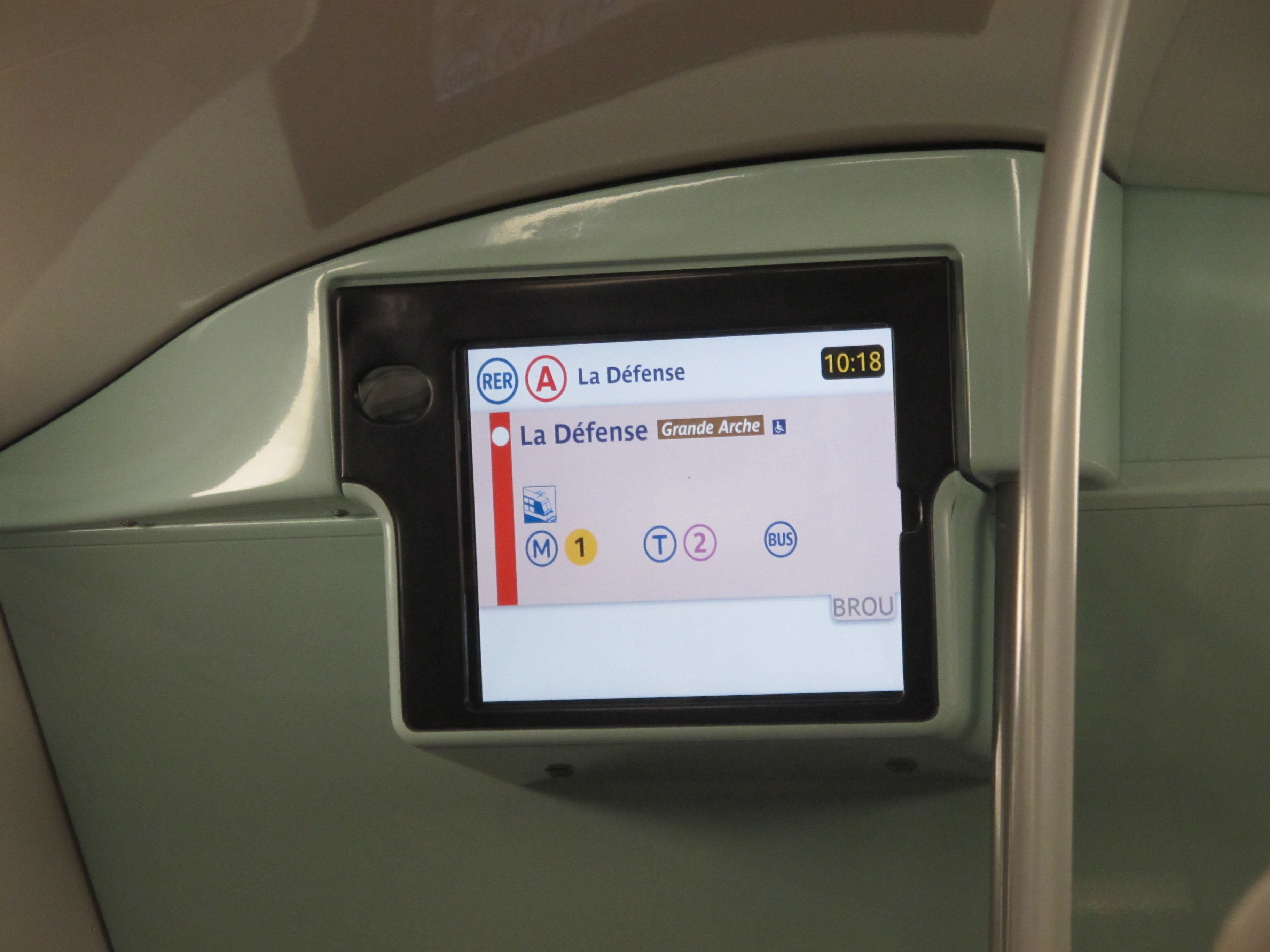
SISVE - Écran LCD.

### Personnel d'exploitation

#### Domaine RATP

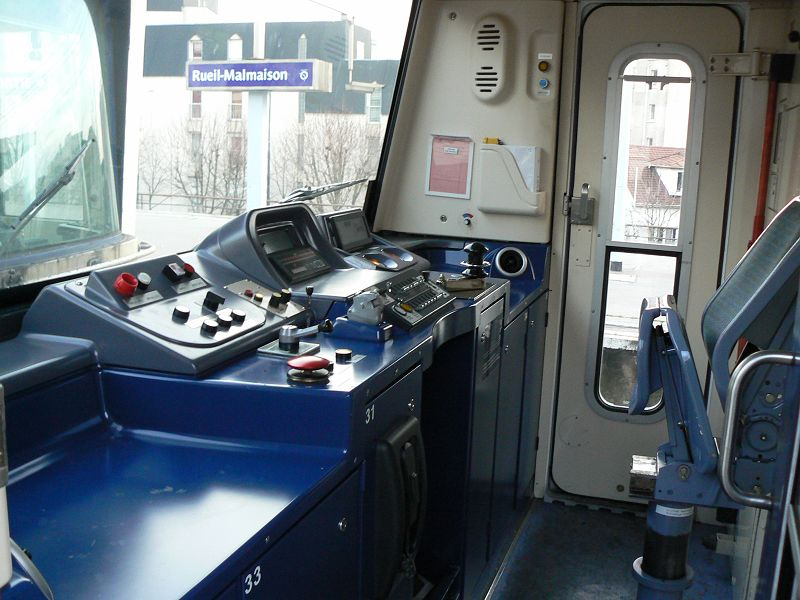
Poste de conduite d'un MS 61 rénové.

##### Conduite des trains
La conduite des trains du réseau est assurée par les conducteurs de la RATP sur la majeure partie de la ligne A (branche de Saint-Germain-en-Laye, tronçon central et branches de Boissy-Saint-Léger et de Marne-la-Vallée - Chessy) ainsi que sur la totalité de la ligne B grâce à l'interopérabilité.
Pour devenir conducteurs du RER A, les candidats doivent avoir au moins dix ans d'ancienneté dans le métro de Paris. La moyenne d'âge des 523 conducteurs de la ligne A du RER est de 45 ans.
L'agent de conduite du RER A est embauché à 2 200 euros brut par mois et peut finir sa carrière à 2 700 euros. Ce salaire est assorti d'une prime de 633 euros. En décembre 2009, le mouvement de grève des conducteurs demandaient 120 à 150 euros de prime en plus pour compenser la hausse de productivité depuis fin 2008. Cette prime pourrait alors atteindre 753 euros.
Les conducteurs du RER travaillent en moyenne 6 h 7 par journée sur une période de sept semaines consécutives, une journée de travail ne pouvant pas dépasser 6 h 30. Ils travaillent cinq week-ends sur sept et leurs 121 jours de repos par an sont ainsi décalés chaque semaine. Ce cycle présente trois plages principales auxquelles le conducteur est affecté chaque semaine. Une le matin qui débute avec le premier train, à 4 h 20, une l'après-midi, nommée « mixte », et une le soir qui se termine à 1 h 45. Il existe de plus deux sous-catégories le matin (début ou fin de matinée) et trois l'après-midi, en fonction de l'heure de prise de service.
Lors de chaque journée de travail, ils réalisent en général deux allers-retours sur la ligne où ils sont affectés. Mais en faisant la moyenne sur une année, en y incluant les journées où ils sont en formation, les journées où ils sont en réserve, affectés à la manœuvre aux dépôts (il n'y a pas de conducteur de manœuvre à la RATP, contrairement à la SNCF), le temps moyen de conduite d'un conducteur de RER à la RATP est de 2 h 50 par jour. Ce temps passé à transporter des voyageurs est qualifié d'« extrêmement faible » par la Cour des Comptes. Le reste du temps est ventilé de la façon suivante : 49 minutes de temps de retournement aux terminus ; 34 minutes de temps de garage et de dégarage (en général à la prise ou à la fin de service) ; 1 h 14 de manœuvre et de passage à la machine à laver ; et 39 minutes de temps mort ou de formation (soit un total de 6 h 6).
Enfin, la plupart des conducteurs du RER partent encore en retraite à 50 ans car ils gagnent une année de cotisation tous les cinq ans du fait de la pénibilité de leur travail. Les agents de la RATP nouvellement embauchés ne bénéficient plus de ce système de bonification.

##### Gestion des lignes et circulations
Les gestions opérationnelles des lignes et de la circulation des trains des lignes RER A et B sont assurées par les chefs de régulation et aiguilleurs des centres de gestion : Poste centralisé de commandement (PCC) de Vincennes (RER A) et de Denfert-Rochereau (RER B). Ces derniers supervisent ainsi l'ensemble de l'exploitation dans le domaine RATP : la commande de tous les aiguillages, la surveillance de l'énergie électrique de traction, la gestion de l'utilisation du matériel roulant, la supervision et l'enregistrement des paramètres relatifs à la circulation des trains. Ils sont en communication radio avec le personnel de conduite.

#### Domaine SNCF

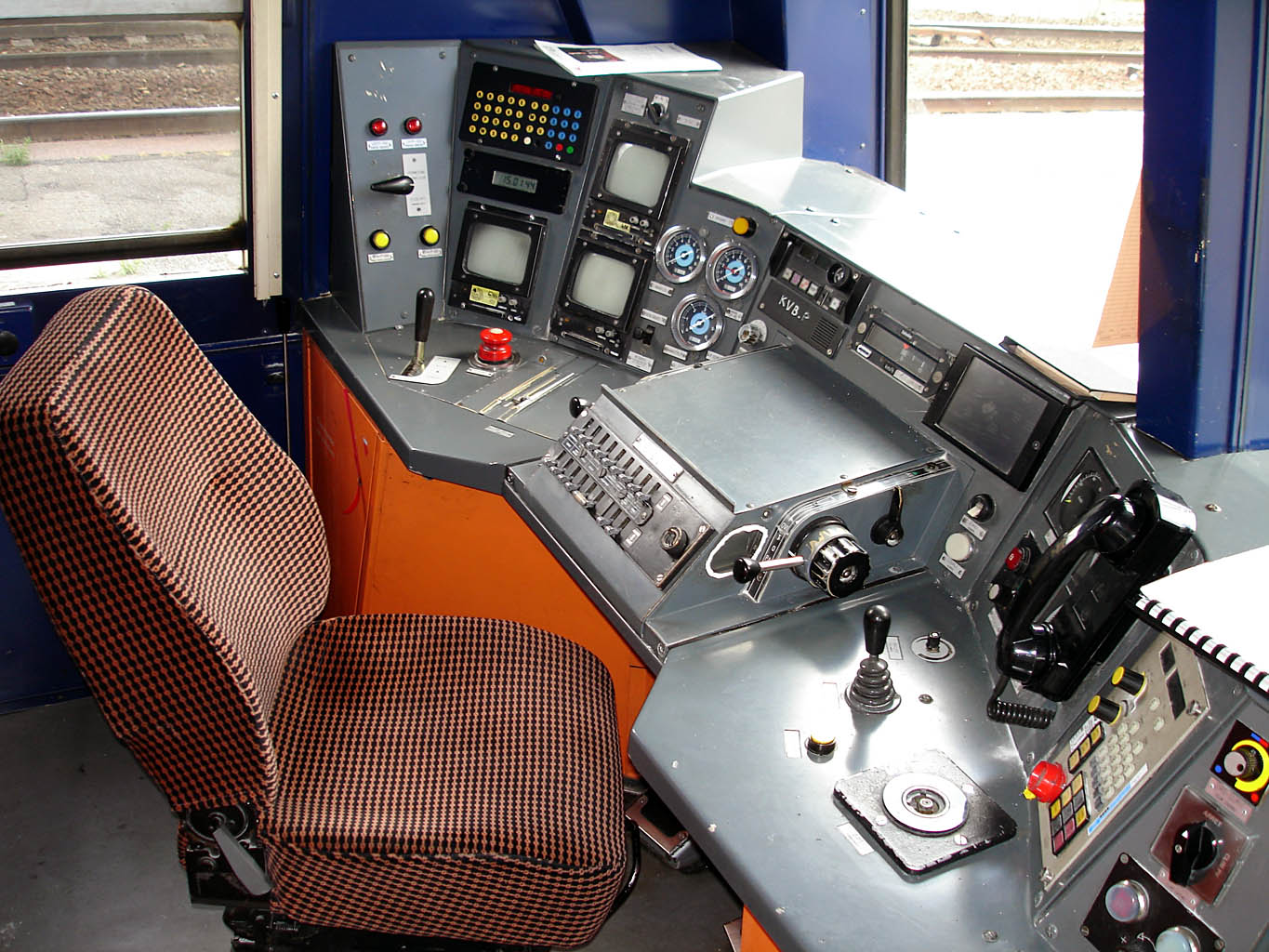
Poste de conduite d'une Z 20500.

##### Conduite des trains
La conduite des trains du réseau est assurée, en exclusivité, par les conducteurs de la SNCF, sur les branches de Poissy et de Cergy de la ligne A (à l'ouest de Nanterre-Préfecture) ainsi que sur la totalité des lignes C, D et E ; par contre, ceux-ci interviennent sur la totalité de la ligne B, tout comme les conducteurs RATP, dans le cadre de l'interopérabilité.

##### Gestion des lignes
La gestion opérationnelle des lignes RER est assurée par les agents des centres opérationnels Transilien (COT). Le COT a pour objectif d'assurer l'exécution du plan de transport de la ligne RER, en prenant si nécessaire les mesures visant à optimiser la gestion des moyens tant en matériel (trains) qu'en personnel (agents de conduite, etc.), que ce soit en situation normale comme en situation perturbée. Le plan de transport exprime les souhaits exprimés par le STIF, l'autorité organisatrice des transports en Île-de-France en termes d'horaires, de dessertes des trains… et détermine entre autres la composition des trains (train court ou long).
Le COT gère également les perturbations qu'elles soient d'origine interne à la SNCF (train en panne, train avarié…) ou d'origine externe (tirages de signaux d'alarme abusifs, vandalisme, agression, obstruction de la fermeture des portes, intempéries, accident de personne…), quitte à adapter le plan de transport afin de permettre un retour à la normale du trafic, le plus rapidement possible et dans les meilleures conditions, en supprimant le minimum de trains et en tentant de réduire les retards. De ce fait, il est également chargé de communiquer à la clientèle, les informations concernant l'état du trafic et, si nécessaire, ses conséquences sur le plan de transport (trains retardés, supprimés, mise en place de bus de remplacement), afin de pouvoir lui offrir la meilleure qualité de service possible.

##### Gestion des circulations
La circulation des trains proprement dite est gérée par les régulateurs des Centres Opérationnels de Gestion des Circulations (COGC). Ces derniers contrôlent des secteurs de circulation et des postes d'aiguillage, de technologie très variée, du poste mécanique des années 1930 au poste d'aiguillage à relais à commande informatique (PRCI). Ils dépendent de SNCF Réseau (propriétaire du RFN depuis la disparition de RFF en 2015), et sont chargés de l'exploitation de l'ensemble des circulations ferroviaires qu'elles soient SNCF (TER, Transilien, Fret…) ou d'autres Entreprises Ferroviaires, tout en garantissant un accès équitable à toutes ces activités et entreprises.

### Tarification et financement

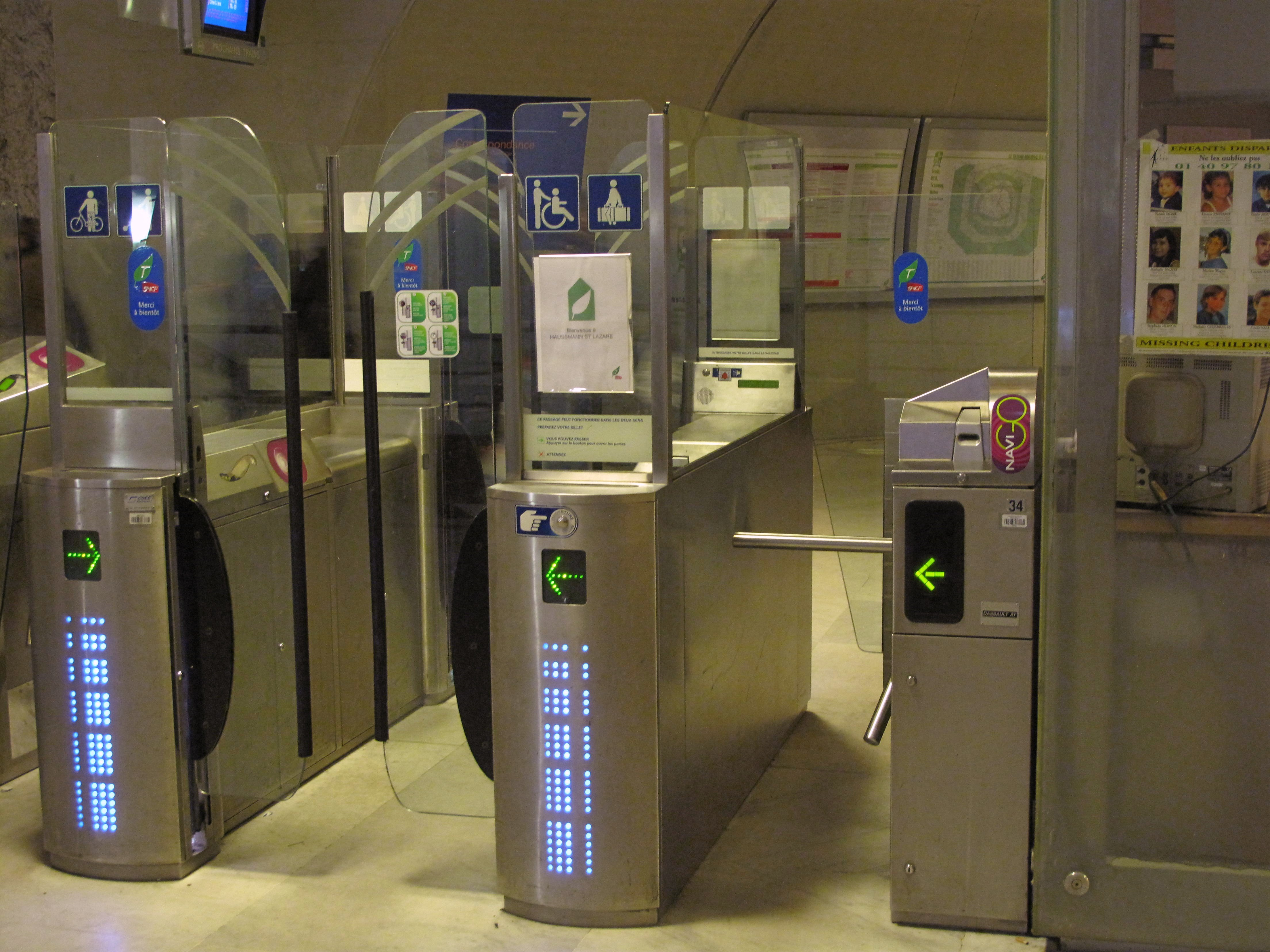
Valideurs Navigo et tickets

#### Tarification
Depuis le 1er janvier 2025, le ticket « métro-train-RER » à 2,50 € remplace les tickets t+ et origine-destination et permet d'utiliser indifféremment le métro, le RER et le Transilien sans restriction de distance à l'exception de l'accès aux aéroports qui nécessitent le ticket « Aéroport » unique à 13 €.
Le prix d'un billet origine-destination variait en fonction de la distance et était plafonné à 5€ maximum depuis mars 2022, à l'exception d'une origine ou une destination comprenant un aéroport. Il pouvait s'acheter au détail ou en carnet. Un carnet de dix billets permettait une économie de 20 % par rapport au prix du billet à l'unité, à plein tarif ou à demi-tarif.

#### Financement
Deux aspects de la progression du RER durant les années 1960 et 70 sont particulièrement remarquables. Le premier est l'échelle spectaculaire et la dépense globale de l'entreprise. Par exemple, deux milliards de francs ont été accordés au projet au seul budget de 1973. Cela correspond grossièrement à 1,64 milliard d'euros de 2010.
Cette dépense conséquente s'explique en partie par le versement transport, impôt léger assis sur la masse salariale des entreprises de la région qui profitent de l'énorme marché de l'emploi mis à leur disposition grâce au RER. Cet impôt fut créé par une loi de juin 1971 et a constitué depuis une source permanente de revenus pour l'investissement de transport en Île-de-France.
Contrairement au vif débat public qui a accompagné la construction du métro soixante-dix ans auparavant, le RER a rencontré peu d'écho médiatique et a été essentiellement décidé dans les salons feutrés des cabinets ministériels. Il y eut en effet peu de consultations publiques sur les dépenses et innovations fiscales prévues. La volonté et même l'idéalisme d'une poignée d'hommes — notamment Pierre Giraudet, directeur général de la RATP — furent décisifs dans l'action de persuasion des ministres afin d'accorder les crédits nécessaires. C'est aussi la conséquence du front uni présenté par la RATP et la SNCF et de leur capacité à rester dans les limites des budgets accordés. Le succès actuel du RER semble prouver que ces dépenses conséquentes furent un bon investissement.
En 2025, le financement du fonctionnement du réseau (entretien, matériel et charges de personnel) est assuré par la RATP et la SNCF. Cependant, les tarifs des billets et abonnements dont le montant est limité par décision politique ne couvrent pas les frais réels de transport. Le manque à gagner est compensé par l'autorité organisatrice, Île-de-France Mobilités, présidée depuis 2005 par le président du conseil régional d'Île-de-France et composé d'élus locaux. Elle définit les conditions générales d'exploitation ainsi que la durée et la fréquence des services. L'équilibre financier du fonctionnement est assuré par une dotation globale annuelle aux transporteurs de la région grâce au versement transport payé par les entreprises et aux contributions des collectivités publiques.

### Trafic
Depuis le début des années 2000, les deux lignes principales (A et B) sont saturées, et leur fonctionnement (par exemple, à travers le taux de ponctualité) se dégrade année après année. La région Île-de-France et l'État, tous deux associés au financement des infrastructures, se renvoient la balle du laisser-aller et des sous-investissements récurrents durant les deux dernières décennies.
En 2008, les gares les plus fréquentées sont (en millions de voyageurs entrants) : Gare du Nord (44,0), Gare de Lyon (30,6), La Défense (28,9), Nanterre-Préfecture (21,6), Châtelet - Les Halles (14,8), Val de Fontenay (11,2), Charles-de-Gaulle - Étoile (10,1), Saint-Michel - Notre-Dame (8,7), Massy - Palaiseau (7,3) et Noisy-le-Grand-Mont d'Est (7,0).

## Projets de développement

### Sixième ligne de RER entre Saint-Lazare et Montparnasse

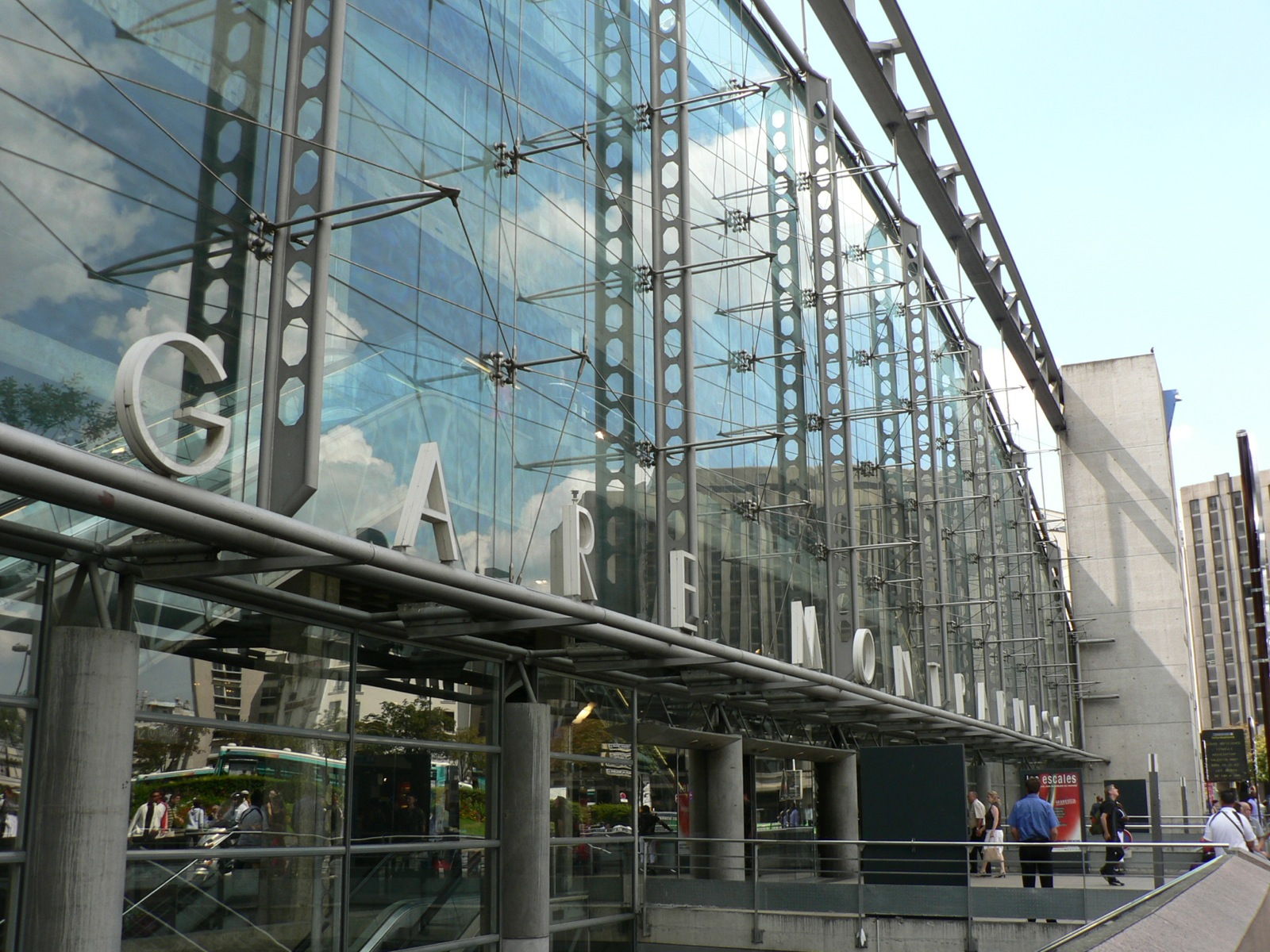
La gare de Paris-Montparnasse, en août 2005.

Un second axe de RER nord-sud, reliant les gares Montparnasse et Saint-Lazare, est régulièrement évoqué depuis le schéma directeur de 1965 mais n'a jamais été réalisé, principalement pour des raisons budgétaires. Les remaniements du schéma initial ont finalement conduit à préférer l'ancienne ligne de Sceaux comme ligne nord-sud, donnant naissance au RER B. La jonction des anciennes lignes 13 et 14 du métro, opérée par la RATP en 1976 grâce à la construction d'un tunnel entre Saint-Lazare et Invalides, avait en partie pour but de se substituer à cette liaison.
La saturation progressive de la nouvelle ligne 13 a toutefois relancé le débat sur une liaison à grand gabarit entre les gares Saint-Lazare et Montparnasse. Dans le projet de 1965, cette ligne devait relier Trappes à Cergy-Pontoise via des infrastructures majoritairement nouvelles. Un nouveau tunnel aurait été percé dans Paris, avec des stations intermédiaires à Auber et Montparnasse ainsi qu'aux Invalides. Dans le schéma directeur de 1994, la correspondance avec le RER C devait plutôt s'effectuer à la gare du Musée d'Orsay et la ligne devait desservir la Seine-Aval jusqu'à Mantes-la-Jolie et Ermont au nord-ouest, Rambouillet et Plaisir au sud-ouest. Devant les défauts du tracé initial (coût du tronçon central, desserte en quasi-boucle des banlieues Ouest et Sud-Ouest), cette option a finalement été écartée au profit de l'extension du RER E à Mantes-la-Jolie.
En mars 2009, la Fédération nationale des travaux publics a inclus la « 6e ligne RER ESOPE entre Saint-Lazare et Montparnasse » dans sa proposition de « 10 000 projets pour rebondir face à la crise ». Cette ligne comporterait une station intermédiaire à Invalides. Elle améliorerait considérablement l'accès à la gare Montparnasse qui reste actuellement l'un des points noirs des transports en commun en Île-de-France. Grâce notamment à la correspondance avec la ligne E à Haussmann - Saint-Lazare, les voyageurs disposeraient d'un accès rapide, d'une part à la zone d'affaire de la Défense (après prolongement vers l'ouest de la ligne E, jusqu'à Nanterre - La Folie, en 2024), d'autre part au pôle d'échange de Magenta / Gare du Nord / Gare de l'Est et un accès direct à l'Est de Paris.
En 2009, Nicolas Sarkozy a évoqué la possibilité d'une liaison ferroviaire souterraine Saint-Lazare – Montparnasse, c'est-à-dire un projet semblable au RER F, mais le sujet n'a plus été abordé par la suite.
Le projet n'est pas évoqué dans le schéma directeur de la région Île-de-France (SDRIF) approuvé en 2013, rendant sa réalisation très improbable à court et moyen terme.

### Création de nouvelles gares

#### RER E: Gare de Villiers - Champigny - Bry
Une nouvelle gare sur le RER E doit être ouverte en 2027, entre la gare des Boullereaux-Champigny et celle de Villiers-sur-Marne - Le Plessis-Trévise, pour assurer la correspondance avec la ligne 15 du Grand Paris Express (station Villiers-Champigny-Bry). Elle se situera au nord du chemin des Boutareines, près du pont par lequel le futur bus en site propre Altival franchira les voies du RER E,,. Les quais de la station de métro de la ligne 15 du Grand Paris Express seront à une profondeur de 21 mètres.
Implantée au sud de Bry-sur-Marne et de l'autoroute A4, sur le territoire de la commune de Villiers-sur-Marne, la gare RER desservira notamment le centre équestre, la zone d'activité des Maisons Rouges, la ZAC des Armoiries et celle des Boutareines. Les utilisateurs bénéficieront de nombreux commerces et services. L'implantation de la gare est un sujet complexe, car à cet endroit, où de nombreux trains se croisent, il n'y a actuellement que deux voies (entre Les Boullereaux et Villiers - Le Plessis-Trévise). La construction de la gare est déclarée d'utilité publique le 18 décembre 2018.

### Extension de lignes existantes

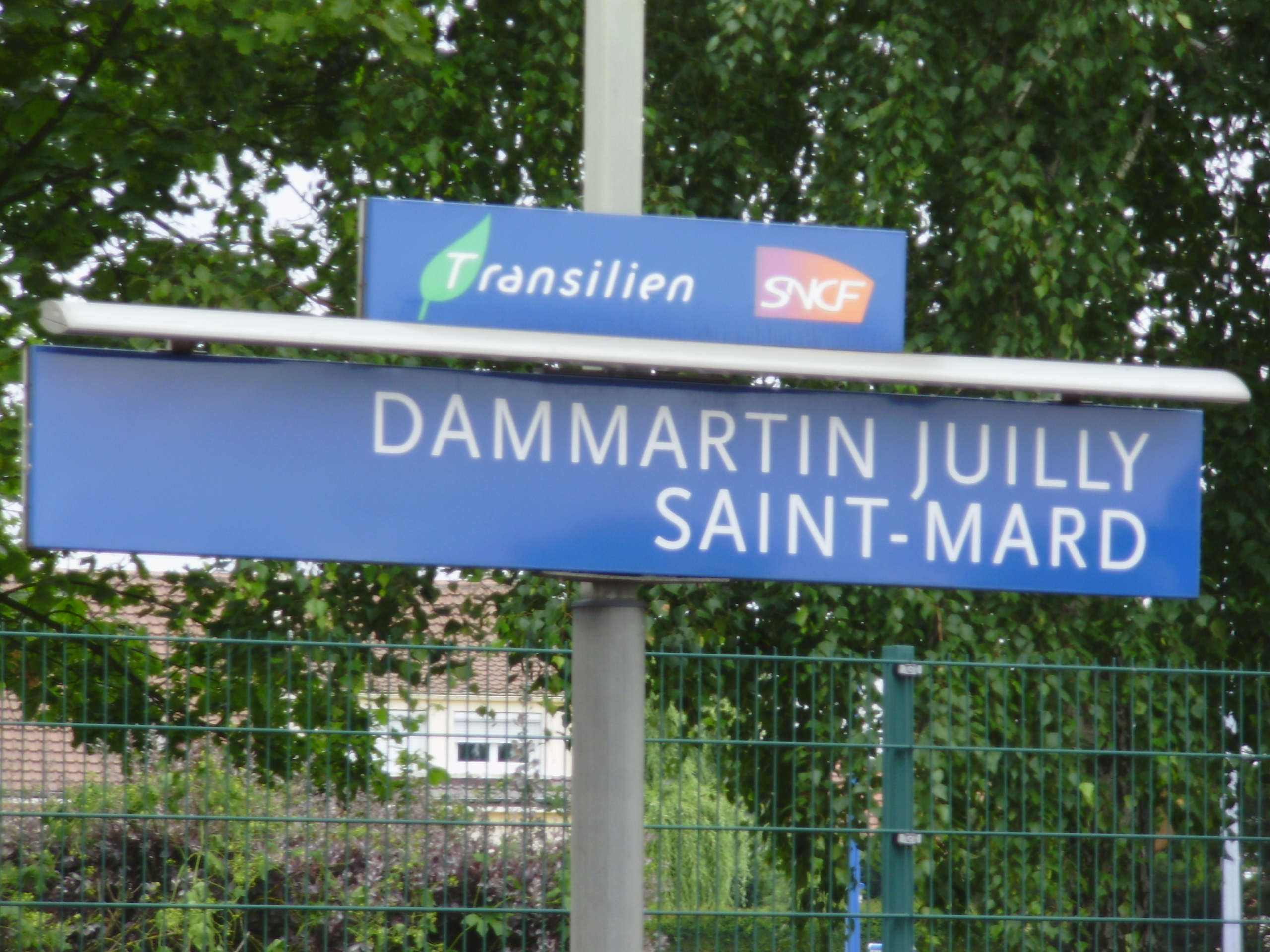
La ligne pourrait, d'ici quelques années, être prolongée de Mitry à Dammartin.

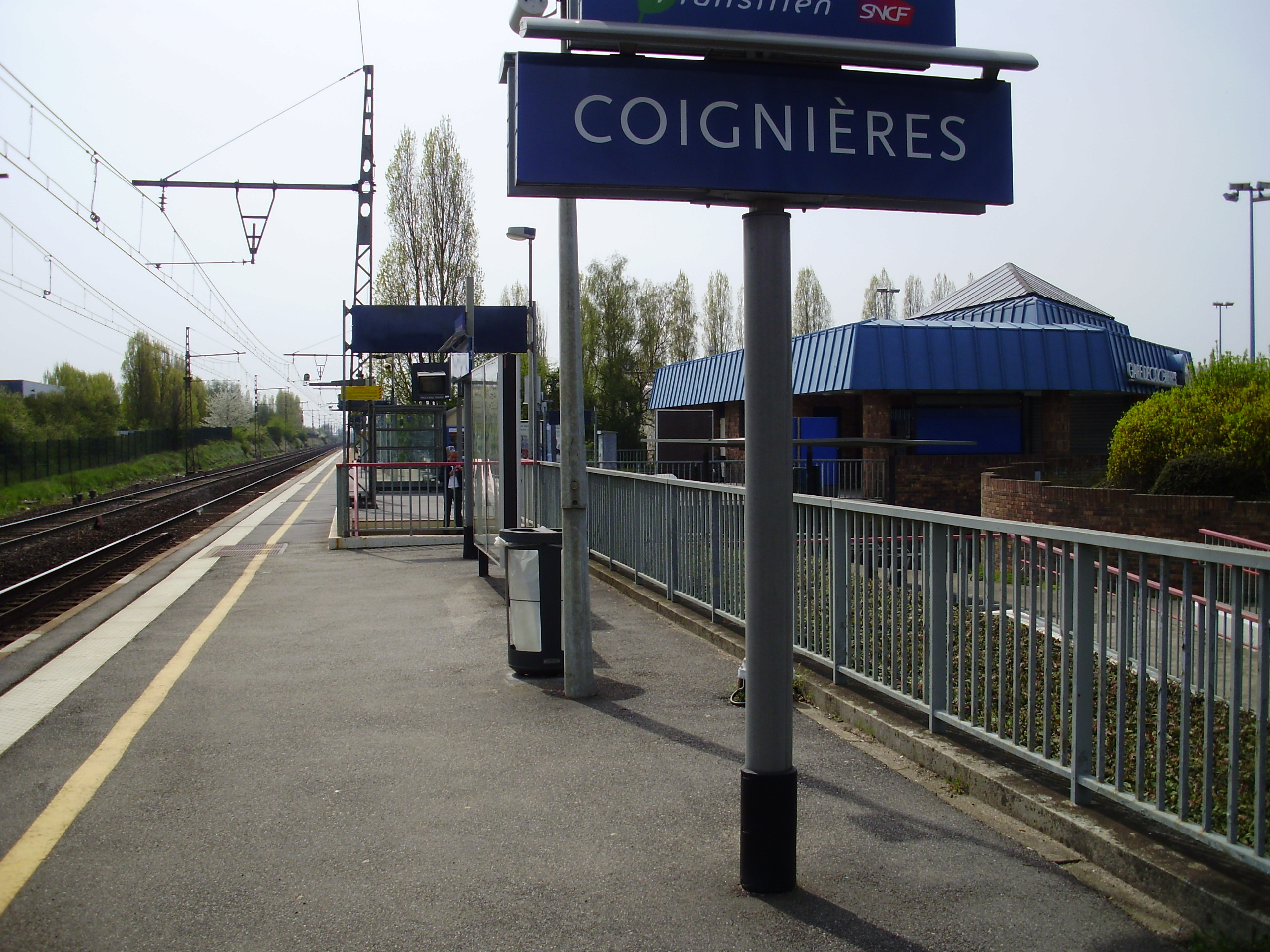
La gare de Coignières en avril 2010.

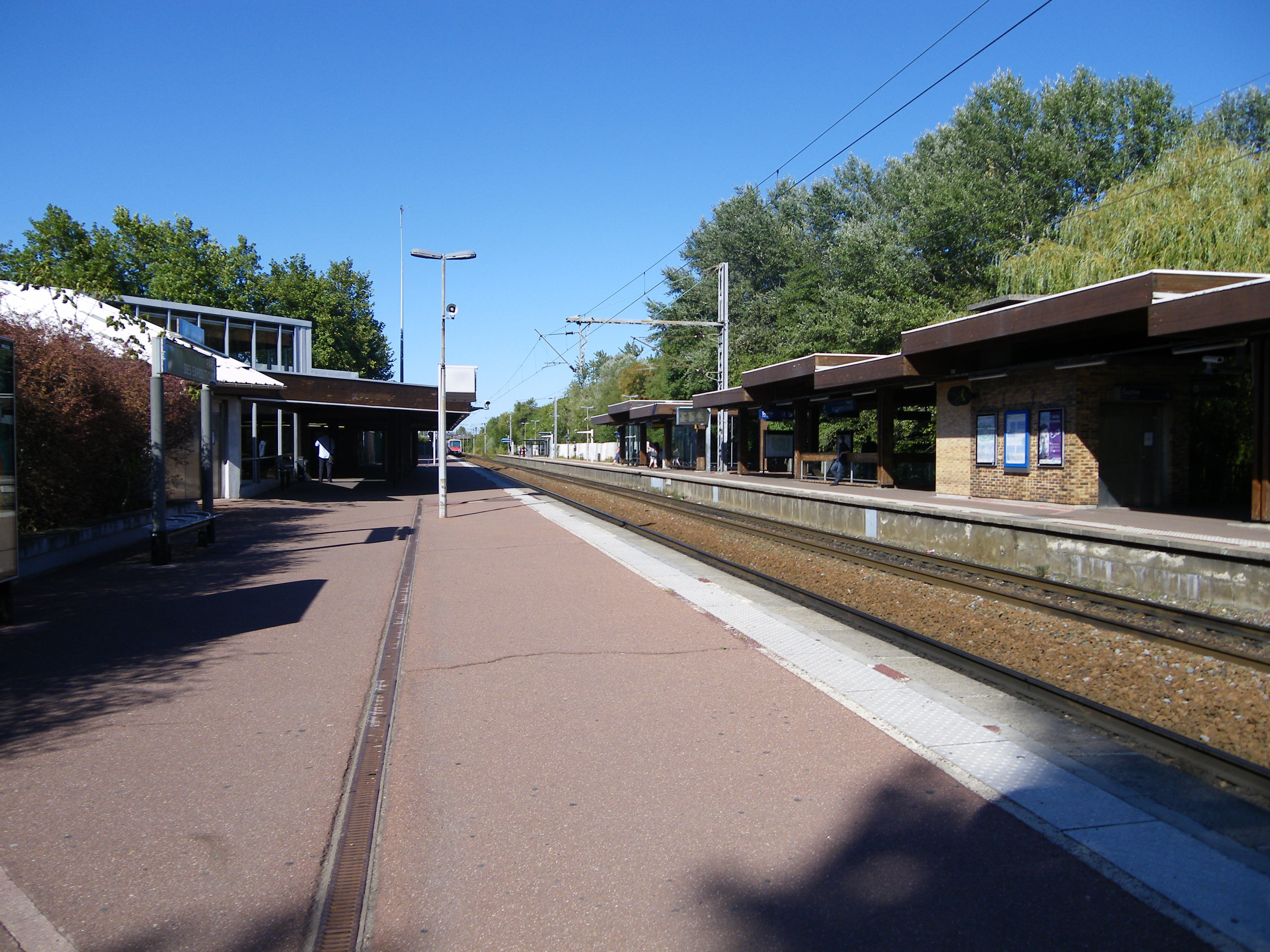
La gare du Parc des Expositions, avant le début des travaux RER B Nord +, en août 2009.

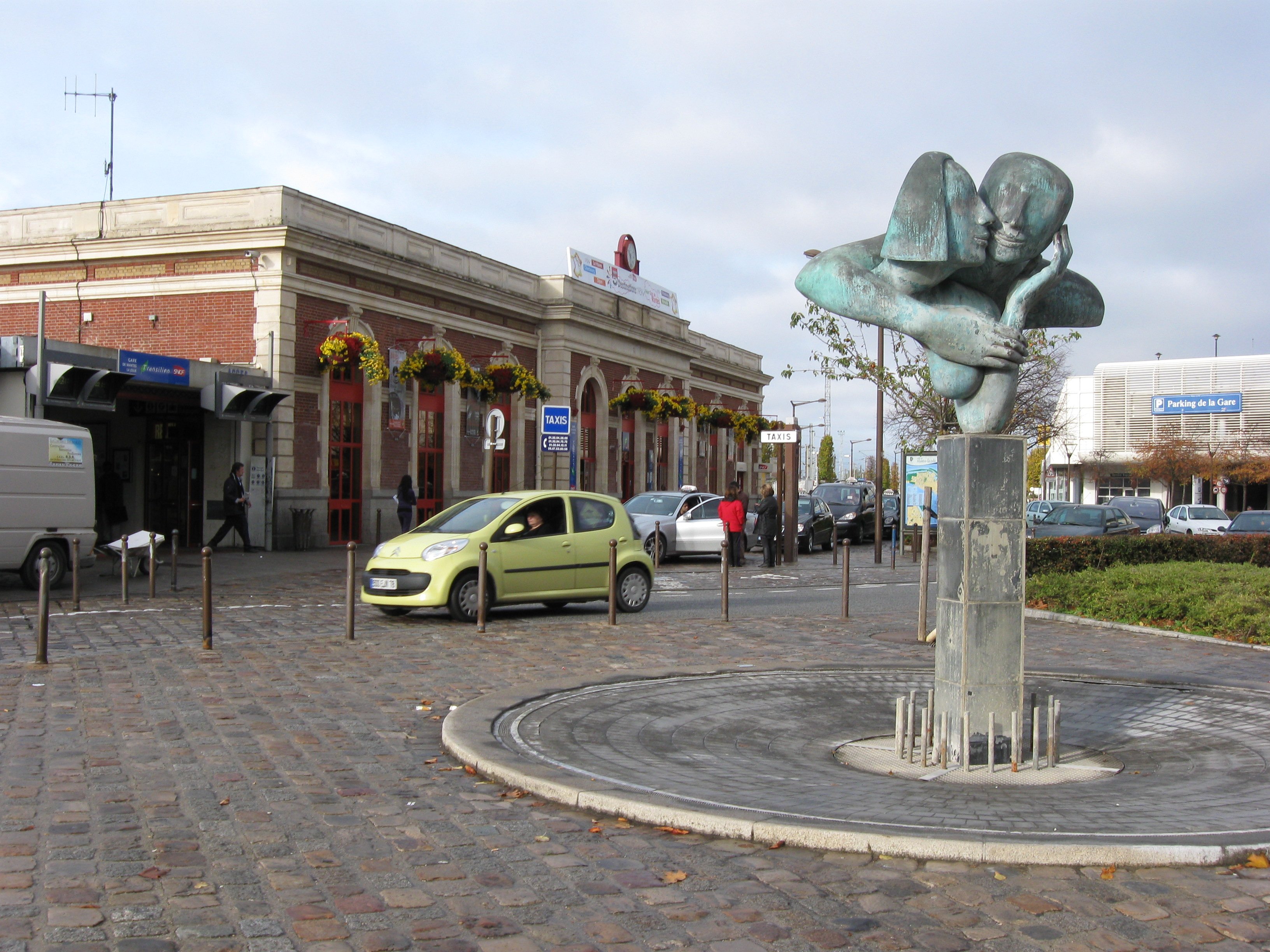
La gare de Mantes-la-Jolie, en novembre 2009.

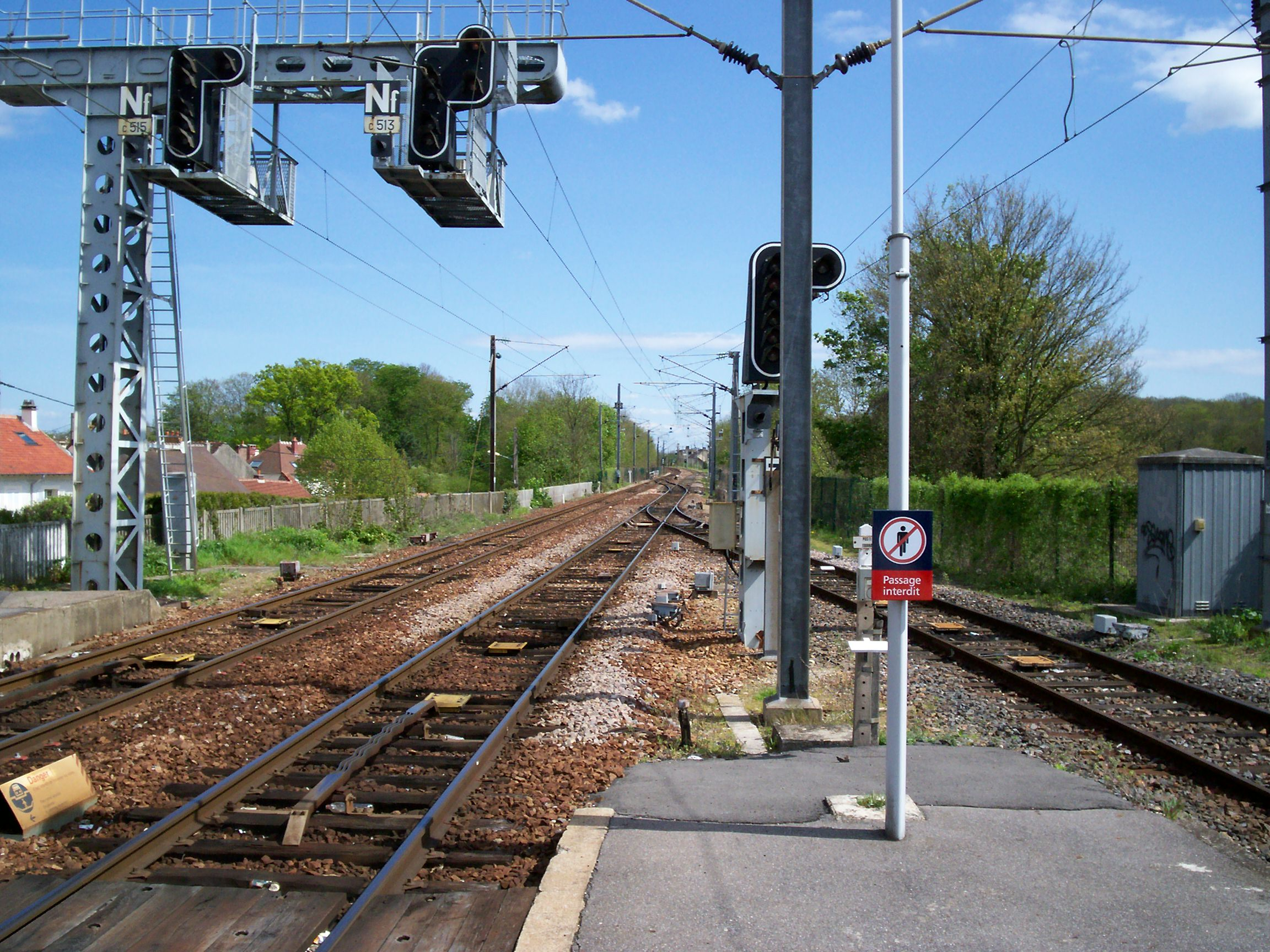
En direction du Val Bréon, depuis la gare de Tournan, en avril 2008.

#### RER B à Dammartin-en-Goële
Une extension de la ligne B du RER de la gare de Mitry - Claye jusqu'à la gare de Dammartin - Juilly - Saint-Mard était prévue en phase 3 (horizon 2021-2027) du schéma directeur de la région Île-de-France (SDRIF), adopté par délibération du conseil régional d'Île-de-France le 25 septembre 2008, mais qui ne fut pas rendu exécutoire.
Le schéma directeur de la région Île-de-France 2030 (SDRIF), adopté par le conseil régional d'Île-de-France le 18 octobre 2013 et approuvé par décret après avis du Conseil d'État le 27 décembre 2013, a repris ce projet de prolongement, mais a repoussé l'échéance de mise en service (après 2030).
Cette extension se ferait avec la création d'une nouvelle gare, adaptée à la fonction de terminus, probablement sur la commune voisine de Rouvres. Elle viendrait remplacer l'actuelle gare de Saint-Mard, ancienne et inadaptée à un tel projet.

#### RER C à Coignières
Le déplacement du terminus de la gare de Saint-Quentin-en-Yvelines - Montigny-le-Bretonneux à la gare de Coignières a été inscrit en phase 1 (horizon 2013-2020) du schéma directeur de la région Île-de-France (SDRIF) adopté par délibération du conseil régional d'Île-de-France le 25 septembre 2008, mais non rendu exécutoire. Ce projet important pour la desserte de l'agglomération de Saint-Quentin-en-Yvelines (amélioration de la desserte des gares de La Verrière et Trappes, et maîtrise de la fréquentation (importante) de la gare de Saint-Quentin-en-Yvelines - Montigny-le-Bretonneux) a toutefois été retardé en raison des coûts élevés d'infrastructure nécessaires, dépassant 120 millions d'euros aux conditions économiques de juin 2008. Le projet suppose que des travaux soient réalisés sur la ligne, notamment pour sécuriser la traversée de Trappes.
Le SDRIF approuvé en 2013 a repris ce projet de prolongement, mais a repoussé l'échéance de mise en service (après 2030).

#### RER D à Villepinte
Le schéma directeur de la région Île-de-France (SDRIF) propose l'ouverture d'une nouvelle branche au nord, utilisant une infrastructure à créer, dite « barreau de Gonesse », entre la gare de Villiers-le-Bel - Gonesse - Arnouville et celle du Parc des Expositions (RER B). Cette infrastructure permettrait alors la desserte de l'aéroport de Paris-Charles-de-Gaulle, soit par une correspondance avec le RER B, soit directement (en cas de partage de l'infrastructure utilisée par le RER B), tout en desservant le triangle de Gonesse, pôle de développement économique dont l'aménagement sera prochainement fixé, et qui pourrait accueillir des milliers d'emplois.
Le dossier d'objectifs et de caractéristiques principales approuvé par le STIF en 2011 prévoit la création d'une nouvelle branche du RER D, d'une longueur de 11,4 kilomètres, entre la gare de Villiers-le-Bel - Gonesse - Arnouville et celle du Parc des Expositions afin de permettre la correspondance avec le RER B. Une gare intermédiaire est prévue à Gonesse. Elle devrait être parcourue en dix minutes, par les trains actuellement terminus Villiers-le-Bel prolongés. Elle serait conçue pour une vitesse maximale de 120 km/h, avec ponctuellement en raison notamment des contraintes d'insertion, des limitations à 90, 80 voire 60 km/h. Elle serait desservie à raison de quatre trains par heure (1 train par quart d'heure) et par sens, tout au long de la journée. Alors que sa mise en service était envisagée pour 2020, le projet est en 2017 jugé non prioritaire par le vice-président du conseil régional chargé des transports, Stéphane Beaudet.

#### Prolongements du RER E

##### Prolongement à Mantes-la-Jolie
Le prolongement de la ligne E du RER d'Île-de-France à l'ouest de Paris, est conduit par Île-de-France Mobilités, autorité organisatrice des transports franciliens. Il consiste à prolonger la ligne RER, de la gare d'Haussmann - Saint-Lazare à celle de Mantes-la-Jolie en passant par le quartier d'affaires de La Défense et Nanterre. Il ouvre en juin 2024 jusqu'à Nanterre-La Folie. Son ouverture totale jusqu'à Mantes-la-Jolie est prévue pour 2026.

##### Prolongement au Val Bréon
Le projet consiste à prolonger la ligne du RER E sur 3,5 kilomètres, de la gare de Tournan au Val Bréon, l'une des plus grandes zones d'activités logistiques d'Île-de-France. Cette zone d'activités dispose d'entrepôts très vastes dans lesquels on trouve, entre autres, les enseignes Conforama, Ikea et Castorama. Elle abrite aujourd'hui plus de 1 000 emplois.
La nouvelle gare terminus du Val Bréon sera une « gare expérimentale du XXIe siècle », c'est-à-dire d'un nouveau type, non seulement au niveau architectural mais également au niveau environnemental, explique Vincent Éblé, président du conseil départemental de Seine-et-Marne. En effet, elle sera multimodale, écologique, accessible à vélo comme en bus, innovante dans ses fonctions, n'étant pas seulement un lieu de transit. Elle offrira également de nombreux services à ses voyageurs, comme l'accueil petite enfance, la conciergerie. On devrait également y trouver entre autres un bureau de poste, une bibliothèque, des commerces.
Le SDRIF 2030 approuvé en 2013 a inscrit ce projet de prolongement dont la mise en service est prévue avant 2030.

##### Prolongement à Meaux
Ce prolongement de la branche de Chelles est prévu par le SDRIF 2030 approuvé en 2013. Sa mise en service est envisagée après 2030.

### Modernisation et réalisation d'infrastructures

#### RER A/B/D/E: Système d'exploitation NExTEO
Le nouveau système d'exploitation des trains (NExTEO) est un système de gestion des trains et d'aide à la conduite en cours de développement par la SNCF, SNCF Réseau et la RATP, destiné aux lignes de trains de banlieue desservant principalement les gares d'Île-de-France, mais pouvant avoir des ramifications en Haute-Normandie, en Picardie et en région Centre-Val de Loire.
Le système sera adapté aux trains Transilien et aux RER gérés par la SNCF ainsi qu'à la partie du RER A gérée par la RATP et sera interopérable avec les lignes du réseau non équipées. Ce système devrait permettre une augmentation de l'offre de 25 % par rapport à une signalisation classique. L'objectif de la SNCF et de SNCF Réseau est de pouvoir atteindre un trafic de 40 trains par heure et par sens, grâce notamment à une augmentation de la vitesse des trains.
Le système devrait être prêt d'ici 2022[Passage à actualiser] pour le prolongement du RER E vers l'ouest et pour le renouvellement et l'extension de SACEM sur le RER A.
Il sera également installé sur les RER B et D en lien avec l'arrivée des MI 20 et des Z 58500 sur les parcours suivants :
- de Stade de France - Saint-Denis à Villeneuve-Saint-Georges sur le RER D et de La Plaine - Stade de France à Saint-Michel - Notre-Dame sur le RER B en 2026[112] ;
- extension à Bourg-la-Reine en 2027 ;
- extension à Robinson, Sevran - Beaudottes et Sevran - Livry en 2028 ;
- extension à Saint-Rémy-lès-Chevreuse en 2029.

#### RER B/D: Doublement du tunnel Châtelet – Gare du Nord
Le schéma directeur de la région Île-de-France (SDRIF) propose la construction d'un second tunnel entre Châtelet - Les Halles et Paris-Nord afin de mettre fin à l'exploitation en tronc commun des lignes B et D, véritable point noir du réseau francilien.
Depuis 1987 et la mise en service de la ligne D, la fiabilité de la ligne B s'est détériorée. Si, entre Châtelet - Les Halles et Paris-Gare-de-Lyon, on construisit un tunnel destiné à la ligne D, parallèle à celui utilisé par la ligne A, une opération similaire ne fut pas prévue, en revanche, pour le tronçon entre Châtelet - Les Halles et Paris-Nord. La solution la plus économique consista donc à faire circuler les rames de la ligne D dans le tunnel déjà utilisé par la ligne B. Projeté depuis longtemps, la réalisation du projet est jugée nécessaire par l'État et la Région, le 26 janvier 2011, dans le cadre des grandes orientations des transports en commun en Île-de-France jusqu'en 2025.
De ce fait, il a été décidé de réaliser en urgence des études sur le tunnel supplémentaire, expliquant ainsi le fait que lors de son conseil d'administration du 7 décembre 2011, le Syndicat des transports d'Île-de-France (STIF) ait décidé de les lancer, après avoir approuvé leur financement (études exploratoires et de faisabilité) pour un montant de 1,3 million d'euros. Ces études seront réalisées par Réseau Ferré de France (RFF) et entièrement financées par le STIF.
Destiné à faciliter la vie des 1,2 million de voyageurs quotidiens des RER B et D empruntant chaque jour les trains passant par ce tunnel long de trois kilomètres, le projet de doublement de ce tunnel est régulièrement évoqué afin de faire face aux irrégularités des lignes B et D du RER, conséquences directes des incidents se produisant sur l'une des deux lignes, ainsi qu'à l'impossibilité de davantage augmenter le nombre de passages de trains sur chacune des lignes. Ce tunnel est considéré comme le plus chargé d'Europe, en accueillant, depuis 2014, 32 trains par heure dans chaque sens aux heures de pointe (vingt du RER B et douze du RER D).
En complément du schéma directeur de la ligne, cette étude, d'une durée d'un an, permettra de recenser et d'analyser les réflexions déjà engagées, et de préciser les différentes possibilités de tracé, leur faisabilité technique et leur coût. Pour ce faire, dans un premier temps, elle identifiera, parmi l'ensemble des possibilités, les solutions techniques les plus vraisemblables, qu'elle étudiera ensuite notamment en précisant les conditions d'intermodalité à Gare du Nord et à Châtelet - Les Halles, les impacts sur l'exploitation et les gains prévisibles sur la régularité et la robustesse. Cette étude permettra enfin d'affiner le coût de l'opération, le planning, l'impact des travaux.
Le futur équipement NEXTEO prévu permet de temporiser le besoin d'un nouveau tunnel.
En août 2022, SNCF Réseau, responsable de la gestion des voies du tunnel Châtelet/Gare du Nord, a fait savoir qu'il renonce à Nexteo et qu'il n'y aura donc pas d'augmentation du nombre de rames pouvant circuler dans ledit tunnel. Néanmoins, après intervention des différents acteurs, le financement du projet a été réintégré au CPER 2023-2027.

### Renouvellement du matériel roulant

#### RER B: futur matériel roulant MI 20
Le MI 20 (nom de projet : MI NG) est un futur matériel roulant visant à remplacer les anciennes rames MI 79 et MI 84 du RER B. L'appel d'offres pour ce matériel est lancé le 28 juin 2018 pour une signature escomptée à la mi-2020 dans le but de permettre une première circulation des nouvelles rames en 2025 (rame d'essai en 2024). Il s'agirait de rames mixtes (un niveau/deux niveaux) conçues pour tenir compte des quais en courbe des branches sud du RER B.
La crise de la pandémie mondiale de Covid-19 repousse au cours de l'année 2020 l'attribution du marché du MI NG. Le financement de 146 nouvelles rames est approuvé en décembre 2020 par Île-de-France Mobilités et porte à présent le nom MI 20.
La passation de ce marché des rames doit s'effectuer durant ce même mois par les deux entreprises clientes, RATP et SNCF, qui devront porter leurs choix sur les offres d'Alstom et du consortium CAF/Bombardier.
Fin décembre, la RATP et la SNCF décident de déposer un pourvoi en cassation à l'encontre de la décision du tribunal judiciaire de Paris pour réviser les termes de la procédure d'appel d'offres, suspendant la procédure de passation du marché de commande des rames MI 20 et la repoussant en conséquence à la fin de janvier 2021.
Fin janvier, Alstom dépose un recours suspensif en référé devant le tribunal administratif de Paris, ce qui suspend encore la signature du contrat qui devait être conclu le 25 janvier où le groupement adverse CAF/Bombardier fut pressenti pour l'attribution du marché,. Ce nouveau report de la date de signature de contrat intervient dans un contexte où Alstom finalise l'acquisition de Bombardier Transport qui a lieu le 29 janvier 2021. À présent société-mère de son ex-concurrent, Alstom annonce début février renoncer à assumer l'offre déposée par Bombardier pour des raisons technico-financières.
Un accord est trouvé mi-avril pour que le consortium Alstom-Bombardier/CAF honore le marché. La livraison de la première rame est prévue pour fin 2025.

#### RER D/E: futur matériel roulant Z 58000/58500
Le Syndicat des transports d'Île-de-France (STIF) anticipant les futurs besoins en matériel roulant pour les réseaux, notamment dans la perspective du prolongement du RER E à l'ouest en 2022, a exprimé ses attentes pour le futur matériel RER pour permettre à la SNCF de lancer, sous sa responsabilité, un appel d'offres auprès de constructeurs, en vue de concevoir et construire ces nouveaux trains.
Les fonctionnalités de ce futur matériel roulant RER ont été définis par le STIF en réponse aux remarques et aspirations des usagers exprimées, notamment durant le débat public sur le prolongement du RER E à l'ouest, et à l'occasion d'une enquête réalisée par le STIF auprès d'un panel de voyageurs. Elles permirent de mettre en évidence quatre thèmes principaux : intérieur spacieux garantissant la fluidité des déplacements y compris entre les voitures, aménagement agréable (confort des sièges, luminosité, ambiance sonore, design), informations disponibles à bord des trains (correspondances, état du trafic…), et une forme moderne.
Le futur matériel roulant devra être fiable, permettre des montées-descentes ainsi que des circulations intérieures fluides, avec des performances d'accélération permettant d'offrir un service rapide et ponctuel, une forte capacité d'accueil, tant en places assises que debout. Il devra être équipé d'un comptage automatique des voyageurs afin de permettre de connaître la fréquentation réelle des lignes. Il devra être équipé d'un système d'information voyageur embarqué en temps réel (affichages et messages sonores), être confortable (dimension des sièges, réduction du bruit à bord, ventilation, chauffage…) et doté d'un système de vidéosurveillance.
Les futurs trains devront avoir une faible empreinte environnementale sur l'ensemble de leur cycle de vie, une faible consommation énergétique, grâce à l'utilisation de techniques efficientes (ventilation, chauffage, écrans, luminaire…) et n'émettre que de faibles nuisances sonores pour les riverains des voies. Ils adopteront enfin les principes d'habillages intérieurs et extérieurs de la charte du matériel roulant francilien STIF.
Le principe de financement à 100 % des soixante-et-onze trains supplémentaires nécessaires à l'exploitation du prolongement du RER E à l'ouest a été approuvé. D'autres déploiements pourront être envisagés, notamment sur le RER D.
Le 11 janvier 2017, après deux appels d’offres sans réponse, la SNCF choisit l'offre du consortium Alstom-Bombardier en vue du renouvellement des rames des lignes D et E du RER. La commande porte sur 255 rames Z 58000/58500 RER NG à partir de 2021 dont 125 pour la ligne D et 130 pour la ligne E,.

#### RER C: futur train de banlieue Z 2N-NG
Les Z 2N-NG sont de futures rames automotrices de banlieue en région Île-de-France, destinées à la ligne C du RER ainsi qu'à la ligne P du Transilien afin de remplacer les Z 20500.
Le conseil régional d'Île-de-France a lancé une étude fin 2019 sur ce nouveau matériel, destiné à remplacer les Z 2N, dont les livraisons pourraient intervenir à partir de 2028, ses caractéristiques techniques n'étant pas encore précisées,,.

## Impacts sociaux, économiques et culturels

### Impact socio-économique

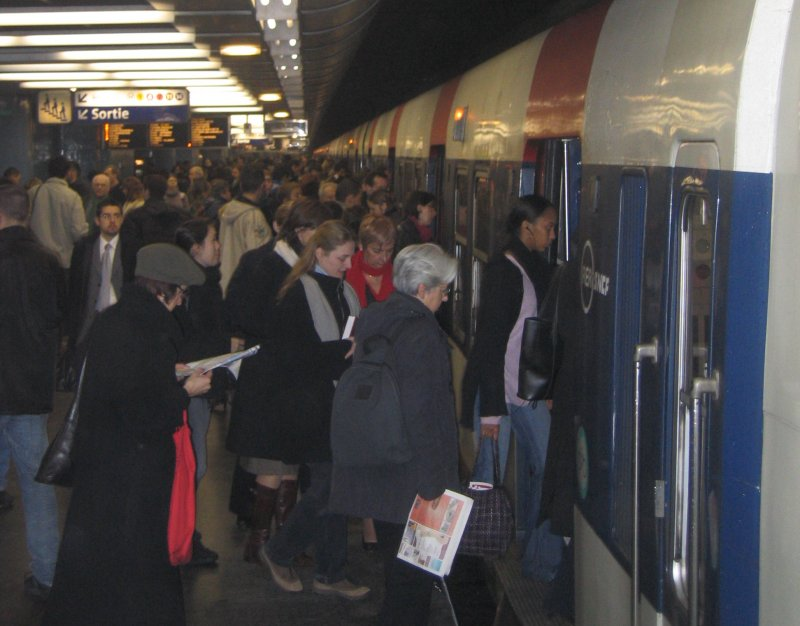
Foule sur le quai du RER B en gare de Châtelet - Les Halles.

L'impact social et économique du RER est difficile à estimer. Les temps de parcours, particulièrement sur les axes est-ouest et nord-sud, ont été réduits de façon spectaculaire. Grâce à la gare centrale de correspondance de Châtelet - Les Halles, même les voyages en diagonale d'une ligne à l'autre sont plus rapides qu'avec les correspondances antérieures via le réseau du métro. De ce fait, le réseau a rencontré un extraordinaire succès populaire depuis son ouverture.
Ce succès a un revers car les lignes A et B ont été assez rapidement saturées, excédant de loin toutes les espérances de trafic : jusqu'à 55 000 voyageurs par heure et par sens sur la ligne A, la plus saturée, chiffre le plus élevé au monde hors Japon.
Malgré des fréquences de desserte proches des deux minutes sur le tronçon central de la ligne A, rendues possibles par l'installation d'un nouveau système de signalisation en 1989 (SACEM) et l'introduction partielle de trains à deux niveaux (MI2N) depuis 1998, la ligne A reste particulièrement saturée aux heures de pointe.
Alors que le métro ainsi que les transports de surface souffrent également d'une relative saturation de nos jours (et sont significativement plus lents), l'apport du RER à l'économie de la région Île-de-France ne peut être contesté.
Utilisé pour des voyages de loisir, le RER ne représente pas moins qu'une révolution. En rapprochant des banlieues éloignées du centre de Paris, le réseau a significativement aidé la réintégration d'une capitale traditionnellement « insulaire » avec sa périphérie. On peut constater l'évidence de cet impact social à Châtelet - Les Halles, dont le quartier est à l'heure actuelle largement fréquenté par les habitants de la banlieue en soirée et les fins de semaine.
Selon plusieurs enquêtes réalisées entre 2001 et 2019 auprès de Franciliens, le RER occupe la première place du transport le plus anxiogène devant le métro, le train de banlieue, le bus et le tramway. En 2017, 31 % des Franciliens déclarent y avoir parfois peur d'être volés ou agressés ce qui présente un taux stable depuis 2001.

### Le RER dans la culture
Le RER a inspiré l'écrivain François Maspero qui dans Les Passagers du Roissy-Express explore une à une les villes traversées par la ligne B. Dans Journal du dehors, Annie Ernaux note ses impressions de passagère de la ligne A Paris-Cergy.
Le réseau, emblématique de la banlieue parisienne, a inspiré plusieurs réalisateurs de cinéma. Plusieurs films l'intègrent dans leur scénario, Subway, Buffet froid, Ceux qui restent, Paris vu par…, Le Samouraï, et bien sûr La Fille du RER, le film homonyme. Plus largement, le film Elle court, elle court la banlieue évoque dès les années 1970 la condition de banlieusard, passant de nombreuses heures de sa vie dans des trains de banlieue pour ses trajets quotidiens.
La chanson s'est également inspirée de l'univers du RER, celui des banlieusards repoussés aux confins de l'agglomération parisienne et condamnés à cet univers quotidien routinier, sombre et limité entre grisaille et graffitis. On peut citer perdue dans le RER chanson du groupe rock La Souris déglinguée, extrait de l'album Tambour et Soleil en 1995, la chanson et l'album Châtelet les Halles de Florent Pagny en 2001 dont le nom illustre le cœur même du réseau, ou plus récemment, le rappeur Kohndo, avec la chanson RER dans son album Deux pieds sur terre en 2006. De nombreuses autres chansons l'évoquent par ailleurs dans leurs paroles, comme Thomas Dutronc dans J'aime plus Paris, chanson de l'album Comme un manouche sans guitare sorti en 2007. En 1991, Les Inconnus, célèbres humoristes français, l'évoquent dans leur chanson C'est ton destin, caricaturant un groupe de rap de banlieue.
Les gares sont utilisées parfois comme lieu d'exposition temporaire. Ainsi une exposition sur le dessin animé Arthur et les Minimoys a eu lieu du 27 novembre au 2 décembre 2006 dans la gare d'Auber. À la gare du Luxembourg, une exposition de photographies sur les favelas organisée dans le cadre de l'année du Brésil a eu lieu du 23 septembre au 31 décembre 2005. Elles sont presque toujours des lieux d'affichage publicitaire.
Une sculpture en bronze de Pierre-Yves Trémois intitulée « Énergies » est exposée dans la gare de Châtelet - Les Halles de façon permanente depuis 1977.
En argot, le RER a parfois été dénommé « Reu-Reu » ou « Reur ».

## Critiques
L'exploitation du RER francilien fait l'objet de nombreuses critiques issues d'utilisateurs, d'élus locaux ou de personnalités politiques nationales.
En octobre 2023, la Cour des comptes estime dans un rapport que la performance des exploitants de RER « n'est pas satisfaisante ». Selon l'institution, les lignes B et D, « qui cumulent un fort trafic, un taux de ponctualité médiocre et une hausse prévisible de la fréquentation, sont les plus préoccupantes ». Ces deux lignes sont « saturées », leur capacité « plafonne », alors que « leur trafic augmente de 2% par an depuis 2010 », indique le rapport. À l'inverse, la ligne A, qui « a bénéficié de nombreux investissements », échappe aux critiques de la Cour des comptes. Dans l'ensemble, « le RER souffre d'un sous-investissement certain, caractérisé par des retards et un effort d'entretien insuffisant des infrastructures », selon le président de la Cour des comptes, Pierre Moscovici.